# Zitadelle (Akkon)
Die Zitadelle Akkons ist ein Festungskomplex in Akkon im Nordbezirk Israels. Der Baukomplex besteht aus mittelalterlicher Kommende der Johanniter, osmanischer oberer Festung (arabisch قَلْعَة عَکّا, DMG Qalʿat ʿAkkā; hebräisch מְצוּדַת עַכּוֹ, translit. Mətzūdath ʿAkkō) mit Vorhof und Altem Serail. Die zum Komplex gehörenden Bauten entstanden in getrennten Bauphasen zwischen dem 12. und 18. Jahrhundert. Bauherren waren der Johanniterorden (12.–13. Jahrhundert), der arabische Regionalpotentat Ẓāhir al-ʿUmar (1690–1775) sowie die osmanischen Statthalter Ahmad ‹al-Dschazzār› Pascha (1722–1804) und Süleyman Pascha ‹al-ʿĀdil› (1760er–1819).
Der Komplex ist heute aufgeteilt in vier Nutzungsbereiche, die getrennt zugänglich sind. Diese vier Bereiche sind (1.) die erhaltenen Bauten des nördlichen Teils der Kommende (französisch Grand Manoir ‚Großes Herrenhaus‘, ehemals Ordensverwaltung wie Pilger- und Ritterhospiz) als unterste Ebene meist unterm heutigen Straßenniveau, sie sind Museum, (2.) südlich anliegend auf dem südlichen Teil der Kommende das Alte Serail, jetzt Kultur- und Jugendzentrum, (3.) das Museum der Gefangenen des Untergrunds im osmanischen Oberbau auf erhaltenen Teilen der Kommende, wo vormals das Gefängnis Akkon und dann eine forensische Psychiatrie untergebracht waren und (4.) schließlich der Diwan-Chan im Vorhof der Zitadelle, seit 1980 ein Kunstmuseum.

Plan der Altstadt mit Grundrissen von Wällen, Zitadelle (№ 2: Nordmauer des osmanischen Vorhofs, № 3: Säle 1–6, № 4: Hof, № 5: Refektorium), № 20: Dschazzār-Moschee auf Unterbau der Kreuzkathedrale, № 22: Chan al-Ifranǧ und weiteren Bauten

## Lage
Die Zitadelle liegt in Akkon am nördlichen Rand der heutigen Altstadt direkt an der enger gezogenen osmanischen Stadtmauer, die nur einen Teil der Fläche der einstigen Kreuzfahrerstadt einschließt, und das Werk Ẓāhir al-ʿUmars und seines Nachfolgers Ahmad ‹al-Dschazzār› Paschas ist. An dieser alten Stadtmauer, die hier seit Anlage der Neustadt Montmusard zu Beginn des 13. Jahrhunderts bis zur Zerstörung Akkos 1291 zwischen Neu- und Altstadt verlief, besetzte die Johanniterkommende von Westen aus gesehen den Mauerabschnitt zwischen dem zweiten und dritten Turm, die osmanisch überbaut erhalten sind. Die Zitadelle besteht oben aus Bauten der osmanischen Zeit und schließt imposante Reste der Johanniterkommende darunter ein, die sich nördlich und südlich beiderseits des Rechov Portzej ha-Mivtzar (רְחוֹב פּוֹרְצֵי הַמִּבְצָר ‚Straße der Einbrecher in die Festung‘; شارع اللص في القلعة, DMG Šāriʿ al-Laṣi fī al-Qalʿa) erstrecken. Die Anlage umfasst entsprechend die Blöcke 18012 und, zum Teil, 18013 des UNESCO-Altstadtplanes.
Die Gassen und Straßen um Zitadelle und Altes Serail liegen heute sieben bis acht Meter über dem mittelalterlichen Straßenniveau,:171 da man bei Wiedererschließung der Ruinen im 18. Jahrhundert herabgestürzte Trümmer und Schutt der einst imposanten oberen Etagen in den Gassen beließ und sich damit begnügte, mit Sandaufschüttungen ein neues, höheres Straßenniveau zu ebnen. Damit ist dieser Bereich heute die höchste Lage in Akkos Altstadt. Entsprechend nahm man nur auf dieser Höhe Baureste in Nutzung bzw. baute auf erhaltenen Untergeschossen neu, die auf dem neuen Niveau noch herausragten.

## Geschichte
Akko ist eine alte Stadt am Mittelmeer, wo der Handelsweg Via Maris zwischen Ägypten und Mesopotamien von See- auf Karawanentransport und umgekehrt wechselte. Mehrfach zerstört und aufgebaut und noch öfter von einem Herrn an einen anderen gefallen (Phönikier, Altägypter, Alexander der Große, Römer, Byzantiner, um nur einige zu nennen) gehörte Akko seit dem 10. Jahrhundert zum Reich der ägyptischen Fatimiden. 1104 belagerte das Königreich Jerusalem mit seinen Streitkräften, unterstützt von Kreuzfahrern und genuesischer Marine, die Stadt Akko, das unter den Fatimiden als Kaufmannsstadt an Bedeutung verloren hatte.
Unter Zusage entweder des freien Abzugs mit ihrer beweglichen Habe oder des Verbleibs als Untertanen des Königs von Jerusalem ergaben sich die Akkoner, jedoch überfielen Genuesen wehrlos Ausziehende, was dann als allgemeines Gemetzel der Belagerer an allen Einwohnern und ihrer Plünderung endete. Dennoch wuchs die Stadtbevölkerung unter den Kreuzfahrern bald wieder auf 40 bis 50 Tausend Einwohner, womit das Akko der Kreuzfahrer eine bedeutende mittelalterliche Stadt war. Neben den vorherrschenden Christen der katholischen, europäisch orthodoxen und orientalisch-orthodoxen Kirchen wohnten auch Muslime und etwa 200 Juden in Akko, wie Benjamin von Tudela 1170 berichtet.

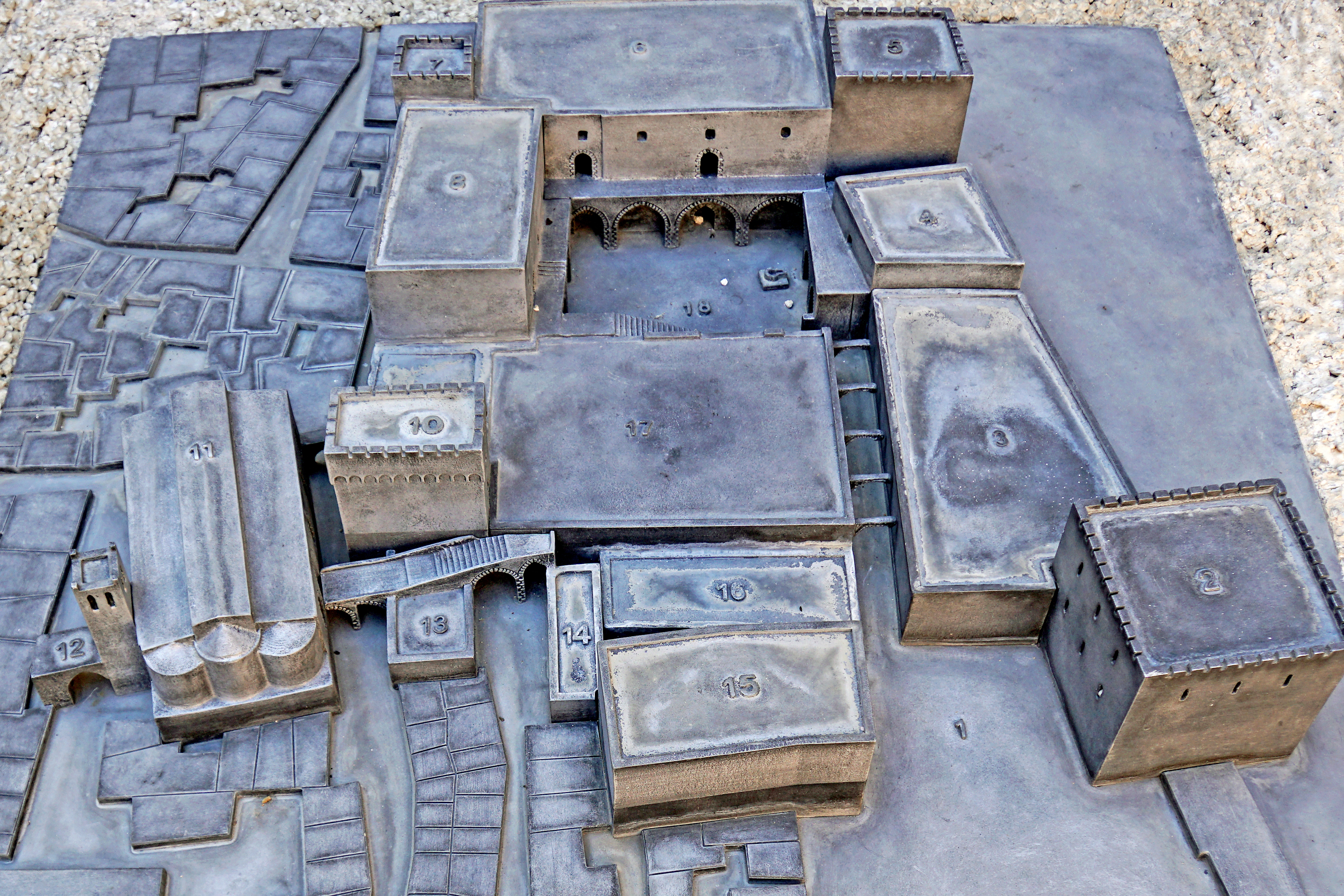
Modell der Kommende mit Johanniskirche (li.) sowie Grand Manoir (re.), verbunden durch eine Brücke über die Geschäftsstraße, Ansicht von Osten vor 1291

### Zu Zeiten der Kreuzfahrer
Nach Einnahme der Stadt 1104 durch die Kreuzfahrer übernahmen die Johanniter als ihre Kommende ein Geviert südwestlich der großen Freitagsmoschee (zu der Zeit im Umbau/Abbruch für die neue Heilig-Kreuz-Kathedrale), das Seʾev Goldmann als eine arabisch-fatimidische Karawanserei des 10. oder 11. Jahrhunderts identifizierte.:109 Auf dem östlich angrenzenden Unterbau der Kathedrale steht heute der Komplex der Dschazzar-Pascha-Moschee.
Im Jahre 1110 bestätigte Balduin I. von Jerusalem die Johanniter im Eigentum weiterer, ihnen gestifteter Bauten nördlich der Heilig-Kreuz-Kathedrale des Bistums Akko lateinischen Ritus. Auf die Schenkungen hin begannen zu Beginn des 12. Jahrhunderts die Johanniter ihre Kommende nördlich des ursprünglichen Gevierts, jenseits einer wichtigen Geschäftsstraße zu erweitern. In den 1130er Jahren mussten beim Anbau des neuen Nordportals der Heilig-Kreuz-Kathedrale benachbarte Johanniterbauten weichen, woraufhin die Ordensgemeinschaft den Standort nördlich der Kathedrale aufgab und Mitte des 12. Jahrhunderts seine Niederlassung weiter westlich um ein neues Ordenshaus erweiterte, was heute den Grand Manoir im Unterbau der heutigen Zitadelle darstellt. Älteste Nachricht dieses Baus stammt von 1141 aus der Zeit der Königin-Regentin Melisende von Jerusalem.

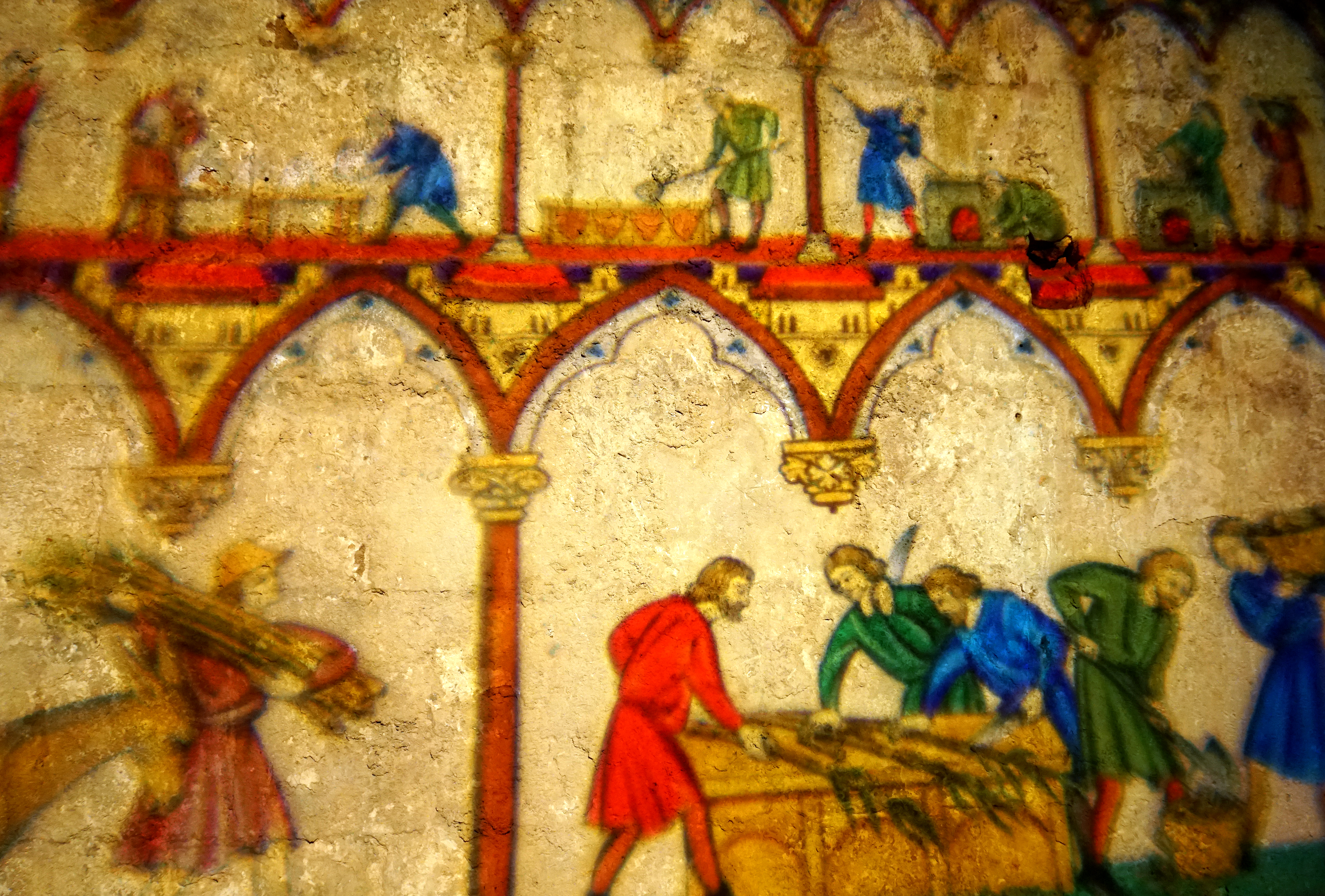
Unterm Rechov Portzej ha-Mivtzar: Niveau der alten Geschäftsstraße mit Projektion der Verarbeitung von Zuckerrohr zu Zucker, 2016

Als neue Nordseite des Hospitalhofes, südlich an der Geschäftsstraße und nunmehr im Zentrum der sich beiderseits dieser Straße erstreckenden Kommende errichteten die Johanniter ihr Johannes dem Täufer geweihtes Gotteshaus, wenig westlich von der Kreuzkathedrale.:109 Älteste Nachricht von dieser Johanniskirche stammt aus dem Jahre 1149. Die Kirche schloss eine heute erhaltene Krypta aus sechs gewölbten Sälen ein, und war laut zeitgenössischen Berichten ein sehr hoch aufragendes Gebäude. Besagte wichtige Geschäftsstraße, ab dem Johannistor in der Neustadt Montmusard im Norden südwärts gerichtet, verlief im mittleren Abschnitt am Ostflügel des Grand Manoir entlang, schwenkte dann nach Westen, um sich nach kurzem Abschnitt inmitten des Komplexes der Johanniterkommende zwischen nördlichem Grand Manoir und südlicher Johanniskirche wieder nach Süden gen Genuesenviertel zu wenden.
Als wichtige Geschäftsstraße blieb auch jener Abschnitt für die Allgemeinheit offen, der auf etwa 50 Meter Länge den Ordenskomplex durchschnitt, war aber teils überbrückt, um den Grand Manoir, die Ordensverwaltung sowie das Hospiz für Ritterbrüder und Pilger, kreuzungsfrei mit dem südlichen Teil der Kommende aus Johanniskirche und Johanniterhospital zu verbinden. Den zwischen nördlichem und südlichem Teil des Ordenskomplexes verlaufenden Straßenabschnitt, heute unterm Rechov Portzej ha-Mivtzar gelegen, konnte der Johanniterorden in Zeiten der Not durch ein massives Tor sperren, um ein unerwünschtes Durchdringen der Kommende zu unterbinden. Der Rheinländer Theodericus Monachus beschrieb die Kommende, die er 1172 auf seiner Pilgerfahrt gesehen hatte, als befestigte, beeindruckende Bauanlage, mit der sich allenfalls die Tempelritterfestung im Südwesteck der Altstadt Akkos messen konnte.
Im Jahre 1187 durch Saladins Siege verloren, hielten die Ayyubiden Akko, bis Kreuzfahrer es unter Führung von Richard Löwenherz in Kämpfen der Jahre 1189 bis 1191 zurückeroberten. Da die Kreuzfahrer zu der Zeit Jerusalem nicht hatten zurückgewinnen können, wuchsen Akko neue Aufgaben als Hauptstadt des Königreichs Jerusalem zu. Neben den Johannitern hatten Deutscher Orden, Lazarus-Orden und Tempelritter Ordenshäuser in Akko. Der Johanniterorden, der seinen Sitz in Jerusalem verloren hatte, baute seine wiedererlangte Kommende nun in Etappen weiter aus, um auch die zentrale Ordensverwaltung und ab 1271 zudem den Großmeister dort unterzubringen, weshalb die Kommende in französischen Quellen des 17. Jahrhunderts auch als palais du grand-maître (Großmeisterpalais) bezeichnet wird. Die überwiegend französischsprachigen Johanniter nannten ihre Hauptverwaltung auch Grand Manoir (Großes Herrenhaus).

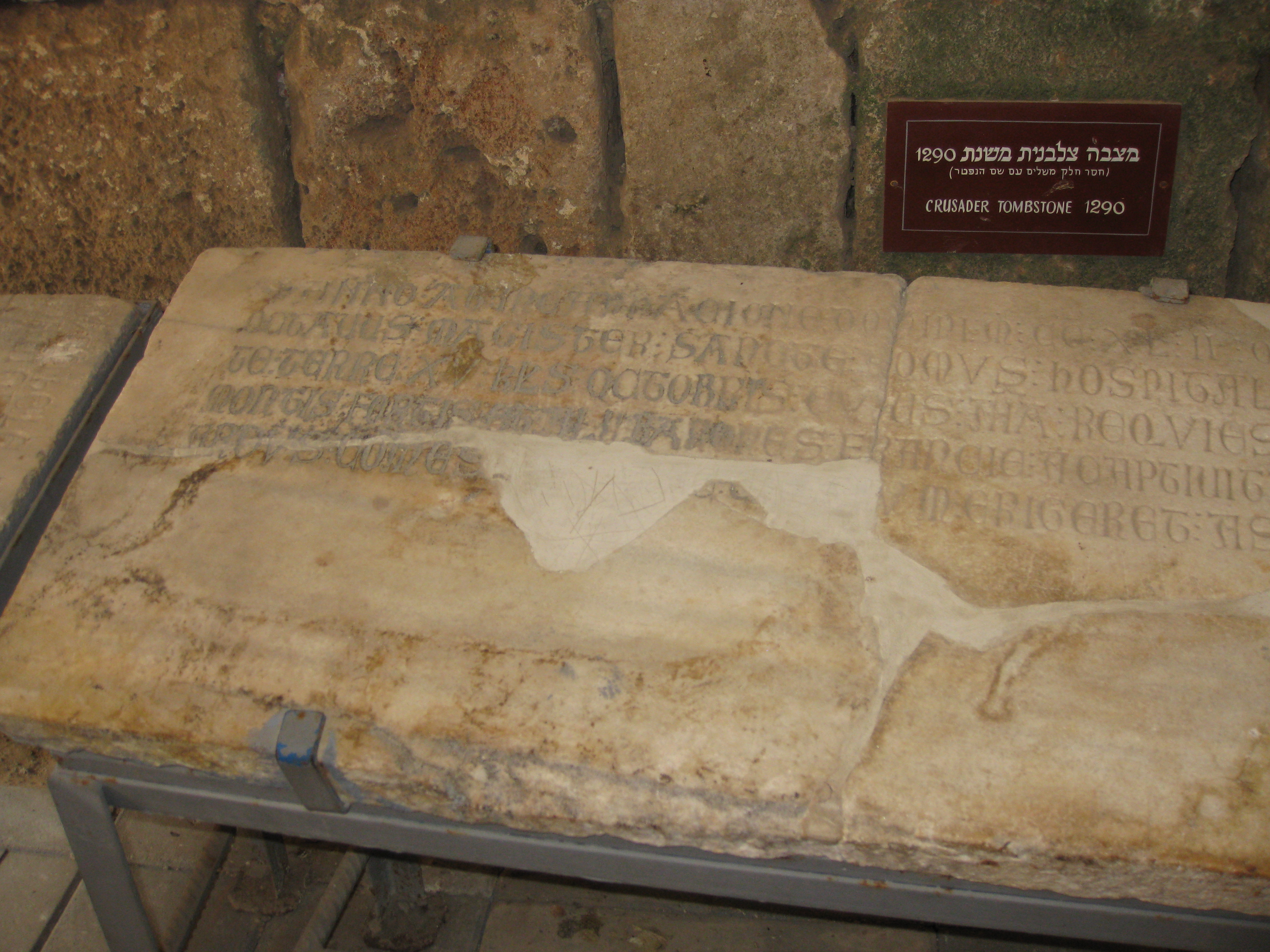
Grabplatte für Petrus de Veteri Brivato aus dem Oratorium, 1959–1962 ergraben

Die Jerusalemer Könige Guido von Lusignan (1192) und Heinrich I. von Jerusalem (1193) machten nacheinander den Johannitern Konzessionen, denen nach der Orden seine Kommende bis zur Straße entlang der alten nördlichen Stadtmauer Akkos erweitern konnte. Der Ausbau zog sich weit ins 13. Jahrhundert hinein und umfasste neue Flügel und zusätzliche Etagen auf älteren Bauteilen. Die Johanniterkommende bestand laut einer Karte von Paulinus de Puteoli (Paolino Veneto, 1270–1344) aus dem frühen 14. Jahrhundert aus drei Teilen, nördlichem Ordenshaus (hospitale), südlichem Krankenhaus (domus infirmorum) und Johanniskirche (ecclesie) dazwischen gelegen. Im Oratorium des Johanniterspitals, südlich der Johanniskirche gelegen, fand sich die Grabplatte für Großmeister Petrus de Veteri Brivato, die sein Todesdatum mit XV Tage vor den Kalenden des Oktobers MCCXLII nennt, also 17. September 1242.:27:110 Vermutlich diente das Oratorium dem Orden in Akko als Grablege.:115
Der nördliche Teil der Kommende (hospitale) diente zwei wesentlichen Zwecken, er war Wohn-, Übungs- und Aufenthaltsort der Ritterbrüder, Ordensverwaltung, barg eine Rohrzuckerfabrik, die wesentlich zu Einnahmen des Ordens beitrug und war Pilgerhospiz. Auch ein Kerker gehörte dazu. Pilger fanden hier erste Aufnahme, nachdem sie über See Akko erreicht hatten oder nach der Wallfahrt im Heiligen Land, wenn sie ihre Schiffspassage zur Heimreise abwarteten. Der Nordflügel der Kommende grenzt an die in Ost-West-Richtung verlaufende alte Kreuzfahrerstadtmauer.

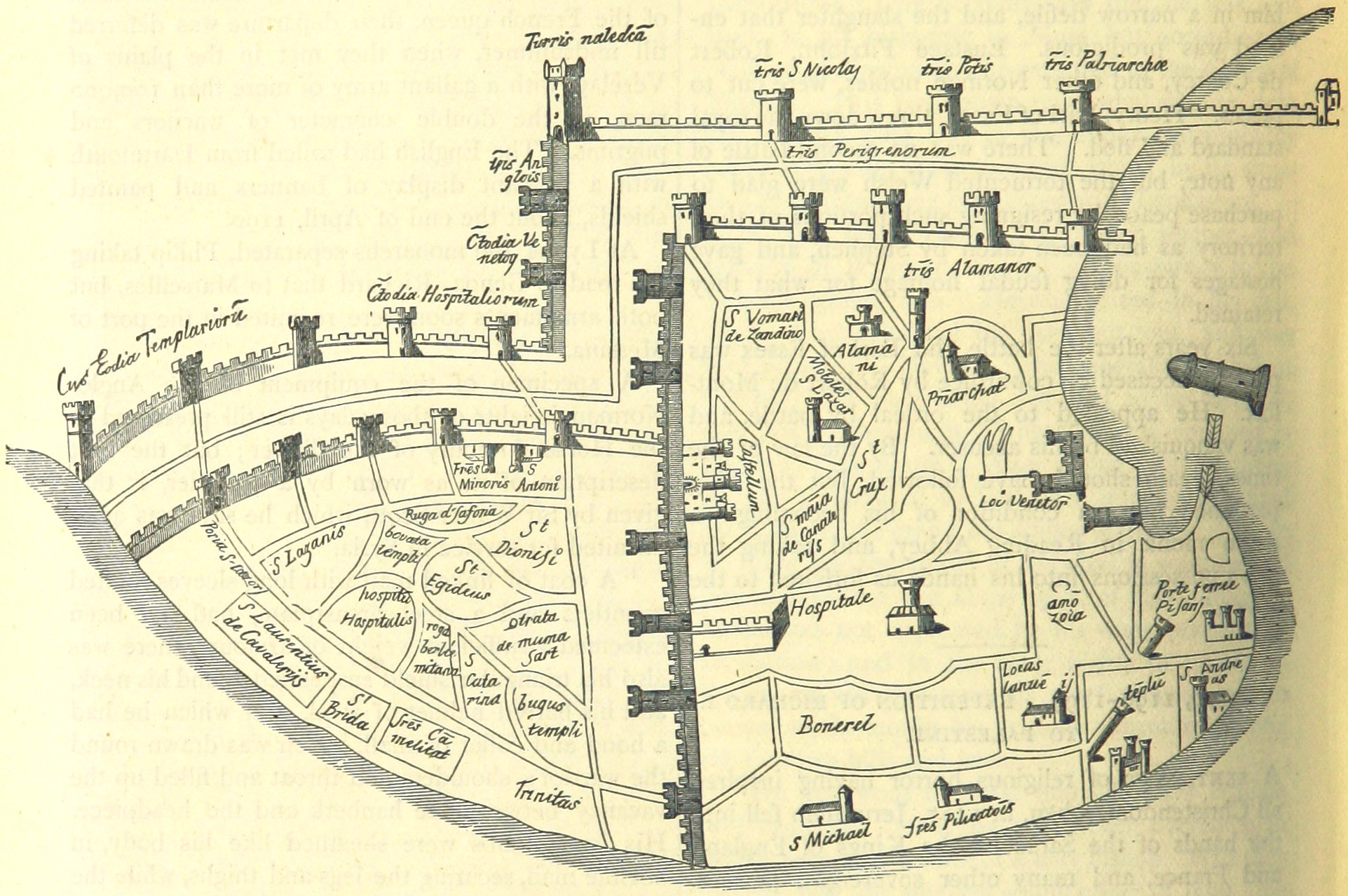
Neustadt Montmusard (li.) und Altstadt Akkos (re.), darin die Johanniterkommende (rechteckiger Block mit Eintrag Hospitale), geosteter Plan von Marino Sanudo d. Ä. (1260–1338)

Eine neue, heute nicht erhaltene Stadtmauer der Kreuzfahrer verlief weiter nordöstlich von Südosten nach Nordwesten diagonal zur alten und entstand nach Erweiterung der Stadt zu Beginn des 13. Jahrhunderts um die Neustadt Montmusard, die auf Initiative Ludwigs IX. von Frankreich zwischen 1250 und 1254 durch eine zweifache neue Mauer in die Befestigung der Stadt einbezogen wurde.:101 Aus wehrstrategischen Erwägungen blieb die alte Mauer jedoch erhalten. Zudem errichteten die Johanniter Gebäude in der Neustadt Montmusard, wo ihnen auch Schutz und Verteidigung der so genannten Johanniterschanze (C[us]todia Hospitalariorum in der Karte; ein Abschnitt der neuen Stadtmauer) mit Marientor oblag.:101
Die christlichen Kreuzritterstaaten und Kleinarmenien standen in einem steten, mal mehr oder minder heißen, militärischen Konflikt zunächst mit dem islamischen Reich der Ayyubiden, bevor der Mongolensturm deren Kräfte band, und danach mit dem Reich der islamischen Mamluken (auch Mamelucken). Parallel zu diesen Kriegen zehrten die inneren Konflikte, dabei beteiligten sich die Johanniter auf Seiten der Genuesen im Ersten Venezianisch-Genuesischen Krieg (vorgeblich um die akkonische Kirche St. Sabas; 1256–1270) an bürgerkriegsartigen Auseinandersetzungen mit Venezianern, ihrerseits im Bündnis mit Deutschorden und Tempelrittern.:88 Die unterlegenen Genuesen wurden 1257 aus Akko verbannt und mussten schwören, vor Ablauf dreier Jahre nicht zurückzukehren, worauf sie ihre Besitztümer in der Johanniterkommende einlagerten.:88 1263 trafen sich in Akko Johanniter zum Generalkapitel und beschlossen Regeln und Statuten; darin fand auch die Johanniskirche Erwähnung mit ihrer Fünte, drei Altären (Haupt-, Liebfrauen- und Blasiusaltar), vermutlich jeder in einer der drei Apsiden aufgestellt.
Bald darauf eroberten Mamluken unter Baibars I. östliche Vorposten der Kreuzfahrer (Nazareth und Tabor 1263, Caesareia Maritima 1265, Safed 1266, Antiochia 1268, Crac des Chevaliers 1271:89) und führten zwei erste Angriffe auf Akko (1263 und 1267). Mit der mamlukischen Eroberung des Fürstentums Antiochien verlor der Johanniterorden Ländereien mit etwa 10'000 abhängigen abgabepflichtigen Bauern,:92 was ihn nachhaltig schwächte. Statt Abwehr blieb dem Königreich Jerusalem allein das Betteln um Frieden, den Baibars 1268 für 10 Jahre gewährte gegen kampflose Abtretung weiter Gebiete; das Königreich umfasste so noch Akko mit Umland, zehn Dörfer bis hinauf zur Deutschordensburg Montfort, Haifa mit drei Dörfern sowie fünf Dörfer im Hinterland der Burg Château Pèlerin in ʿAtlit.:99 Zugleich betrieben akkonische Kaufleute selber den Untergang des Königreichs Jerusalem, indem sie die Exporte der italienischen Rüstungsindustrie ans Mamlukenreich abwickelten.
In einem Brief an den Großprior von Saint-Gilles geht Johanniter-Großmeister Hugues de Revel (Amtszeit 1258–1277, ab 1271 mit Sitz in Akko) davon aus, dass Akko sich bei einem erneuten Angriff nicht werde halten können.:94 Im August 1290 massakrierten katholische italienische Kreuzfahrer muslimische arabische Kaufleute in Akko. Daraufhin verlangte der ägyptische Sultan Qalāwūn aus der türkischstämmigen Bahri-Dynastie der Mamluken die Auslieferung der beteiligten Täter sowie eine Entschädigung in Höhe von 30'000 venezianischen Zecchinen. Da Akko beides ablehnte, entschied sich Qalāwūn, die Stadt umgehend anzugreifen, was sein plötzlicher Tod im November 1290 verhütete. Sein Zweitältester, Chalīl, folgte ihm als Sultan und zog im März 1291 aus, die letzten Reste der Kreuzfahrerstaaten in der Levante zu erobern.
Nach 44 Tagen Belagerung Akkos erstürmten am 18. Mai 1291 Mamluken die Stadt. Nach der Einnahme der Stadt konnten sich die Johanniterkommende, das Deutschordenshaus und die Tempelritterfestung noch einige Tage halten.:105 Am Ende entkamen sieben Johanniter- und zehn Tempelritter über See, Deutsch- und Lazarus-Orden hatten keine Überlebenden.:106 Bewohner, die nicht geflohen waren, wurden vielfach massakriert, überlebende Frauen und Kinder in Harems oder Sklaverei verkauft. Im August 1291 eroberte Chalīl schließlich die verbliebenen befestigten Kreuzfahrerstädte Tyros, Sidon, Haifa, Tartus und Beirut.

### 1300 bis 1740 in den Ruinen Akkos
Sultan Chalīl beauftragte 1291 Emir ʿAlam al-Din Sandschar al-Schudschaʿi al-Mansuri (عَلَمُ الدِّينِ سَنْجَرُ الشُّجَاعِيُّ المَنْصُورِيُّ, DMG ʿAlam ad-Dīn Sanǧar aš-Šuǧāʿī al-Manṣūrī) Kirchen und Befestigungen Akkos zu schleifen, um christliche Spuren zu tilgen und Kreuzfahrern – nach einer eventuellen Rückeroberung – eine erneute Nutzung als Stützpunkt unmöglich zu machen. Allerdings blieb von den massiven Bauten der Johanniterkommende einiges erhalten. Auch nach Eroberung der Levante durch das Osmanische Reich 1516/1517 blieb Akko ein Ruinenfeld. Im frühen 17. Jahrhundert suchte der Drusenfürst Fachr ad-Dīn II. in Akko die Kommende für einen Militärposten herzurichten. Er gab das Vorhaben aber auf, wie der Franziskanerfrater Eugène Roger in den 1630er Jahren berichtete, da die Hohe Pforte den Baustopp forderte, um fremden Eroberern keine Basis zum Festsetzen zu schaffen. Laurent d’Arvieux (1635–1702), französischer Gesandter, fand nach seinem Besuch 1658 in Akko die Ruinen der Kommende keiner Erwähnung wert. Zeichnungen europäischer Reisender – Cornelis de Bruyn 1679, Étienne Gravier, Marquis d’Ortières (auch d’Orcières) 1686 –, welch letzterer die mächtigen Ruinen der Kommende – als palais du grand maître (Großmeisterpalast) – und ihrer Kirche – als église St Jean (Johanniskirche) – bezeichnet, zeigen Verfall der Ruinen Akkos und Verwehung mit Sand.
Nur wenige autark lebende Menschen, oft arabische Fischer, ließen sich neu in den Ruinen nieder und richteten sich ein. Insbesondere die Fischer schätzten die Vorzüge des natürlichen Hafens von Akko in der heute nach der jüngeren Konkurrenzstadt benannten Bucht von Haifa. Akkos Hafen war der einzige in der Levante, in dem bei jedem Wetter Ladung angelandet werden konnte. Der florierende Handel in Westeuropa trieb auf der Suche nach Geschäftsgelegenheiten vor allem französische, aber auch niederländische Kaufleute an die Küsten der Levante, wobei erstere gewissen Rechtsschutz durch die Kapitulationen des Osmanischen Reiches genossen und unter Europäern ein Monopol im osmanischen Handel beanspruchten.:94
Europäische Kaufleute steuerten auch den Hafen Akkos an. Im Jahre 1691 wohnten bereits 13 französische Kaufleute in Akko,:96 die Handelsposten im hafennahen ehemaligen venezianischen Handelshof unterhielten, der um 1700 inmitten der Trümmer hergerichtet wurde und bis heute ihretwegen auf Arabisch Chan al-Ifranǧ (خان الإفرنج ‚Frankenkarawanserei‘) genannt wird.:172 Die geschlossene Anlage des Chans bot etwas Schutz vor Raubüberfällen durch Beduinen oder maltesische Korsaren. Die Textilindustrie in Frankreich prosperierte und verzehnfachte ihre Baumwollimporte zwischen 1700 und 1750, und obwohl die Produzenten das Angebot steigerten, wuchs die Nachfrage schneller, weshalb sich der Baumwollpreis in der gleichen Zeit verdoppelte.:104
Auf der Suche nach Baumwolllieferanten reisten Marseiller Kaufleute 1691 schon durchs galiläische Hinterland bis Safed.:97 Die wenigen freien Bauern, vor allem aber die vielen abhängigen bäuerlichen Landpächter staatlichen Miri-Landes im osmanischen Tımar-System erkannten, dass Baumwollproduktion über ihren Eigenbedarf hinaus sich zu steigenden Preisen absetzen ließ. Wenn Steuerpächter (ملتزم, DMG multazim) über die Dörfer kamen, meist um rigoros die Abgabe auf Miri-Land einzutreiben, konnten die oft illiquiden bäuerlichen Pächter diese nur aus Erlösen bestreiten, die sie aus Schnellverkäufen hektisch und nicht ausgewachsen geernteter Baumwolle an europäische Kaufleute zu schlechten Preisen erzielten.:99 So fielen Preis, Quantität und Qualität für Produzenten und Kaufleute ungünstig aus, weshalb französische Kaufleute bis 1720 einen Terminmarkt für Baumwolle (später auch für andere Terminwaren wie Olivenöl und Getreide) etablierten, indem sie Produzenten vor ihren Ernten den abgezinsten Verkaufserlös zahlten, die den Steuereinnehmern so bequem ihre Abgaben zahlen konnten, und den vollen Ertrag erst dann lieferten, wenn sie die reife Ernte eingeholt hatten.:99
Ohne Grundeigentum konnten Landpächter meist keine besitzlosen Sicherheiten stellen, die bei tatsächlich ausbleibenden oder niedriger ausfallenden Ernten hätten verkauft werden können, um auf diesem Wege Geld zu erlösen, um – retrospektiv betrachtet – den Kaufleuten zu viel ausgezahlte Vorschüsse auf ausgebliebene höher erwartete Ernten zu erstatten. In Ermangelung von Sicherheiten seitens der Schuldner mussten Kaufleute deren Ernteausfälle als Verluste abschreiben, was sie aber in Kauf nahmen, da sie so mehr Baumwolle, in der Regel mit guten Margen, nach Europa verkaufen konnten.:99 Die Hohe Pforte verbot 1729 Termingeschäfte mit Agrarprodukten, aber ohne Erfolg.:99
In Vollzug des Verbotes verhafteten die Behörden im Juni 1730 Saʿd al-Zaydānī, ältester Bruder Ẓāhir al-ʿUmars (1690–1775), da er den Verkauf der Ernten dreier Dörfer auf Termin an französische Kaufleute vermittelt hatte, die sich auch erfolgreich für seine Freilassung einsetzten.:100 Ẓāhir al-ʿUmar, selber erfolgreicher Kaufmann im Handel zwischen Galiläa und Damaskus,:119 erkannte eine Chance und vereinbarte 1731 mit dem in Akko niedergelassenen Kaufmann Jūsuf al-Qassīs (يوسف القسيس), seine Waren ins Ausland zu verkaufen.:35

### 1740 bis 1840 in Aufstieg und Niedergang Akkos

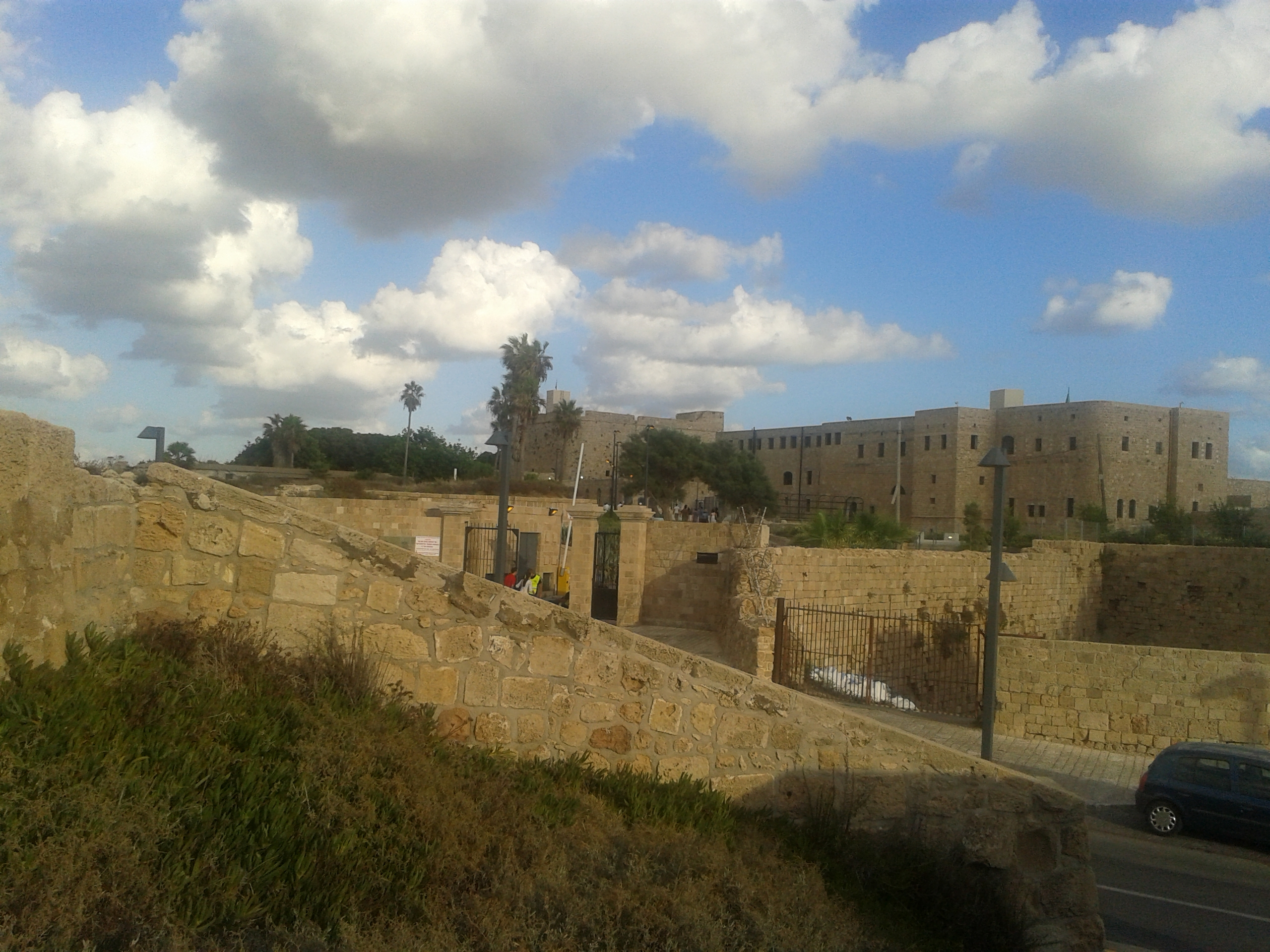
Zitadelle: Nördlicher ehemaliger Zellentrakt mit Nordwestturm (re.) von Nordwesten, 2013

Ẓāhir al-ʿUmar, dessen nach Galiläa eingewanderte beduinische Familie sich als Kaufleute und Steuerpächter etabliert hatte, übernahm nach dem Tod seines Vaters die Aufgabe des Multasims (Steuerpächters), wobei er kaufmännisch denkend auf regelmäßige kontinuierliche Steuereingänge setzte, statt auf einmalige Höchstbeträge, die die Steuerpflichtigen ruinierten.:33 Sein Konzept schloss auch ein, Landpächter vor Räubern zu schützen.:155
Von Kaufleuten respektiert und bäuerlichen Landpächtern für Rücksicht und Schutz geschätzt, begann Ẓāhir al-ʿUmar mit Verhandlung und militärischem Geschick in Galiläa eine Ordnung aufzubauen, die Schutz vor Raubüberfällen und amtlicher Ausbeutung und Willkür bot, indem er allgemeine Regeln aufstellte und durchsetzte, auf die sich die Einwohner verlassen konnten. Ẓāhir al-ʿUmar erhob sich zum autonomistischen Regionalpotentaten, geflissentlich dem osmanischen Fiskus die geforderten Steuern zahlend und offenen Konflikt mit der wenig präsenten Hohen Pforte meidend, sondern deren Anerkennung suchend.:46
Ẓāhir al-ʿUmar erkannte Akkos Potential:35 und begann ab den 1740er Jahren den Ausbau der Ruinen Akkos zu seiner befestigten Residenz und Verwaltungszentrale. Bis Ende 1750 ließ er Akkos schadhafte Mauern reparieren und ausbauen,:36 um einen sicheren Platz zur Abwehr von Beduinenbanden, maltesischen Korsaren oder anderen Invasoren aus dem näheren Umfeld zu haben, die seine Errungenschaften und aus eigener Kraft erreichte Position an sich reißen wollten.:27
Im September 1746 erzwang Ẓāhir al-ʿUmar als einziger Mittelsmann ein Monopol im Baumwollhandel zwischen einheimischen Verkäufern und europäischen, vor allem französischen Käufern, um als Regionalpotentat eine Monopolrente fiskalisch abzuschöpfen.:102 Den Grand Manoir übernahm er und errichtete ab den 1750er Jahren auf den erhaltenen unteren Geschossen die Zitadelle,:27 die Unterkünfte für Soldaten, Lager und Werkstätten für Waffen, eine Schatzkammer, Zellen für Gefangene, die Räume für Repräsentationszwecke, Wohnen und Verwaltung (Serail genannt im levantinischen Sprachgebrauch) bot. Die persischstämmige arabische Vokabel Serail (سراي oder سرايا, DMG Sarāy, Sarāyā) bezeichnet Bauten für Repräsentation, Wohnzwecke und Verwaltung aus osmanischer Zeit, denn private Gemächer, auch solche für Haremsdamen, wie Verwaltungsräume, waren oft unter einem Dach.

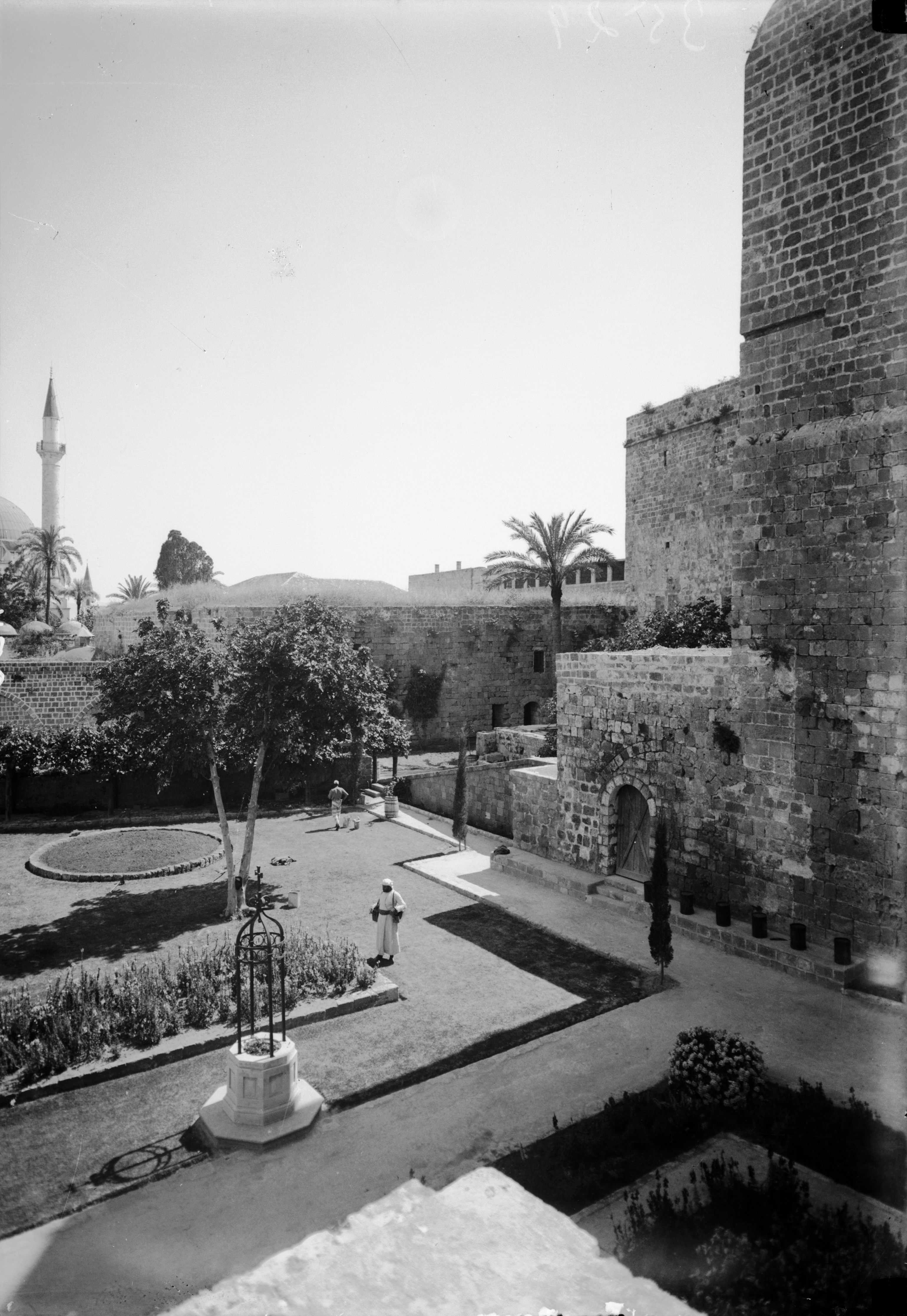
Zitadelle: Östlicher Vorhof mit Burǧ al-Chazna (rechts angeschnitten) und Diwan-Chan (Mitte, hinter der Palme), 1930er Jahre

Herzstück der Anlage ist der Burǧ al-Chazna (arabisch برج الخزنة ‚Schatzkammerturm‘), Akkos höchster Bau, der den osmanischen Oberbauten die Bezeichnung Zitadelle eintrug. Der Burǧ al-Chazna birgt in seinem Innern den Torturm Porta Domine Nostre aus Kreuzfahrerzeiten. Unter neuen Aufbauten nachgebende Johanniterstrukturen ließ Ẓāhir al-ʿUmar mit Trümmern, aber vor allem mit Sand verfüllen, um sie dauerhaft für neue Lasten zu stabilisieren. Die erhaltenen unteren Geschosse der Kommende liegen daher heute sieben bis acht Meter unter dem gegenwärtigen Straßenniveau. Giovanni Mariti (1736–1806) besuchte die Zitadelle bald nach Fertigstellung und berichtete von Ẓāhir al-ʿUmars Wohnräumen, Unterkünften für Soldaten und einem marmornen Springbrunnen im östlichen Vorhof.
In Ẓāhir al-ʿUmars Gebiet vor Raub geschützt konnten bäuerliche Produzenten ihre Produktion steigern und behielten nach Steuer und Pacht mehr von ihrem Ertrag für sich übrig als ihresgleichen in Gebieten anderer Herren. Ẓāhir al-ʿUmar übernahm den Export global gängiger Feldfrüchte auf die Weltmärkte.:154 Wachsende heimische Produktion und steigende globale Preise brachten den Beteiligten auf allen Ebenen mehr ein, bei gleichzeitigem Schutz vor Willkür und Raub, so dass Ẓāhir al-ʿUmars bislang dünn besiedeltes Herrschaftsgebiet eine Sogwirkung auf Migranten von außerhalb entwickelte.:118 Ẓāhir al-ʿUmar brachte auch weitere Gebiete unter seine Herrschaft, was einheimische Bauern eingenommener Landstriche meist wohlwollend hinnahmen. Bald gehörten außer Galiläa weitere Landstriche, wie die südlich von Haifa gelegene Scharonebene an der Küste und der nördliche Küstenstreifen bis einschließlich Sidon zu seinem Gebiet.:41
Das wieder befestigte Akko war Knotenpunkt zum globalen Handel, Ẓāhir al-ʿUmars Festung und Hauptstadt seines prekären regionalen Herrschaftsgebiets. Die bei Sicherheit vor Gewalt und unterlassener Willkür wachsende Produktion im primären Sektor, schließlich weiter verstärkt durch Förderung der Arbeitsmigration,:38seqq. erforderte und erlaubte durch wachsende Steuereinnahmen auch mehr Beschäftigte im verarbeitenden sekundären und Dienste (Handel, Verkehr, Verwaltung, Planung, Ordnungskräfte und Sicherheitsorgane) erbringenden tertiären Wirtschaftssektor,:117 womit die Zahl der Akkoner von 400 um 1730 binnen weniger Jahre auf 15'000 und dann 25'000 um 1770 anstieg.:16 Die Neu-Akkoner wanderten von Aleppo, Damaskus, griechischen Inseln, Malta oder Nazareth zu.:22 Sie bekannten sich meist zum Christentum, insbesondere zur griechischen Orthodoxie oder griechisch-katholischen Union, wodurch ab Mitte des 18. Jahrhunderts Christen in der Stadt die Mehrheit bildeten.:23 Die heterogene Einwohnerschaft entwickelte jedoch nie Autonomiebestrebungen, wie sonst typischerweise eine Stadtgesellschaft von Kaufleuten.

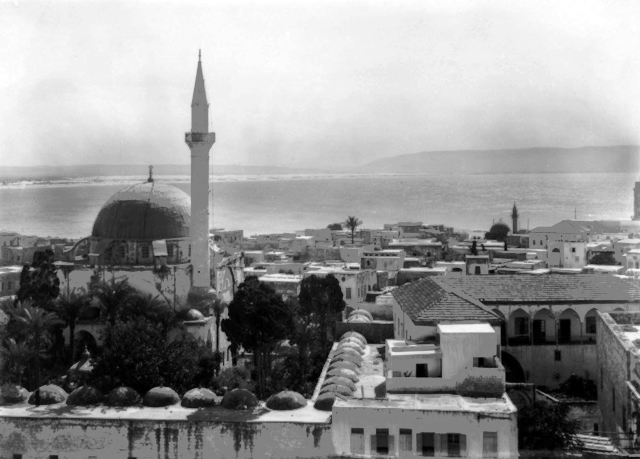
Altes Serail (mit Walmdach), Dschazzār-Moschee (li.) mit Riwaq, und Mauer der Zitadelle (ganz re.), um 1918

In und auf Ruinen der Kreuzfahrerstadt errichteten Neu-Akkoner im 18. Jahrhundert eine neue Stadt, das Serail und die Zitadelle mit ihrem östlichen Vorhof. Gemäuer beschädigter oberer Geschosse aus Kreuzfahrerzeiten stürzten die Bauarbeiter in die Gassen, Straßen und Hohlräume der Ruinen, die sie so füllten, und zerstörten die Ruinen weiter, um Baumaterial und Bauelemente zwecks Wiederverwendung zu gewinnen.:25 Auf der erhaltenen Krypta und die erhaltene Westfassade der ansonsten schwer beschädigten Johanniskirche einbeziehend ließ Ẓāhir al-ʿUmar um 1750 als Bürogebäude für seine Verwaltung sein erstes baulich separates Serail (heute Altes Serail genannt) errichten.:27:110

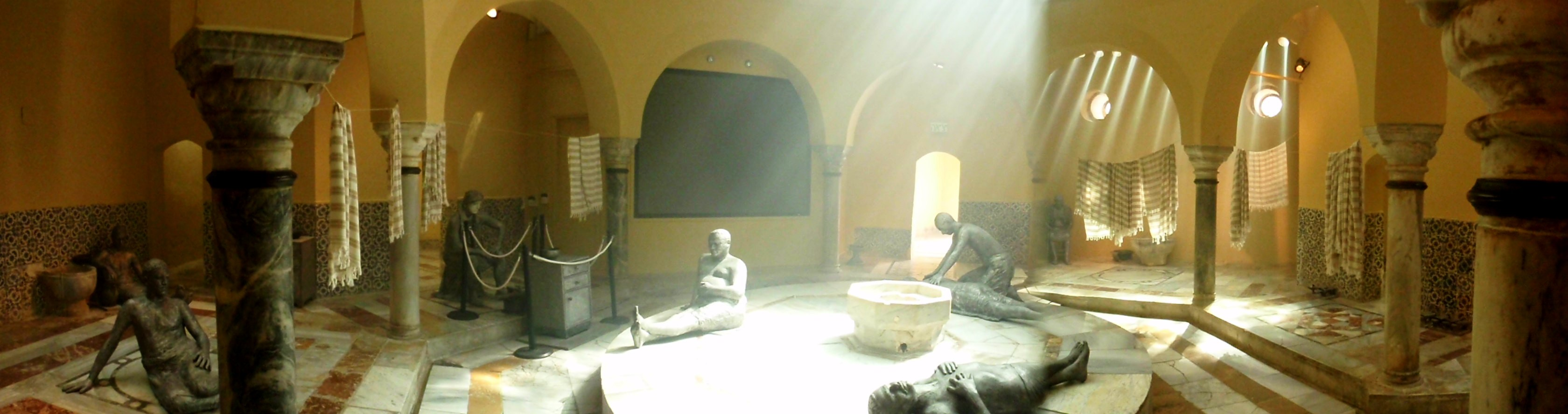
Türkischer Ḥammām des Paschas: Säulen und andere Spolien, 2010

Brauchbare Teile aus der Ruine der prächtigen Johanniskirche wurden im Oratorium eingelagert und teilweise später als Spolien auch im Türkischen Hammam verbaut. Nachdem dieses Serail fertiggestellt war, zog die Verwaltung dort ein und die Zitadelle diente danach vorrangig der örtlichen Garnison und als Gefängnis.
Nach gescheiterten Versuchen, den aus eigenem Willen und Können aufgestiegenen, unabhängigen Ẓāhir al-ʿUmar abzusetzen, fügte sich die Hohe Pforte 1768 schließlich ins Unvermeidliche und verlieh ihm den neu geschaffenen, seinen aus eigener Kraft errungenen Machtbereich spiegelnden Rang eines Scheich von Akko und ganz Galiläa.:36 Ẓāhir al-ʿUmar, der einem bei Abdülhamid I. in Ungnade gefallenen Freund (ʿAlī Bey al-Kabīr) beistand, war 1771 so selbst Ziel osmanischer Intervention geworden, die 1775 mit seiner Erschießung auf der Flucht endete.:44seqq. Als neuen Scheich ernannte die Hohe Pforte Ahmad ‹al-Dschazzār› Pascha ab 1777 mit Titel eines Wālī von Sidon,:111 als der er 1779 aber seinen Sitz in Akko nahm.:180
Ahmad ‹al-Dschazzār› Pascha, dem Gewalttätigkeit den Beinamen ‹der Schlächter› (الجزّار al-Ǧazzār) eingetragen hatte,:50 fehlten wirtschaftlicher Sachverstand, freundschaftliche und als Bosniake familiäre Beziehungen in seinem Machtbereich und die Fähigkeit, seiner Macht widerstreitende lokale und regionale Potentaten durch Zugeständnisse und Abkommen für sich zu gewinnen.:121seqq. Stattdessen setzte er auf Gewalt, um angebliche und tatsächliche Gegner zu beseitigen und potentielle Widersacher abzuschrecken.:74 Diese Gewalt, überzogen und brutal und zudem oft die Falschen treffend, verschreckte und wiegelte Viele zum Widerstand auf, was wiederum Dschazzār Pascha überall angebliche Verschwörer vermuten und dann verfolgen ließ.:146
Daher unterhielt Dschazzār Pascha einen personalstarken Repressionsapparat aus teuren fremden Söldnern ohne Bindungen zu lokaler Bevölkerung,:159 die in der Zitadelle stationiert waren.:38–47 Die Zitadelle war nun auch Rückzugsort vor Rebellionen aus der Mitte der Einwohnerschaft.:172 Als Dschazzār Pascha erfuhr, dass einige seiner ägyptischen mamlukischen Söldner Beziehungen zu Damen seines Harems unterhielten, ging er drakonisch gegen die Verdächtigen vor, was eine Rebellion dieser Söldner auslöste, die sich im Turm Burǧ al-Chazna verschanzten, wo er sie mit Hilfe bosniakischer Söldner im Mai 1789 belagerte.:143seqq. Die Mamluken drehten die Kanonen auf dem Turm in Richtung Altes Serail und drohten es zu zerstören, wodurch sie erfolgreich ihren freien Abzug erpressten.:143seqq.
Steigende Ausgaben erforderten höhere Steuerforderungen und -einnahmen, die z. B. ein neues obrigkeitliches Monopol im Getreidehandel einbringen sollte.:121 Die Zahl der Bauern sank, teils durch Flucht vor Repressalien oder vor Steuerexekution und schließlich in Folge Todes durch die Beulenpest 1786.:113 Akkoner und Galiläer wanderten ab und mehr und mehr Agrarflächen lagen brach.:121 Entsprechend sanken die Ernten, die Agrarexporte und die Einnahmen aus darauf erhobenen Zöllen, während die Unzufriedenheit in der verbliebenen Bevölkerung stieg.:83seqq.

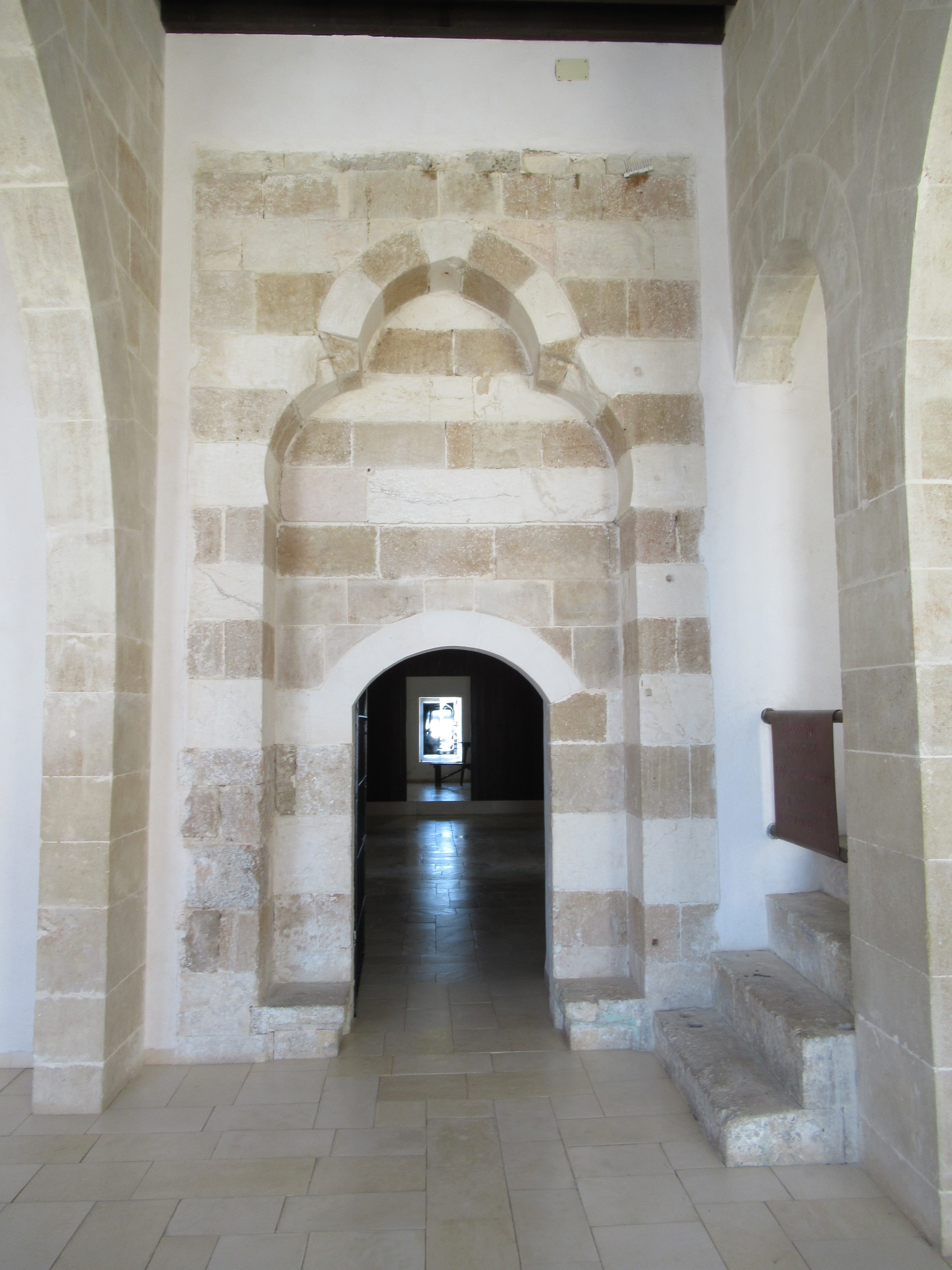
Nordwestturm: Um 1797 erbautes Obergeschoss im Ablaq-Stil, 2018

In den 1750er Jahren kam noch die Hälfte aller französischen Baumwollimporte des Mittelmeerraums aus Akko, 1789 überwogen Importe aus Smyrna und Thessalonike, die aber schon um mehr als das Doppelte von US-Lieferungen überflügelt wurden.:119 Die US-Produktion von Baumwolle stieg am Ende schneller als die ständig wachsende französische Baumwollnachfrage, was die Preisentwicklung bremste und schließlich gar umkehrte.:112–119
Dschazzārs Versuch aber, französische Käufer 1790 an Direktkäufen bei Bauern zu hindern, womit sie Exportabgaben umgehen wollten, ließ diese nach Beirut weiterziehen.:114 Den Nordwestturm der Zitadelle ließ Dschazzār Pascha um ein repräsentatives Obergeschoss im Ablaq-Stil (Mauerung abwechselnd in hellem und dunklem Stein) aufstocken, was um 1797 geschah, wie Bauforscher des Technions Anfang des 2. Jahrtausends herausfanden. Nach überstandener 60-tägiger Belagerung durch Napoléon 1799 empfing Dschazzār Pascha 1801 in den neuen Repräsentationsräumen den Reisenden und Gelehrten Edward Clarke, wie dieser beschrieb. Im Osten baute Dschazzār al-Pascha am Vorhof, Thomas Philipp nennt ihn Arsenal (also Zeughaus:231), in dessen Mitte der marmorne Springbrunnen stand, einen Verwaltungsbau, den Diwan-Chan (خان الديوان). Er bestand aus drei prächtigen Räumen, davon einer für den Pascha, einer für seinen Wesir sowie einer für allgemeine Verwalter. Damals nannte man die Bauten um den östlichen Vorhof das Serail.
Dschazzār Paschas Nachfolger, sein Adoptivsohn Süleyman Pascha ‹al-ʿĀdil› (Amtszeit 1805–1819), traf sich morgens zur zweiten Stunde nach Sonnenaufgang in diesem Serail mit seinem Schatzkanzler ʿAli Pascha Agha ‹al-Chazindār› und seinem Finanzwesir Chaim Farchi ‹al-Muʿallim› (حاييم فرحي; 1760–1820), den er von Dschazzār Pascha übernommen hatte, um die Regierungsgeschäfte zu beraten.:165 Um diese Zeit, vermutlich schon seit Ende des 18. Jahrhunderts, diente die Krypta der Johanniskirche unter dem Alten Serail als Postexpedition, weshalb sie im Volksmund ‹al-Būsṭa› (البوسطة ‚die Post‘) genannt wird.:109 Die Verwaltung drängte die Produzenten, auf Getreide umzustellen, das die durch Kontinentalsperre vom preußischen und polnischen Getreide abgeschnittene britische Nachfrage zu fast jedem Preis abnahm.:124 Süleyman Pascha ließ die Zitadelle 1817/1818 aufwändig renovieren.

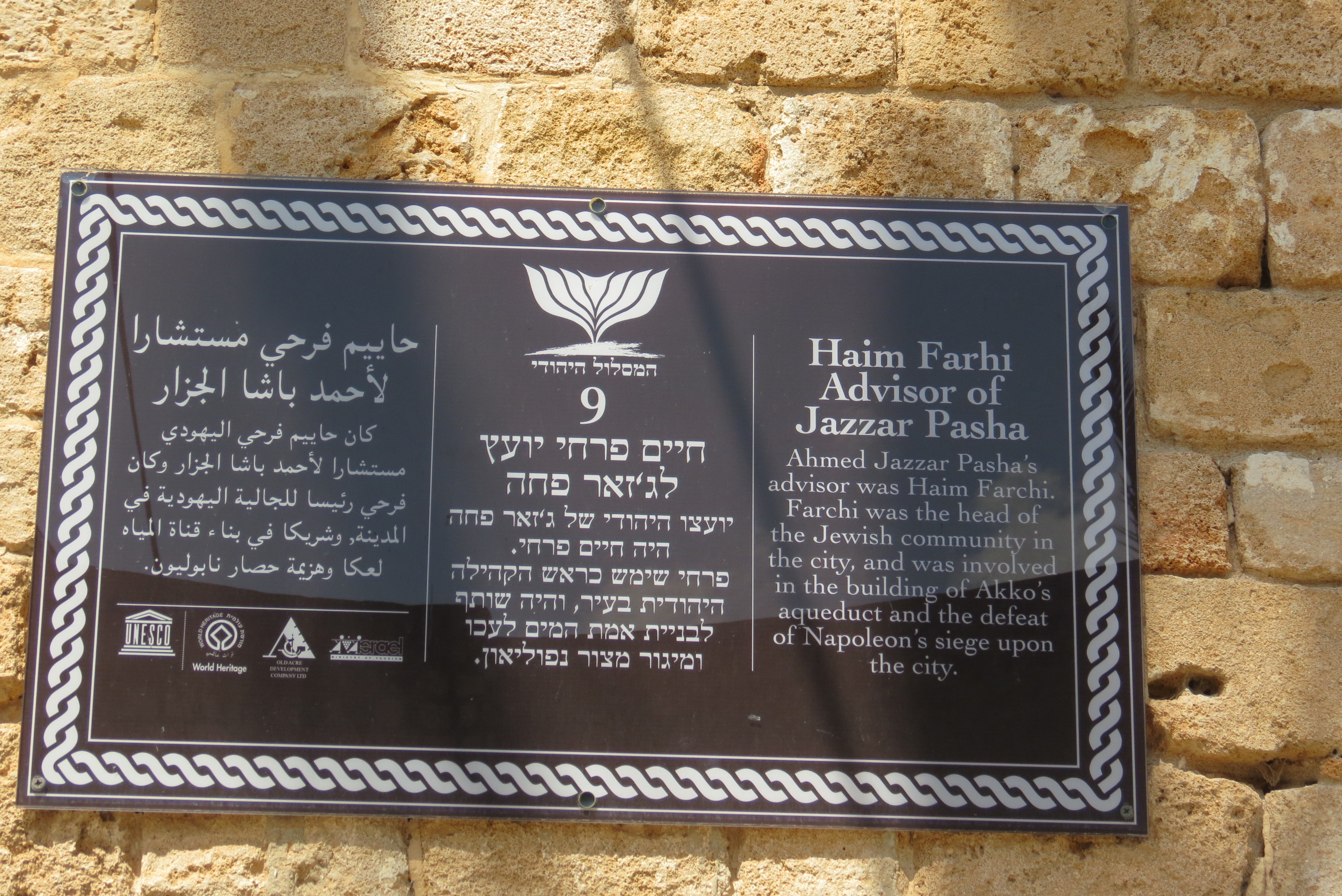
Gedenktafel für Chaim Farchi am Vorhof, 2017

Nachdem preußisches Getreide ab 1814 wieder nach Britannien gelangte, fielen Importe dieser Art aus Galiläa dramatisch ab, woraufhin die Produzenten wieder auf Baumwolle umstellten, die sie exportierten.:125 Die 1820 einsetzende Erholung der Produktion in Europa und Britisch Indiens Rückkehr in den Europahandel erzeugten einen Wettbewerb bei Getreide und Baumwolle, in dem Galiläas Produzenten nur durch Investitionen in höhere Produktivität, Produktionserneuerung und/oder Erschließung neuer Produkte hätten mithalten können.
Doch Süleyman Pascha und sein Sohn und Nachfolger ʿAbdullah Pascha ibn ʿAlī (Amtszeiten 1820–1822 und 1823–1832) suchten sinkenden Exportzolleinnahmen in Folge fallender galiläischer Exporte zu wehren, indem sie Abgabenerhöhungen, willkürliche Enteignungen und Zwang durch Staatsmonopole bei bestimmten Exportartikeln und unerlässlichen Verbrauchsgütern einführten.:93 Obendrein ließ ʿAbdullah Pascha den vom Vater übernommenen bewährten Finanzwesir Farchi ermorden, der ihm bei der Hohen Pforte für ein Bakschisch über 11 Millionen Piaster die Ernennung zum Wālī gekauft hatte, denn ʿAbdullah Pascha fürchtete, Farchi, der tatsächlich als arabischer Jude auf seine Gunst angewiesen war, könne nicht nur seine Ernennung, sondern eben auch Absetzung erwirken.:88

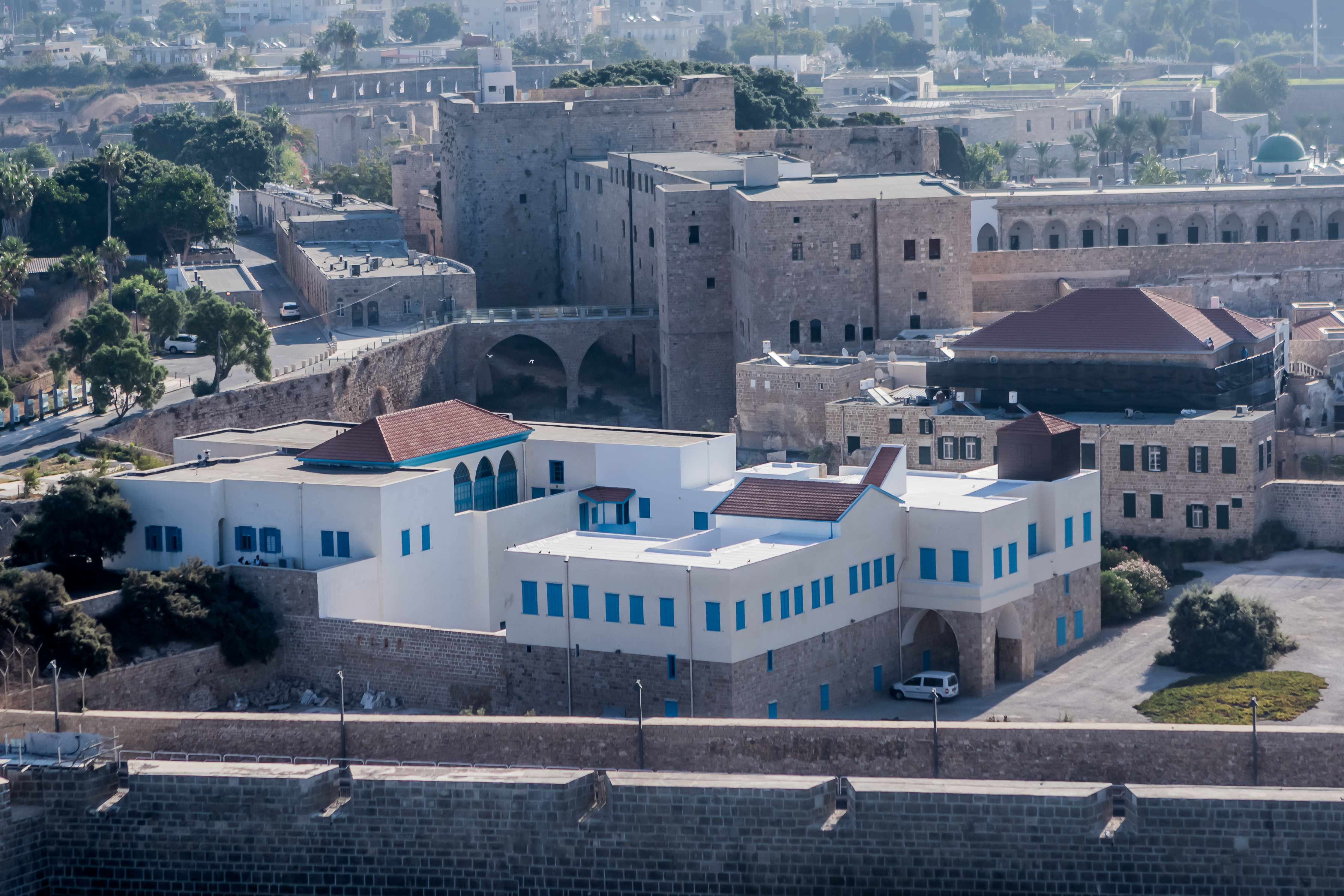
Blick ostwärts übers um 1830 als Neues Serail erbaute Haus ʿAbdullah Paschas (in Weiß) zur Zitadelle, 2017

Süleyman Pascha und ʿAbdullah Pascha waren die letzten Wālīs von Sidon, die von Akko aus amtierten. Bis 1830 erbaute sich ʿAbdullah Pascha ein Neues Serail, das seit seiner Renovierung zwischen 1978 und 1983 durch den Architekten Ridvánu’lláh Ashraf und die Neueinrichtung durch Rúhíyyih Chánum, Witwe Shoghi Effendis, Palais des Paschas (אַרְמוֹן הַפָּאשָׁא Armon ha-Pāšā) bzw. Haus ʿAbdullah Paschas genannt wird und seither Einrichtungen der Baháʾí dient. Das Alte Serail diente, nachdem Dschazzār Pascha sich ein Neues Serail erbaut hatte, Regierungsbeamten niedrigen Ranges als Amtssitz.

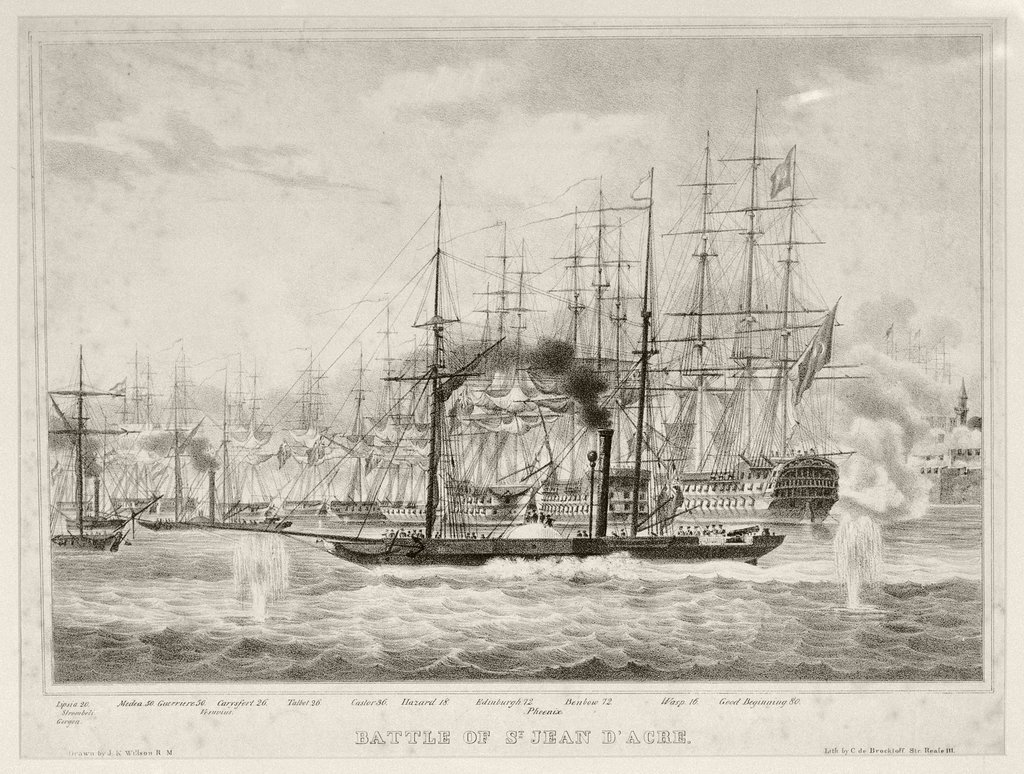
Beschuss Akkos durch britische, osmanische und österreichische (links) Kriegsschiffe, 1840 von Charles de Brocktorff

Im Vergleich zu akkonischen Potentaten erwiesen sich osmanische Statthalter in Beirut als sachverständiger, und der Levantehandel verlagerte sich dorthin. Während Beirut zum Paris des Orients aufstieg, sank Akkos Einwohnerzahl zwischen 1820 und 1840 auf 2'000 ab.:24 Ägyptischer Beschuss durch Ibrahim Pascha (1831) und die britische Marine (1840, Orientkrise) sowie das Erdbeben 1837 trugen das Ihre zu Akkos Niedergang bei.:27 Unter Ibrahim Paschas ägyptischer Besatzung (1832–1840) diente die Zitadelle als Militärlazarett. Am 3. November 1840 nahm Erzherzog Friedrich von Österreich den Burǧ al-Chazna ein und hisste die Flaggen der Alliierten Osmanisches Reich, Kaisertum Österreich sowie Großbritannien und Irland. Das ägyptische Munitionsdepot in der Zitadelle ging unter alliiertem Beschuss in die Luft, woraufhin die Ägypter geschlagen abzogen. Die Ära der Zitadelle als Bollwerk der Landesverteidigung war vorüber.

### Mitte des 19. bis Mitte des 20. Jahrhunderts

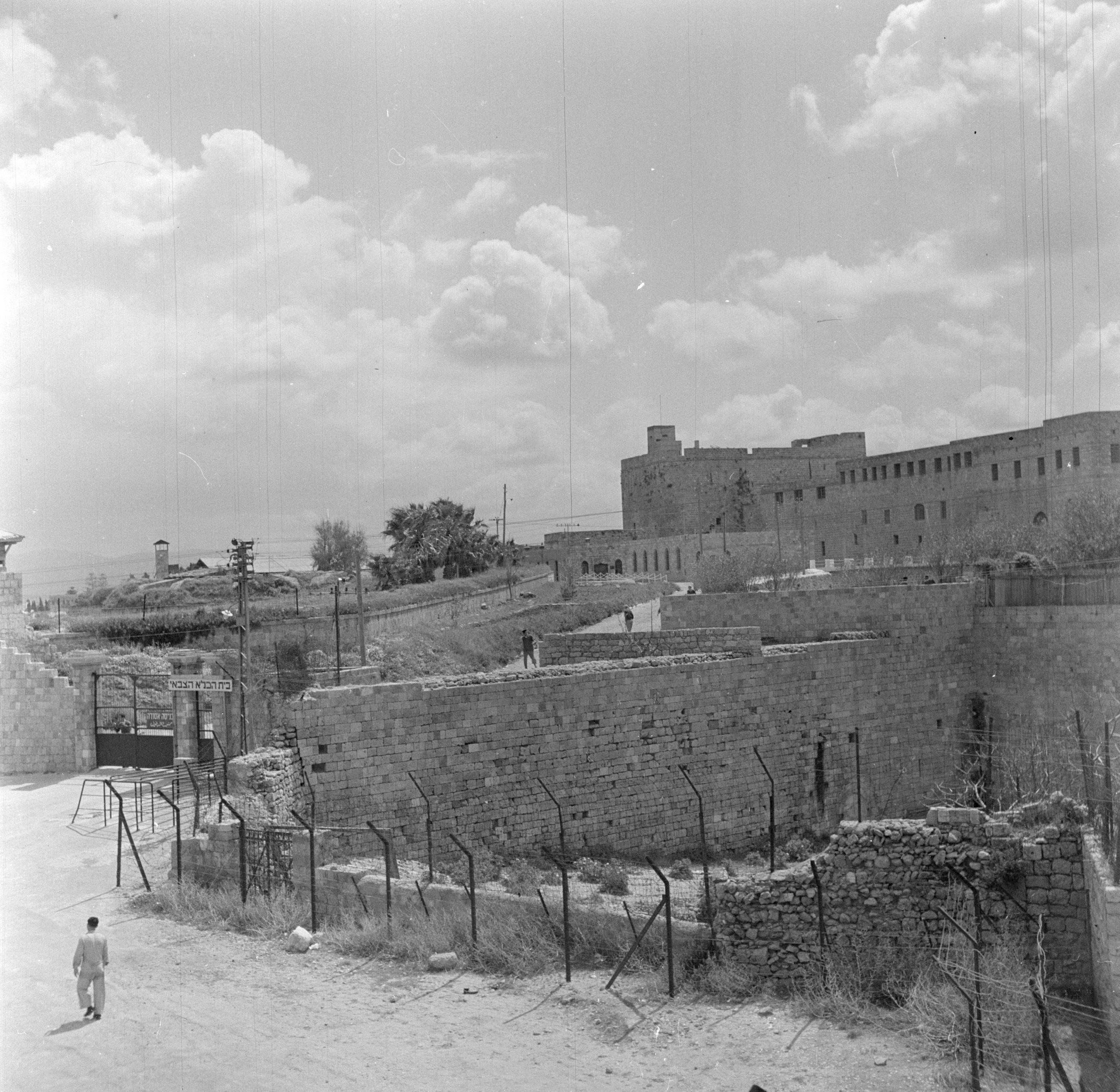
Zufahrt vom Rechov ha-Hagannah zum Militärgefängnis mit Inschrift in, 1949

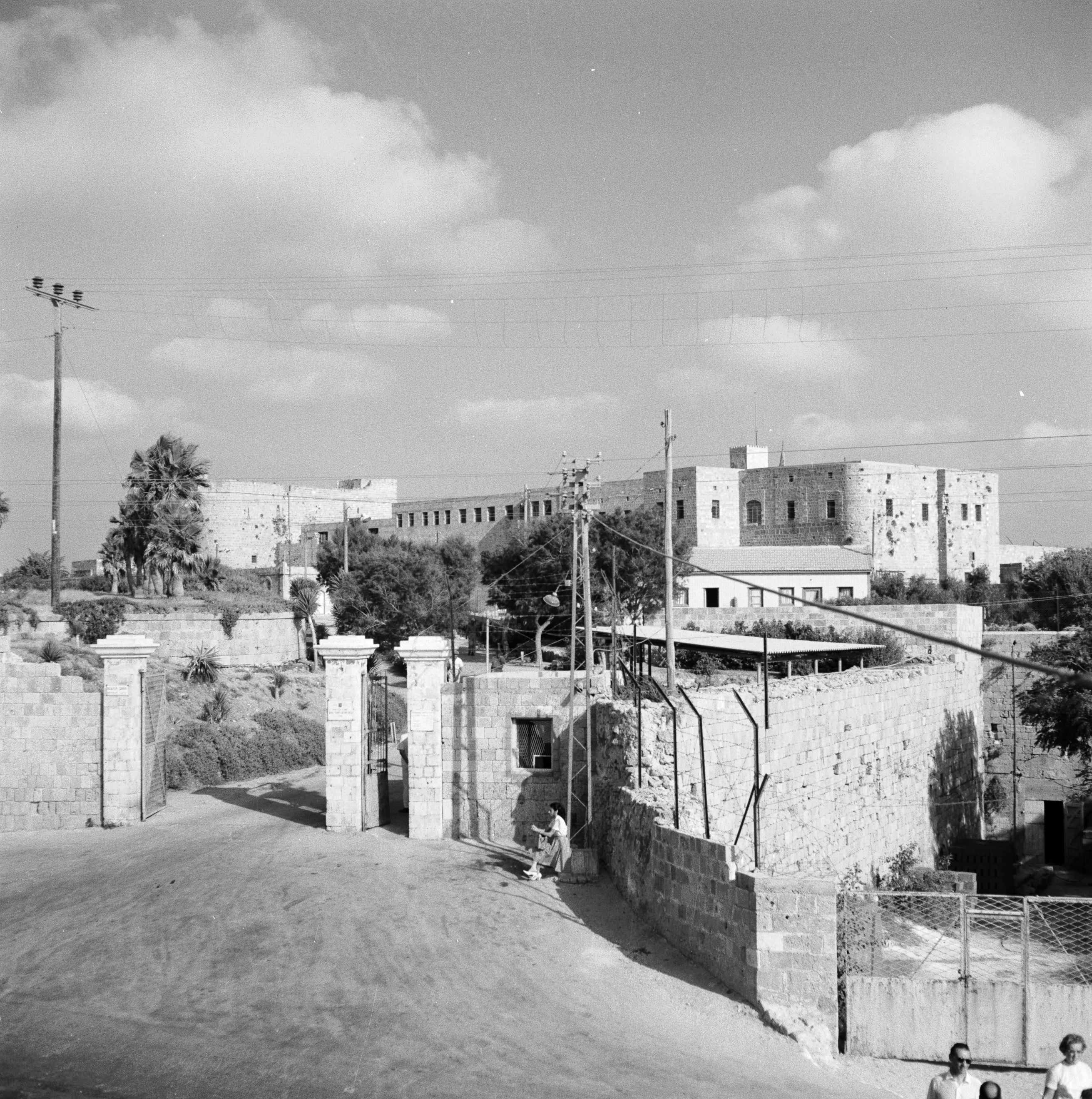
Einfahrt zur Psychiatrie, Ansicht vom Rechov ha-Hagannah im Nordwesten, 1960er Jahre

Nach dem Niedergang durch verfehlte Wirtschaftspolitik,:185 verpasste wirtschaftliche Anpassung, Seuchen, Krieg und Erdbeben dümpelte Akko als Städtchen mit 2'000 Einwohnern in großartiger Kulisse vor sich hin. Auch der Amtssitz regionaler Verwaltungen war an andere Städte verloren gegangen. Die Osmanen ließen die beschädigte Zitadelle erneuern und errichteten im Westen und Süden des Innenhofs die Kışla (Baracke, قشلة) genannte Kaserne, die Ende der 1840er oder 1850er Jahre fertig gestellt war. So diente die Zitadelle wieder als Posten bewaffneter Organe und auch Zellen für Gefangene blieben.:61 Der Innenhof der Zitadelle diente in osmanischer, britischer und anfangs auch israelischer Zeit dem Hofgang der Häftlinge.

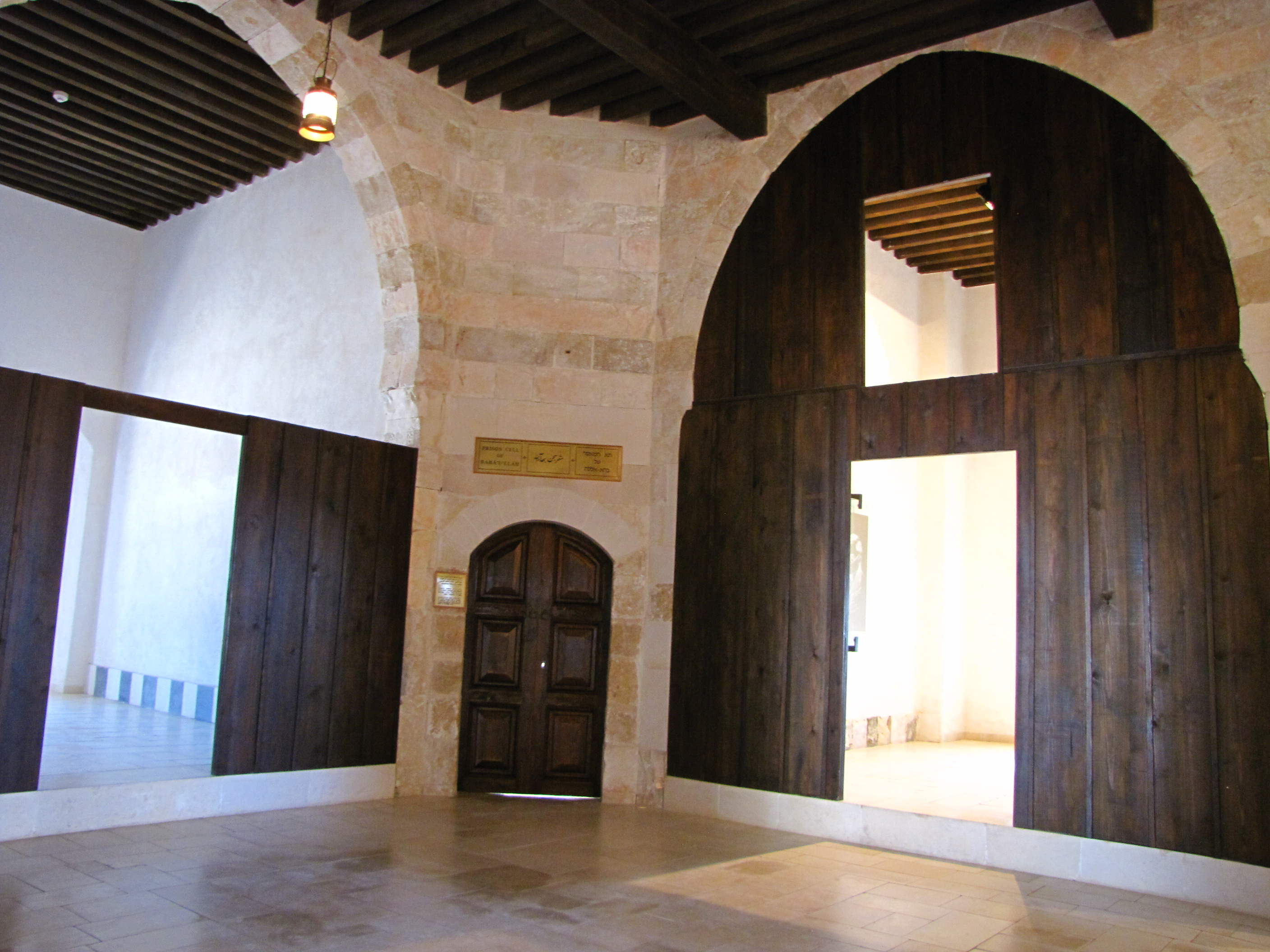
Nordwestturm: Tür zu Bahāʾullāhs Zelle unter Gedenktafel in Messing, 2009

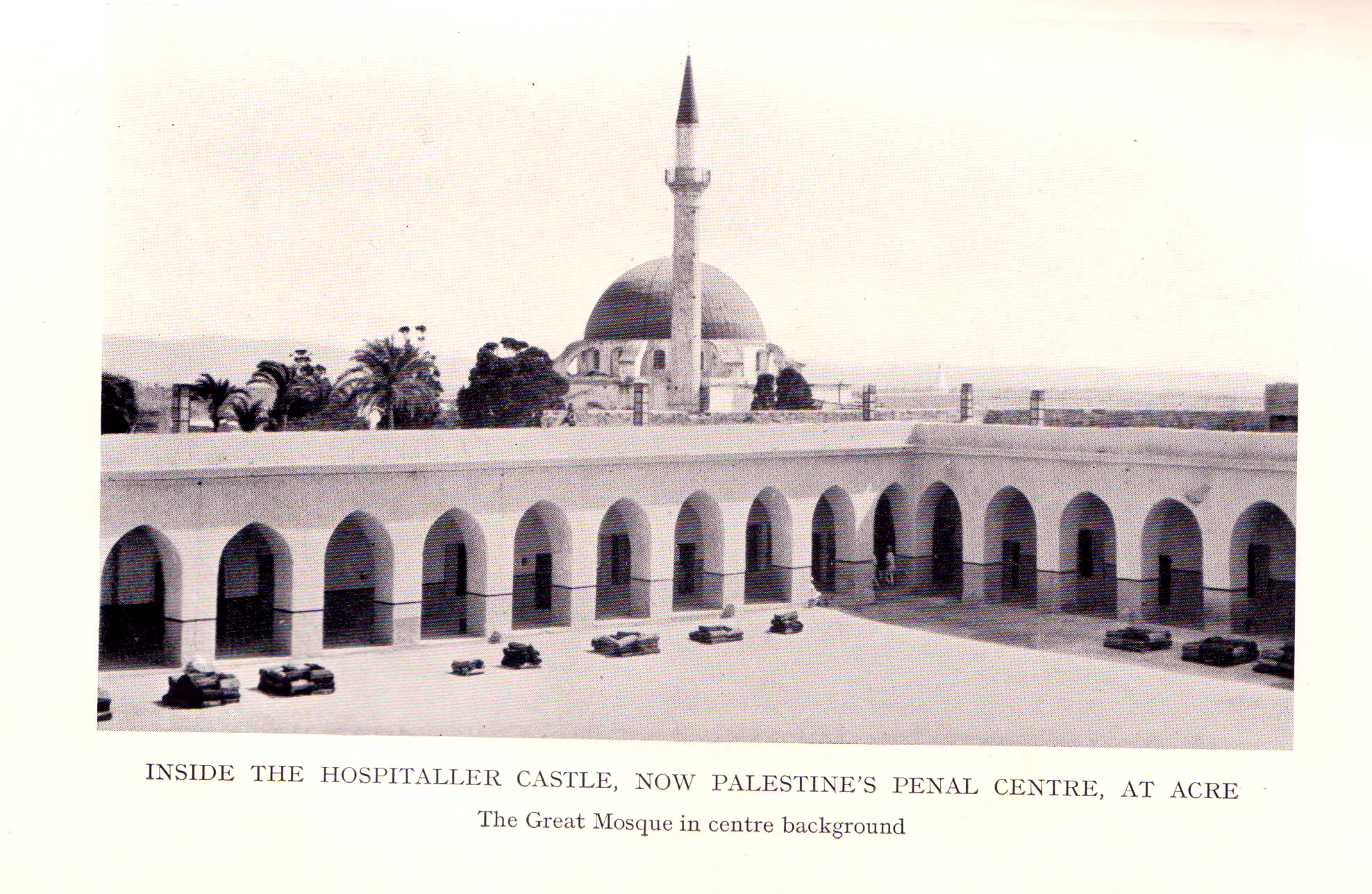
Hof der Zitadelle als britisches Gefängnis 1938, vor Dschazzar-Pascha-Moschee

Der Forschungsreisende Victor Guérin konnte 1863 das Gefängnis in der Zitadelle besuchen und berichtete von Überbelegung und Folter Gefangener. Bekannteste Gefangene im letzten Drittel des 19. Jahrhunderts waren der Iraner Bahāʾullāh (1817–1892), Begründer des Bahāʾītums, der auf Geheiß der Hohen Pforte hier von August 1868 bis Oktober 1870 einsaß,:57 und 66 phasenweise gemeinsam mit bis zu 70 Personen an Vertrauten und Angehörigen seiner Familie. Die meisten Mitgefangenen erkrankten, drei starben, da sie schlecht ernährt, höchst unhygienisch und ohne ärztliche Versorgung gefangen gehalten wurden.:59 Bahāʾullāh saß in einer Zelle mit Seeblick:60 im 1797 aufgestockten Nordwestturm der Zitadelle ein.
Als die Osmanische Armee 1870 ihre Einheiten in Akko verstärkte, belegte sie die komplette Zitadelle und die Gefangenen wurden vorübergehend verlegt.:66 Der Ingenieur Gottlieb Schumacher bekam Ende 1884 die Zellen in der Kışla für sein Gutachten zum Bauzustand und seine Verbesserungsvorschläge zu sehen, wobei er die Zustände unerträglich fand. Die Jungtürkische Revolution 1908 brachte den letzten gefangenen Bahāʾī in Akko die Freiheit. Im Jahr 1912 inhaftierten die osmanischen Behörden Chaim Sturmann (חַיִּים שְׁטוּרְמַן; 1892–1938) und Zvi Nissanow (Нисанов, צְבִי נִיסָנוֹב; 1881–1966), Mitglieder der Organisation ha-Schomer, in der Zitadelle.
Die britische Mandatsmacht baute das Bildungswesen aus und richtete 1921 im Alten Serail eine Mädchenschule ein,:110 die auch nach 1948 vom israelischen Bildungsministerium als arabischsprachige, dann koedukative Schule fortgeführt wurde. Die benachbarte Zitadelle, die auf dem damals noch nicht freigelegten Grand Manoir aufsetzt, wandelte die Mandatsmacht komplett in ein Gefängnis um. Das Gefängnis im Norden des Landes war die zentrale Haftanstalt Mandatspalästinas, wo außer unpolitischen Kriminellen auch solche einsaßen, die für ihre Verbrechen politische Motive beanspruchten, und je nach Standpunkt als Terroristen bzw. Freiheitskämpfer angesehen werden, sowie solche, die die Ermittlungsbehörden für Gegner der britischen Mandatsmacht hielten.

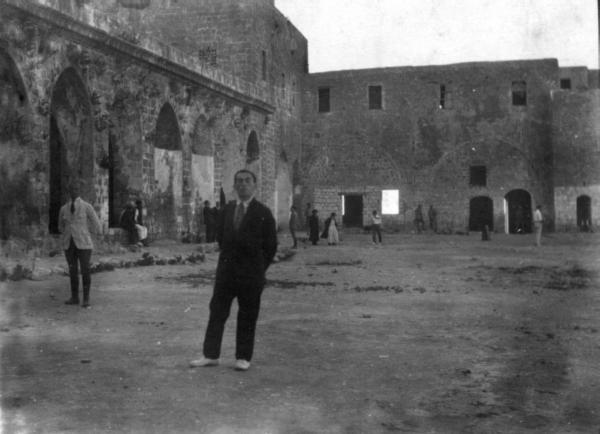
Zitadelle: Jabotinsky als Häftling im Hof vor Burǧ al-Chazna, 1920

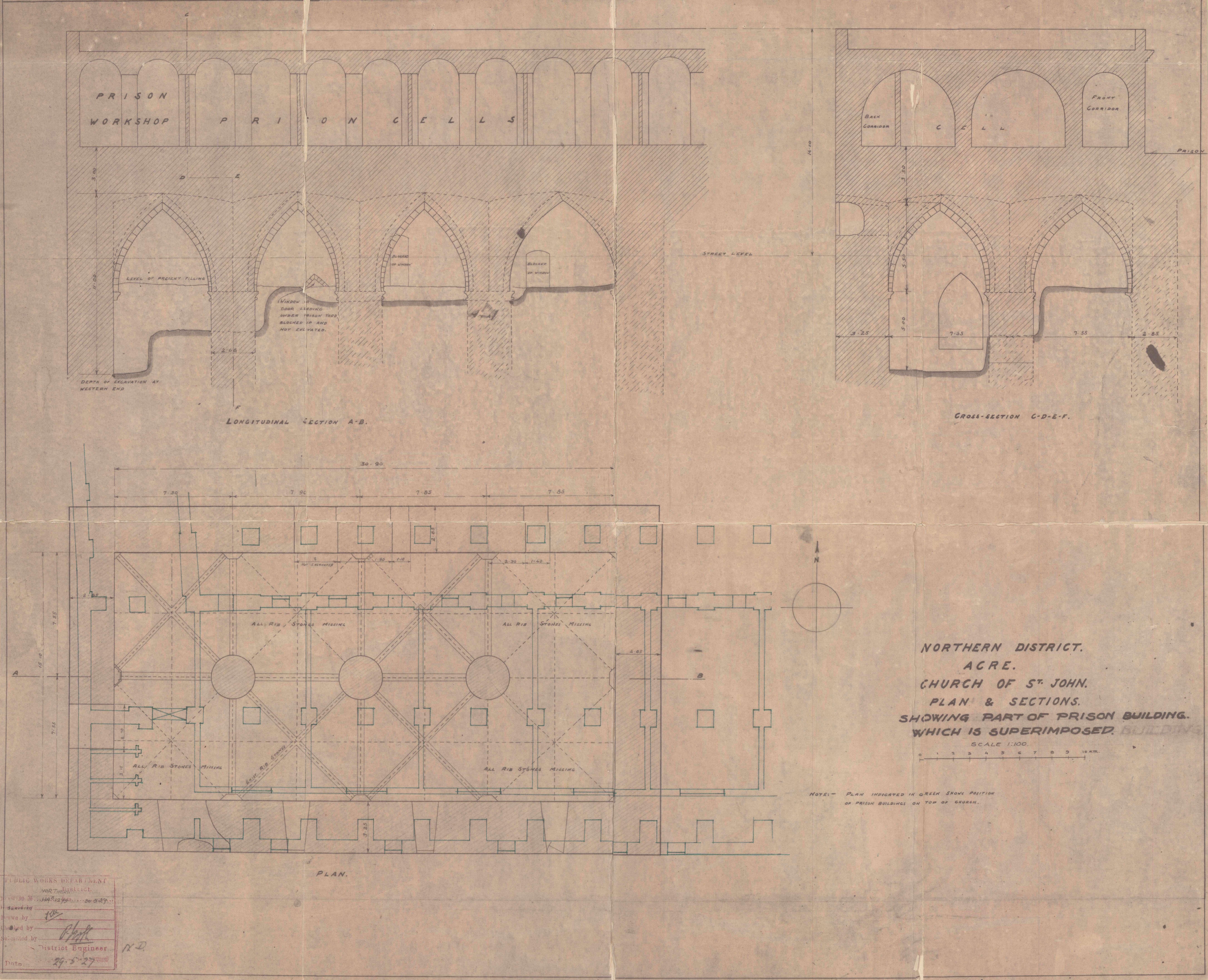
Zitadelle: Aufrisse des Südflügels mit britischem Gefängnis auf dem Refektorium (galt damals als Kirche) sowie Grundriss von Refektorium (in schwarz) unter Gefängniszellen (grün), 1927

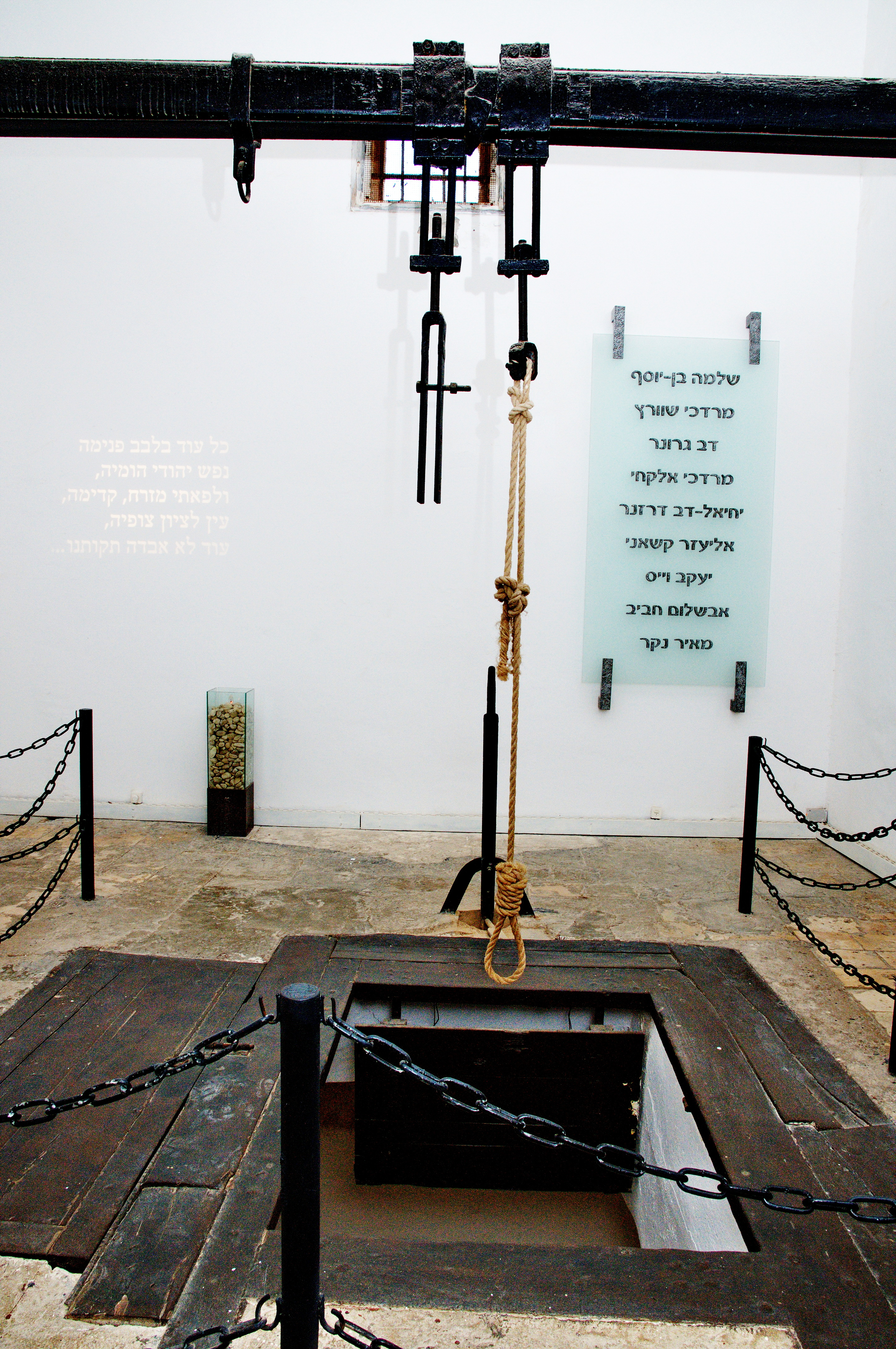
Nordwestturm: Ehemaliger Galgen, 2013

Im Nordflügel befanden sich Krankentrakt und Räume für Verwaltung, Verhöre und Strafverfahren im ersten Stock, und unten waren Richtstätte und Todeszellen. Im östlich anliegenden Burǧ al-Chazna im Nordosteck der Zitadelle lagen Werkstätten, wo Gefangene arbeiteten. In Ostflügel und südlicher Kışla fanden sich die Zellen für jüdische bzw. nichtjüdische arabische Häftlinge, in der westlichen Kışla Versorgungseinrichtungen und im Nordwestturm, heute Jabotinsky-Flügel genannt, der Bereich mit den ältesten Zellen.
Erste Gefangene in britischer Zeit in diesen älteren Zellen waren Wladimir Seʾev Jabotinsky, der Befehlshaber der jüdischen Selbstverteidigung (מָגִנֵּי הָעִיר יְרוּשָׁלַיִם Maginnej ha-ʿĪr Jerūschalajim) in Jerusalems Altstadt gegen arabische Gewalttäter der Nabi-Musa-Unruhen 1920, und 19 seiner Mitstreiter. Bei den Übergriffen von Muslimen gegen Juden in Akkos Altstadt am 29. August 1929 mit Vorläuferpogromen in Hebron, Jerusalem und in Safed, aufgestachelt durch islamische Honoratioren, retteten sich die Verfolgten in die Zitadelle in Obhut britischer Sicherheitskräfte. Seit den 1930er Jahren galt die Zelle Bahāʾullāhs im Nordwestturm den Baháʾi als Heilige Stätte ihrer Religion,:59 war aber als Teil des Gefängnisses öffentlich nicht zugänglich. Zwischen 1935 und 1940 leitete Assistant Superintendent Robert Lewkenor Worsley (1893–1973) im Dienst der palästinensischen Polizei das Gefängnis. Mosche Dajan und Mosche Karmel verbüßten zwischen 1939 und 1941 Haftstrafen in Akkos Gefängnis.
In der Richtstätte, die im Gefängnismuseum zu sehen ist, wurden Verurteilte gehenkt, darunter 30 arabische Palästinenser, die bei den arabischen Unruhen 1929 (u. a. in Hebron und in Safed) oder dem Arabischen Aufstand (1936–1939) tödliche Gewaltakte gegen jüdische Palästinenser und Vertreter der britischen Mandatsmacht einerseits und andererseits neun Juden arabischer, kaukasischer, europäischer und persischer Abkunft, die für Etzel und Lechi Gewaltakte gegen nichtjüdische Palästinenser und die britische Obrigkeit verübt hatten.
Gehenkt wurden im Gefängnis unter anderen die zum Tode Verurteilten ʿAta Ahmad Al-Sir (عطا أحمد الزير; 1895–1930), Muhammad Chalil Dschamdschum (محمد خليل جمجوم; 1902–1930), Fuʾad Hassan Hidschasi (فؤاد حسن حجازي; 1904–1930), Schlomoh Ben-Josef (שְׁלֹמֹה בֵּן-יוֹסֵף; 1913–1938), Mordechai Schwarcz (מֹרְדְּכַי שְׁווַרְץ; 1914–1938), Mordechaī Alqachī (מֹרְדְּכַי אַלְקַחִי; 1925–1947), Jechiel Dresner (יְחִיאֵל דֹּב דְּרֵזְנֶר; 1922–1947), Dov Grüner (דֹּב גְּרֻוּנֶר; 1912–1947) und Eliʿeser Kaschani (אֱלִיעֶזֶר קַשׁאָנִי; 1923–1947).

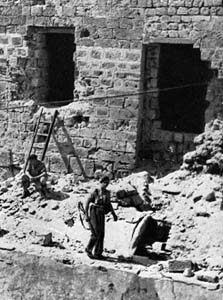
Loch in der Zitadellenmauer, das die Irgun 1947 sprengte

Wenige Wochen nach den letzten dieser Hinrichtungen befreite die Irgun am 4. Mai 1947 gewaltsam Gefangene, wozu sie von der heute in Erinnerung dieses Ereignisses Rechov Portzej ha-Mivtzar (רְחוֹב פּוֹרְצֵי הַמִּבְצָר ‚Straße der Einbrecher in die Festung‘; شارع اللص في القلعة, DMG Šāriʿ al-Laṣi fī al-Qalʿa) genannten Straße vermauerte ehemalige Öffnungen in der südlichen Mauer der Zitadelle aufsprengte. Dabei wurden 41 Häftlinge befreit, die zum palästinensisch-jüdischen Untergrund gehörten, und 214 weitere, vor allem nichtjüdische arabische Gefangene, entkamen. In dem Gefecht, das sich außerhalb des Gefängnisses zwischen Einbrechern sowie palästinensischer Polizei und britischen Armeetruppen entwickelte, wurden drei der Eindringlinge und sechs der fliehenden Häftlinge getötet. Dreizehn wurden gefangen, drei von ihnen – Jaʿaqov Imre Weiss (יַעֲקֹב וַייְס; 1924–1947), Avschalōm Ḥabīb (אַבְשָׁלוֹם חָבִּיבּ; 1926–1947) und Meʾīr Naqqar (מֵאִיר נַקָּר; 1926–1947) wurden angeklagt, und nach ihren Todesurteilen hier hingerichtet. Inhaftierte Anhänger der Hagana lehnten die gewaltsame Befreiung ab und verblieben im Gefängnis.
1942 hatte die Antikenverwaltung Mandatspalästinas die Exploration Winter begonnen, um Akkos Altstadt zu erkunden. Sie ergab, dass der Baubestand der Altstadt eine einzigartige bauliche Verbindung von Kreuzfahrerbauten des 12./13. Jahrhunderts mit Bauten aus der arabisch-osmanischen Epoche (18./19. Jahrhundert) sei, insbesondere die Stadtmauern. In Folge dieser Erkundung stellte die britische Mandatsregierung die Altstadt Akkos unter Schutz und erließ eine Erhaltungssatzung.

### Seit Gründung Israels 1948
Drei Tage nach dem Jom ha-ʿAtzmaʾut nahm die Carmeli-Brigade unter Mosche Karmels Kommando am 17. Mai 1948 die Stadt ein. Die israelische Militärpolizei (חַמַ"ץ ChaMa"tZ) nutzte die britische Haftanstalt im oberen Teil der Zitadelle noch bis Ende des Unabhängigkeitskrieges 1949 als Militärgefängnis (בֵּית הַכֶּלֶא הַצְּבָאִי Bejt ha-Keleʾ ha-Zvaʾī). Danach übernahm das israelische Gesundheitssystem die Anlage und wandelte sie in eine Psychiatrische Klinik:59 namens Bejt Chōlīm le-Chōlej Nefesch (בֵּית חוֹלִים לְחוֹלֵי נֶפֶשׁ ‚Krankenhaus für psychisch Kranke‘). Gemäß vorangegangener Vereinbarung mit dem Arbeiterkomitee wurden die 164 stationären Patienten am 24. Juli 1981 in andere Kliniken außerhalb Akkos verlegt. Die ehemalige Zelle Bahāʾullāhs wurde für Bahaʾi-Wallfahrten zugänglich.:59
Der Maler Avschalom ʿŌqaschī (אַבְשָׁלוֹם עוֹקָשִׁי; 1916–1980), Sohn jemenitischer Einwanderer, bezog 1948 den Diwan-Chan, um in den hohen Gewölben sein Atelier einzurichten. Ab dem gleichen Jahr leitete Prof. Jehoschuʿa Prawer (יְהוֹשֻׁעַ פְּרָאווֶר; 1917–1990), Pionier der Kreuzfahrerforschung, ein Programm von Erkundungen, um in Akko die Hinterlassenschaften von Kreuzfahrern, katholischen Levantinern lateinischen Ritus (so genannte Franken; الفرنجة, DMG al-Faranǧa) und Pullanen, freizulegen und zu erforschen. Nach ersten Sondierungen begannen 1954 effektive Grabungen im verschütteten Grand Manoir unterhalb der Psychiatrie.:112
Ab 1955 überwachte die israelische Altertümerbehörde die Räumung der unteren Gewölbe im Grand Manoir von Schutt und Trümmern, die in den ersten zwei Jahren das Ministerium für Öffentliche Arbeiten als Arbeitsbeschaffungsmaßnahme für unbeschäftigte ʿOlim betrieb und danach die israelische Behörde der Natur und Gärten fortführte, diesmal aber finanziell unterstützt von der US-Botschaft in Israel. Weitere Ausgrabungen unternahm Goldmann ab 1956 vom Städtischen Museum Akko und ab 1960 Seʾev Jejvin (זְאֵב יֶיְבִין; 1926–2015), Chef der Vermessungsabteilung der Altertümerbehörde.
Dann unternahmen Arbeiter im Auftrage der Behörde der Natur und Gärten 1958 bis 1963 eine Grabungskampagne im Geviert des Grand Manoir, wobei zunächst die Säle 1 bis 3 des Nordflügels, ein diagonaler Durchgang durch die Pfeilerhalle im Ostflügel und das vermutete Refektorium im Südflügel freigelegt wurden. Dabei fand man in der Pfeilerhalle die Trümmer eingestürzter Gewölbe auf bis zu drei Meter hohen Schichten von Schutt und Sand, was nachweist, dass Sandverwehungen und Schutteinträge schon in die Halle gelangten, bevor Gewölbe, vermutlich im 18. Jahrhundert, unter dem Gewicht neuer aufliegender Baulasten schließlich einstürzten.

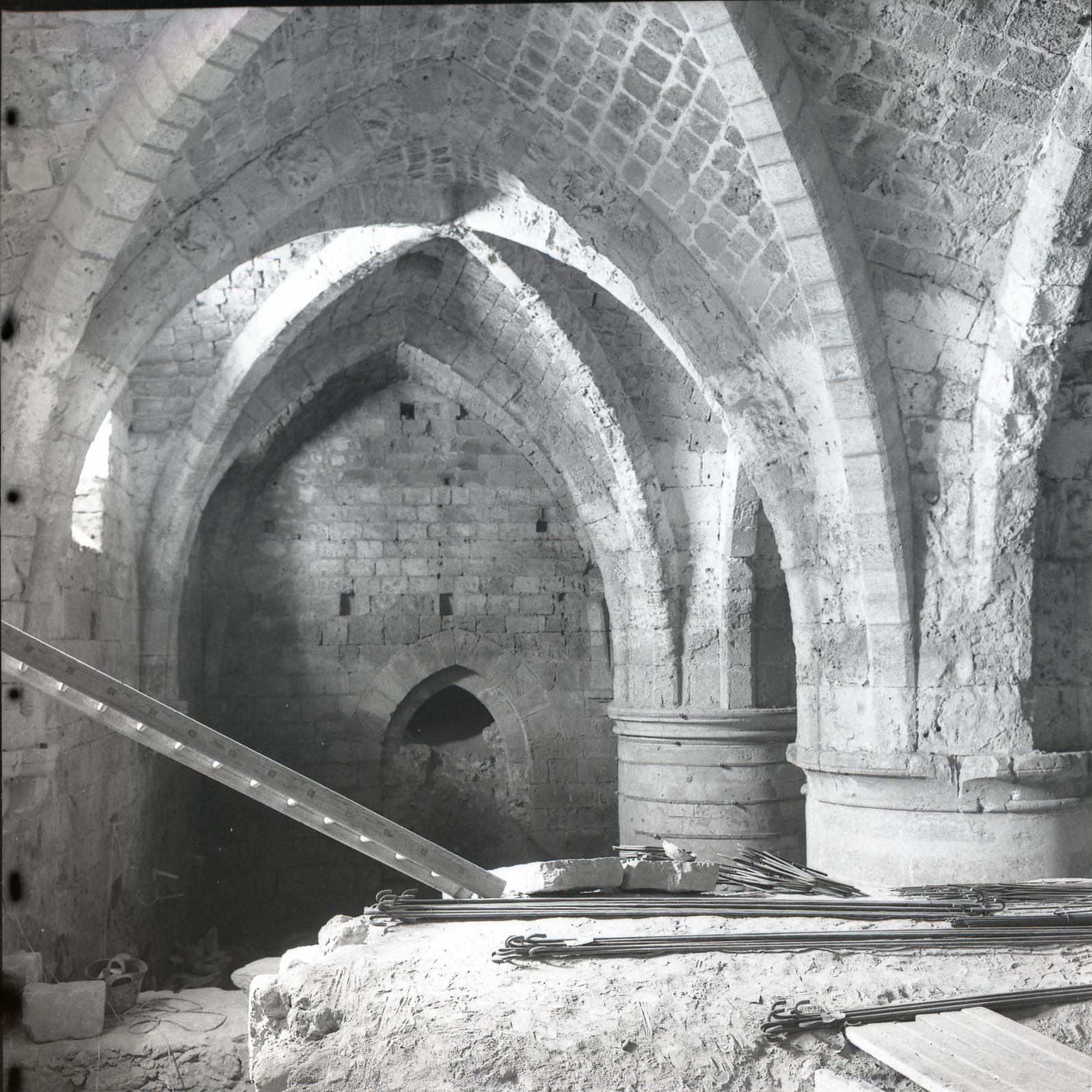
Räumung des Refektoriums von Schutt und Sand, 1962

Im Refektorium wurden die Rundpfeiler vorsorglich mit massiven Stahlbändern gesichert, an vielen Stellen müssen die Mauern aus Kreuzfahrerzeiten stabilisiert werden. Der verbaute Kurkar-Stein (כּוּרְכָּר Kūrkar, arabisch كركار, DMG Kurkār; eine in Israels Küstenstreifen verbreitete Art kalkhaltigen Tuffs) leidet unter Erosion, vor allem bei Eindringen von Wasser. Bei laufendem Betrieb der inzwischen auf Koedukation umgestellten arabischsprachigen Schule im Alten Serail ließ darunter die Behörde der Natur und Gärten von 1959 bis 1962, geleitet von Seʾev Goldmann, die Krypta ergraben und darin sechs parallele Säle freilegen,:109 die durch große Fenster zu einem südlich anschließenden Hof und nach Norden in die ehemalige Gasse der Marktbuden, jetzt unterm Straßenniveau, beleuchtet wurden.:109

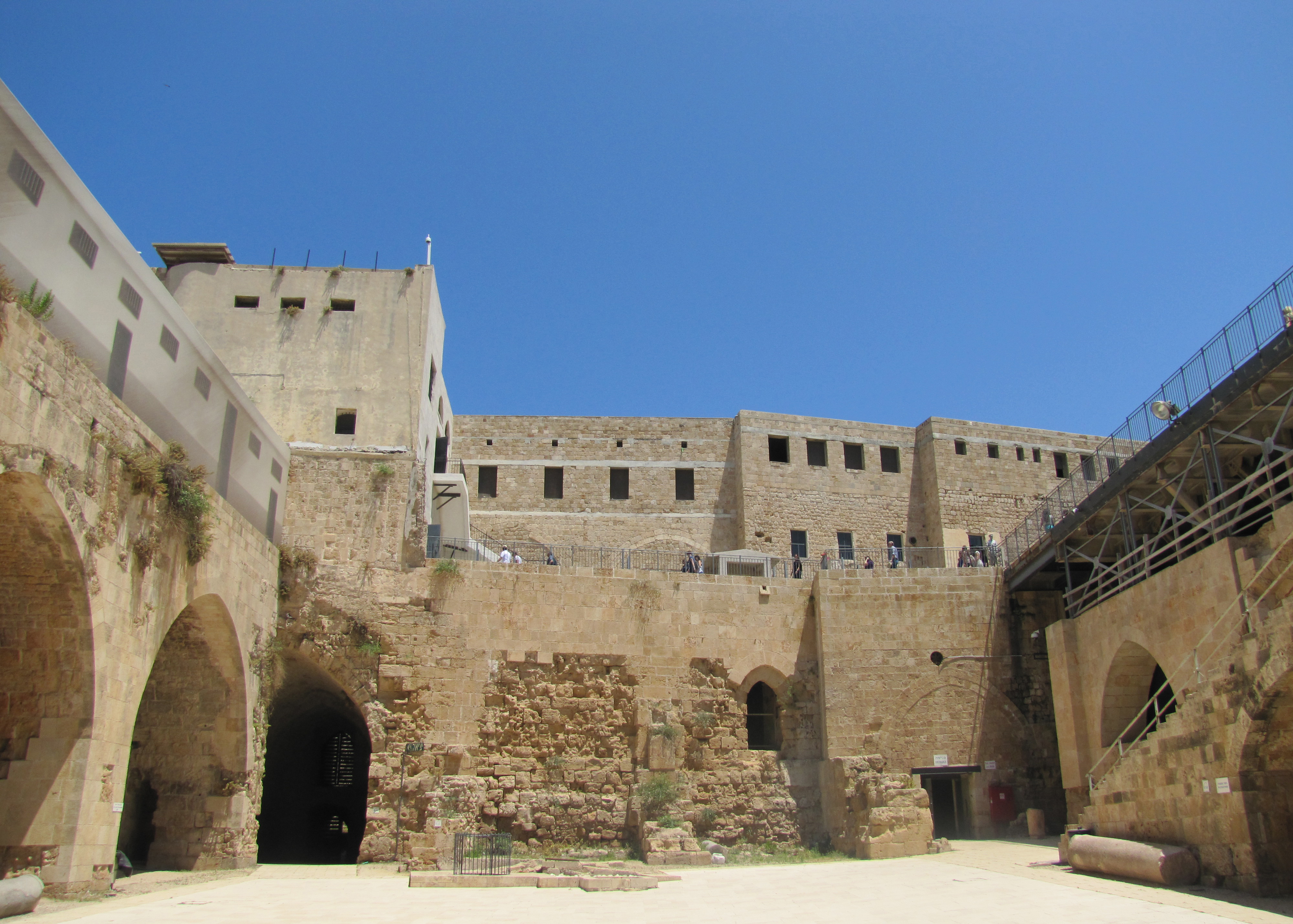
Blick nordwärts durch den freigelegten Hof der Kommende hinauf zur Zitadelle, jetzt Gefängnismuseum, rechts der leichte Gerüstbau über der instabilen Pfeilerhalle, 2011

Als sich 1990 neue Risse in den Gewölben der Pfeilerhalle des Ostflügels auftaten, man hatte zur weiteren Freilegung der Halle Sondierungen begonnen, beschloss man, Druck von den Gewölben zu nehmen, und die darüber liegende Verfüllung aus Schutt und Trümmern zu entfernen. Dazu wurde der über dem Schutt bestehende Innenhof der Zitadelle, die auf der Kommende als Unterbau auflagert, ausgehoben. Finanziert von Tourismusministerium und Gesellschaft zur Entwicklung des alten Akkos (חֶבְרָה לְפִתּוּחַ עַכּוֹ הָעַתִּיקָה Chevrah le-Fittūach ʿAkkō ha-ʿAttīqah; 1967 gegründet) legten von 1992 bis 1999 Beschäftigte der Altertümerbehörde geleitet von Miriam Avischar und Eliʿezer Stern den Hof der Kommende und den Raum über dem Ostflügel vollständig von Schutt und Trümmern frei.
Alex Kesten (אַלֶכְּס קֶשְׁטֶן; 1912–1994) erstellte bis 1962 ein systematisches Verzeichnis der Bauten in der Altstadt, das das erstaunliche Ineinandergreifen der Bauten aus Kreuzfahrerzeiten und arabisch-osmanischer Ära erfasst, sie stehen mal neben-, mal ineinander oder übereinander. Basierend auf Kestens Verzeichnis wurde für die Altstadt ein Erhaltungsplan angenommen und schrittweise umgesetzt, was schließlich dazu führte, dass die UNESCO 2001 Akkos Altstadt zum Weltkulturerbe erklärte.

## Heutige Nutzung
Heute ist der Komplex der Zitadelle aufgeteilt in vier getrennt zugängliche Bereiche. Zum einen die Reste des Grand Manoir als Ritterhallen, zum anderen das Kultur- und Jugendzentrum Altes Serail auf dem südlichen Teil der Kommende, zum weiteren das Museum der Gefangenen des Untergrunds im osmanischen Oberbau. Schließlich eröffnete am östlichen Vorhof im Diwan-Chan 1980 das Okaschi-Museum für Kunst.

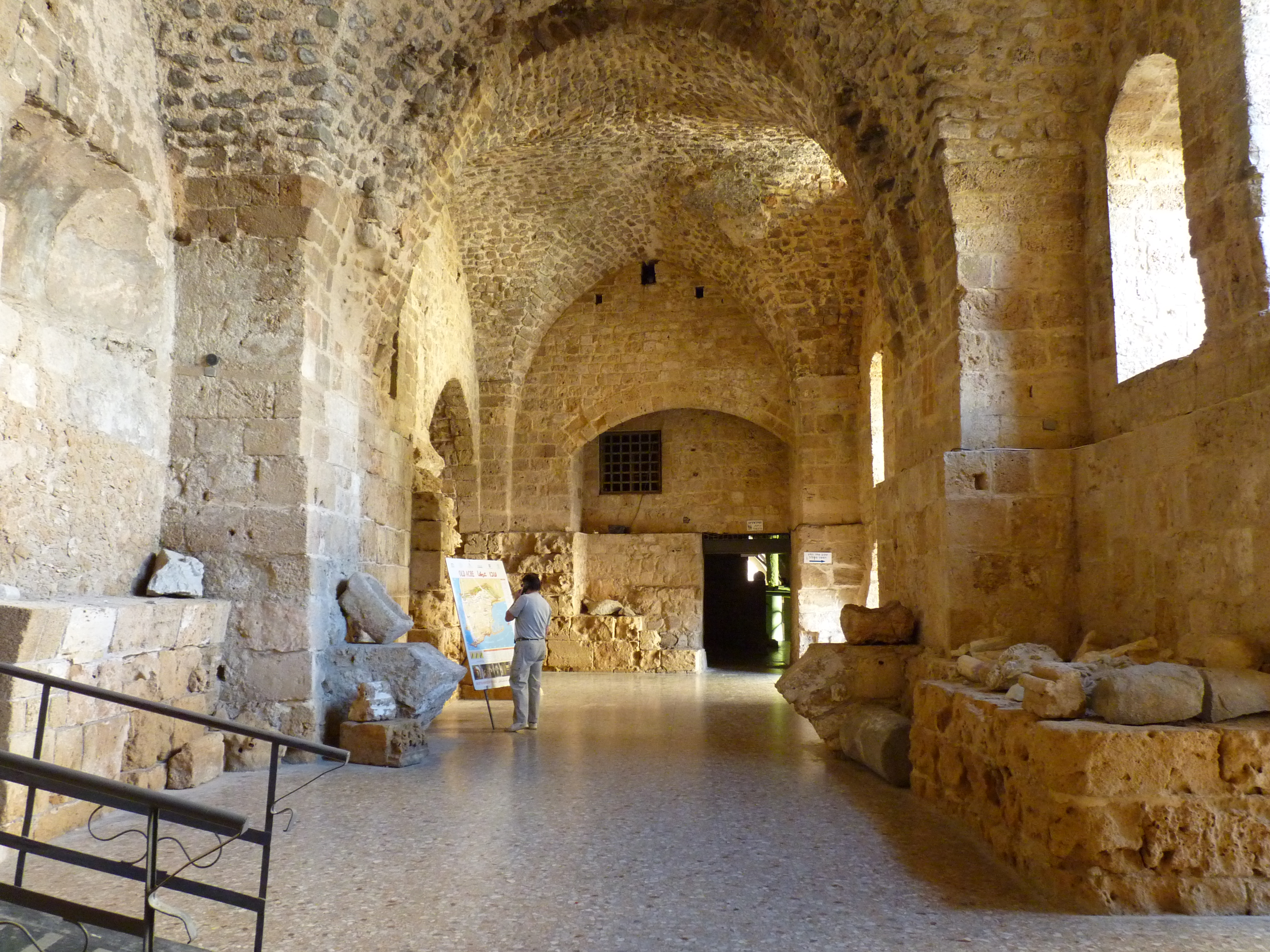
Diwan-Chan mit Lichteinfall vom Vorhof, 2010

### Ritterhallen

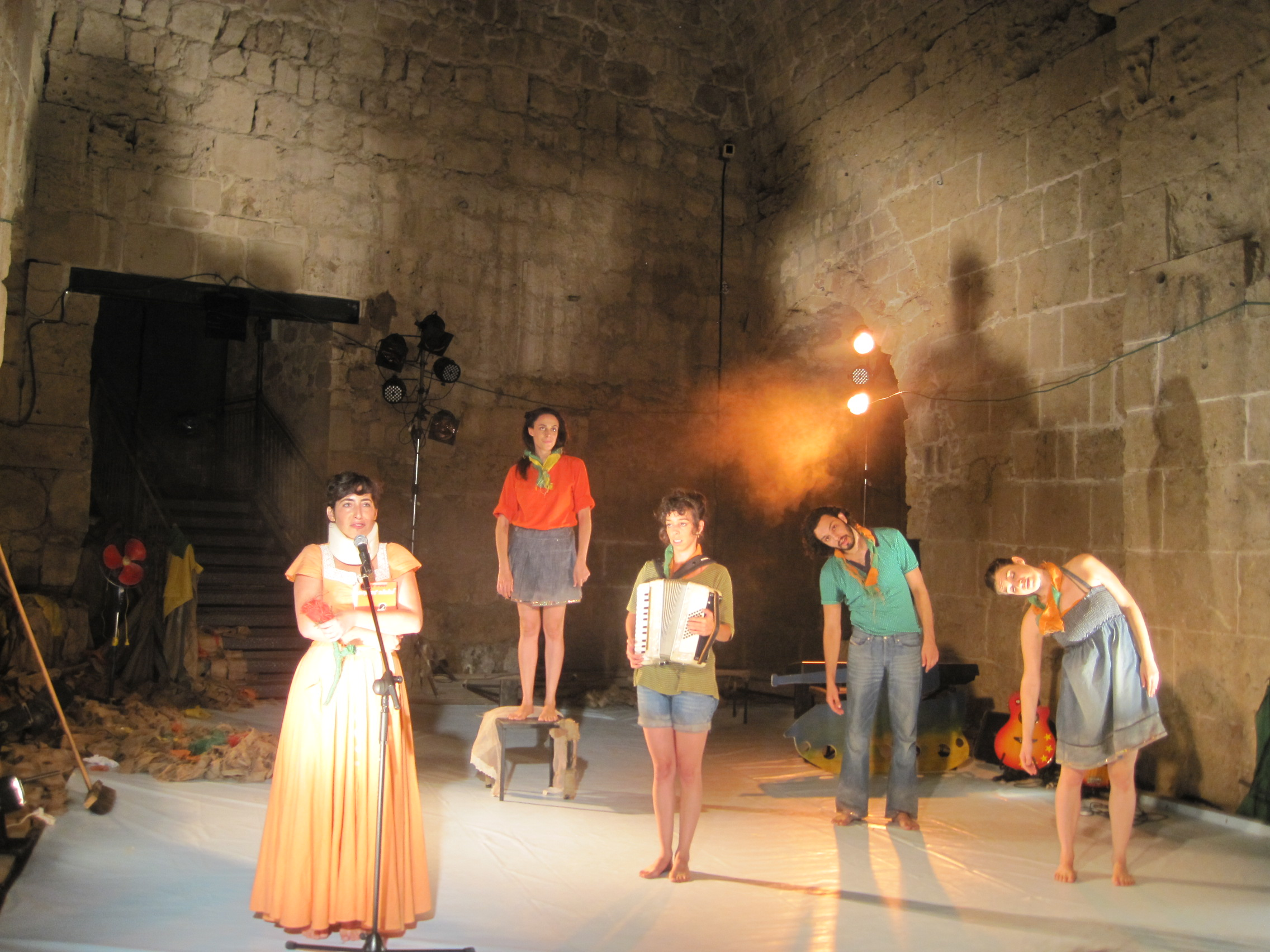
Kommende: Aufführung beim Akko-Festival, 2012

Zur Unterscheidung von anderen Teilen der Zitadelle wird der Grand Manoir unter der Bezeichnung Ritterhallen (אוּלַמּוֹת הָאַבִּירִים Ūlammōth ha-Abbīrīm; قاعات الفرسان, DMG Qāʿāt al-Fursān) vermarktet. Besucher betreten die öffentlich zugänglichen Hallen und Säle der Kommende von Osten her durch einen neuen Zugang am Rechov Weizmann 1 (1 רְחוֹב וַיצְמַן).
Dort befinden sich auch Kasse und Funktionsräume für Besucher. Durch eine Grünanlage, ha-Gan ha-Qassūm (הַגַּן הַקָּסוּם ‚Verzauberter Garten‘), zu Füßen des Burǧ al-Chazna (برج الخزنة ‚Schatzkammerturm‘) im osmanischen östlichen Vorhof vorbei am osmanischen Diwan-Chan erreichen die Besucher den Baukomplex der Johanniterkommende. Nicht alle Teile der ehemaligen Kommende sind heute öffentlich zugänglich, weshalb die Räume und Funde, die darin gemacht wurden, nicht an dieser Stelle im Abschnitt über die Nutzung, sondern im Kapitel Baubeschreibung der Kommende dargestellt sind.
Teile der Kommende werden gelegentlich auch für geschlossene Veranstaltungen genutzt, oder für öffentliche Ereignisse, wie das Akko-Festival für alternatives israelisches Theater (פֶסְטִיבָל עַכּוֹ לְתֵּיאַטְרוֹן ישְׂרְאֵלִי אַחֵר Fesṭīval ʿAkkō le-Tejʾaṭrōn jisrəʾelī acher). Besucher können sich vor allem von den Überresten unterer Geschosse der Johanniterkommende einen Eindruck verschaffen, da höher gelegene Etagen durch muslimische Eroberer und den Zahn der Zeit zerstört wurden. Inzwischen freigelegte und restaurierte Teile der Kommende bergen heute eine Dauerausstellung zu ihrer Geschichte und jener der Kreuzfahrerzeit.

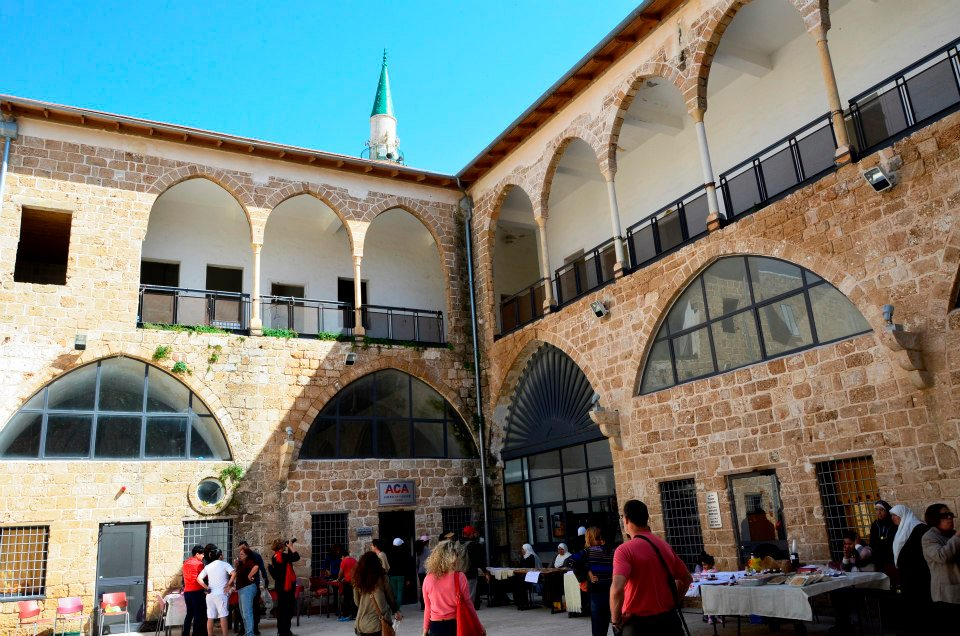
Altes Serail: Hof, 2013

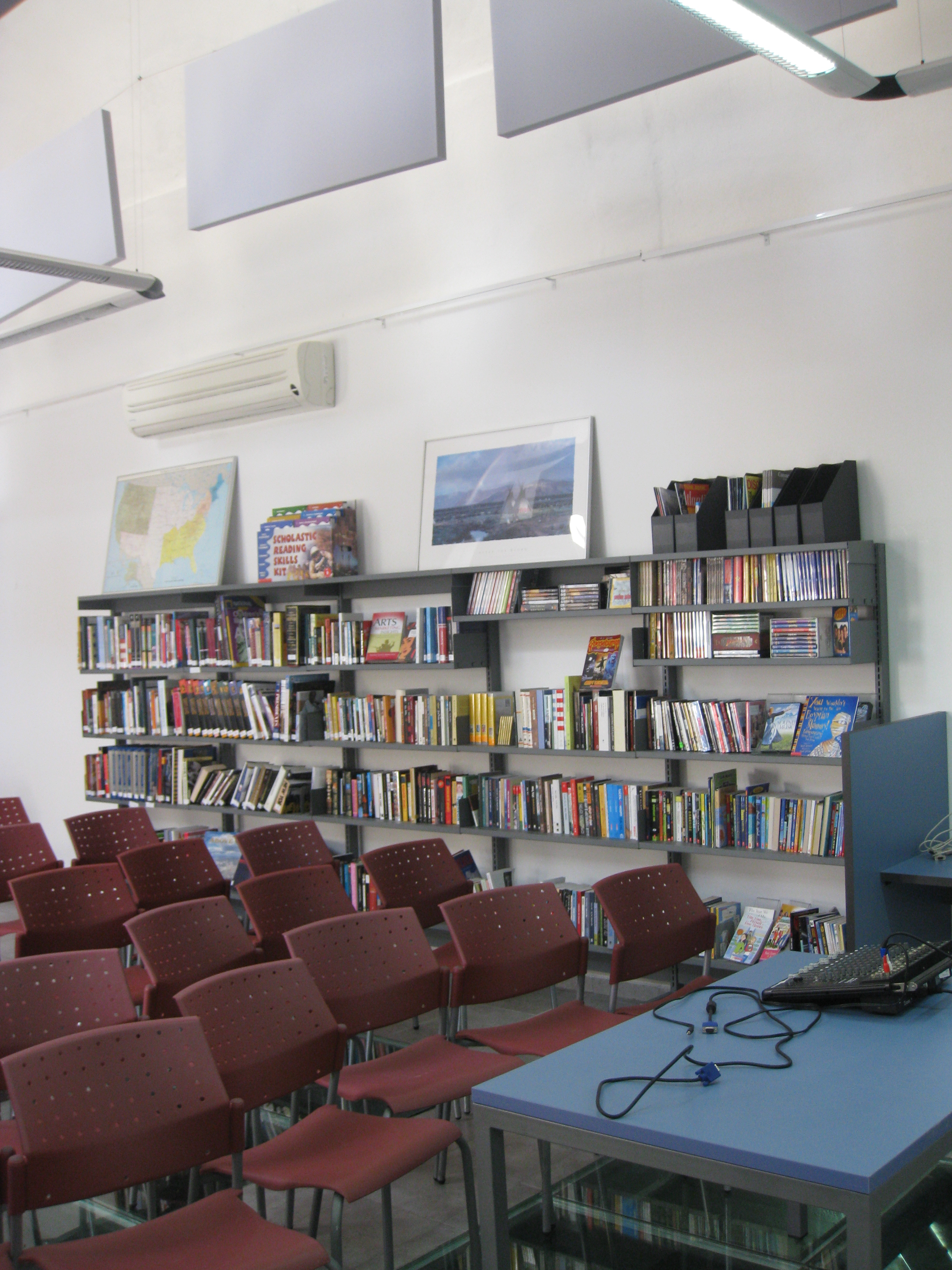
Altes Serail: Bibliothek des Zentrums, 2010

### Kultur- und Jugendzentrum Altes Serail
Das Alte Serail (arabisch السرايا القديم bzw. السراي القديمة, DMG al-Sarāyā al-Qadīm / al-Sarāy al-Qadīma; hebräisch הַסָּרָאיָה הַיְּשָׁנָה ha-Sarājah ha-Jschanah) beherbergt seit 1998 das Kultur-, Jugend- und Sportzentrum MaTNa"S a-Sarājah (מֶרְכָּז תַּרְבּוּת, נוֹעַר וּסְפּוֹרְט [מָתְנָ"ס] אַ-סָּרָאיָה Merkaz Tarbūt, Nōʿar ūSpōrṭ [MaTNa"S] a-Sarājah; auch מָתְנָ"ס חָדָשׁ עַכּוֹ הָעַתִּיקָה MaTNa"S Chadasch ʿAkkō ha-ʿAttīqah, deutsch ‚Neuer MaTNa"S Alt-Akko‘) in städtischer Trägerschaft. Nach ausführlicher Renovierung eröffnete das Alte Serail 2009 als ein Gemeinschaftshaus für Bürger der Altstadt.
Im MaTNa"S a-Sarāja bieten engagierte arabischsprachige Akkoner Kulturveranstaltungen, Kinderbetreuung, Räume für Jugendliche sowie für Sport-, Ballett- und Theatergruppen. In der Jugendarbeit setzt das Zentrum auf Zusammenwirken von Christen, Juden und Muslimen, Respekt vor dem anderen und Überwindung von Gewalt. Ferner fördert das Zentrum die Stellung von Müttern und bietet berufliche Qualifizierungskurse für rund 60 junge Frauen. Als Partner des Zentrums eröffnete am 1. April 2009 das American Corner in Akko (ACA), eine Bibliothek mit englischsprachigen Medien zu amerikanischer Belletristik, mit Nachschlagewerken zu Regierung, Geschichte und Kultur der USA.

### Museum der Gefangenen des Untergrunds

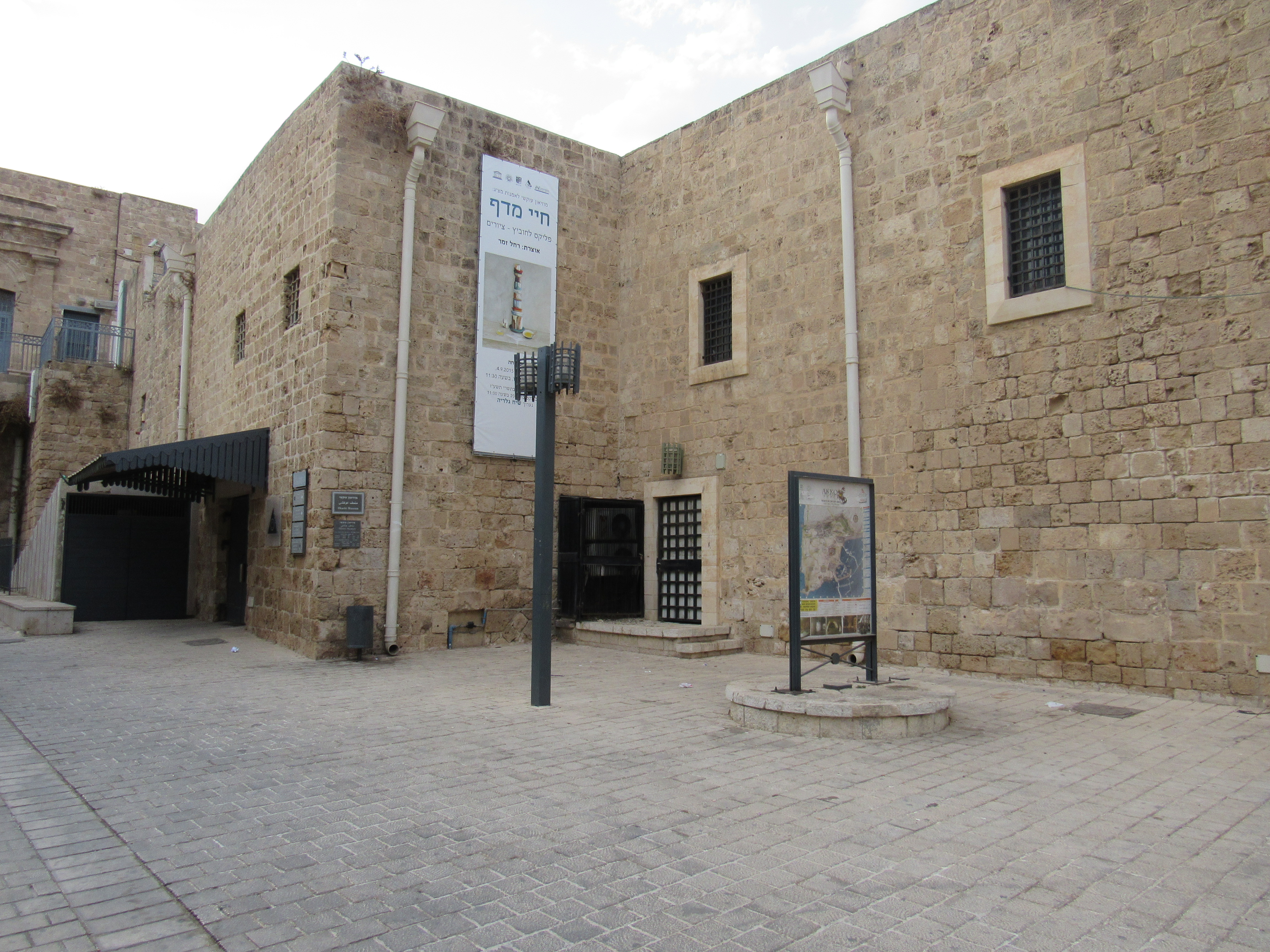
Okaschi-Museum vom Schāriʿ al-Dschazzār, 2015

Das Museum der Gefangenen des Untergrunds (מוּזֵיאוֹן אֲסִירֵי הַמַּחְתָּרוֹת Mūsejʾōn Assīrej ha-Machtarōt; مُتحَف سجناء الحركات السرّيّة, DMG Mutḥaf Suǧanāʾ al-Ḥarakāt al-Sirriyya) in den Oberbauten der Zitadelle auf dem Grand Manoir, ist ein Gefängnismuseum, das seit 1963 besteht. Der Zugang besteht von Westen im Rechov ha-Hagannah 10 (10 רְחוֹב הַהֲגַנָּה). Die Ausstellung zeigt vor allem den der Mandatszeit angenäherten Zustand des Gefängnisses mit Krankentrakt, Verwaltungsräumen im ersten Stock des Nordflügels und im unteren Geschoss Zellen zum Tode Verurteilter. Das Museum gehört zu den Museen und Gedenkstätten in Trägerschaft des Verteidigungsministerium. Zunächst umfasste das Museum nur das untere Geschoss des Nordwestturms, bevor nach Auszug der Psychiatrie 1981 und Renovierung und Neugestaltung ihrer Räume die Erweiterung des Museums 1984 die Pforten öffnete.
Im Süd- bzw. Ostflügel sind Zellen zu sehen, in denen einst nichtjüdische arabische bzw. jüdische arabische und europäische Häftlinge einsaßen, wobei in den Zellen des Ostflügels auch die Geschichte damaliger Untergrundorganisationen wie Hagannah, Irgun und LeCh"I und ihr Wirken erklärt werden, wie das Bemühen um Einwanderungsmöglichkeiten für Flüchtlinge des europäischen Antisemitismus und Schoahüberlebende. Photographien, Dokumente, Texttafeln und Bildschirme mit Filmsequenzen illustrieren die Inhalte. Arbeitsräume der Gefangenen, wo einst Werkstätten waren, sind unten im Burǧ al-Chazna im Nordosteck zu sehen, im Obergeschoss werden im Vorführraum Filme zu Haftalltag und Ereignissen (z. B. die Gefangenenbefreiung 1947) gezeigt. Der ehemalige Gefängnishof ist bis 1999 durch Freilegung des Kommendenhofs darunter weitgehend verschwunden, aber teilweise auf einem leichten Gerüstbau über der Pfeilerhalle rekonstruiert.

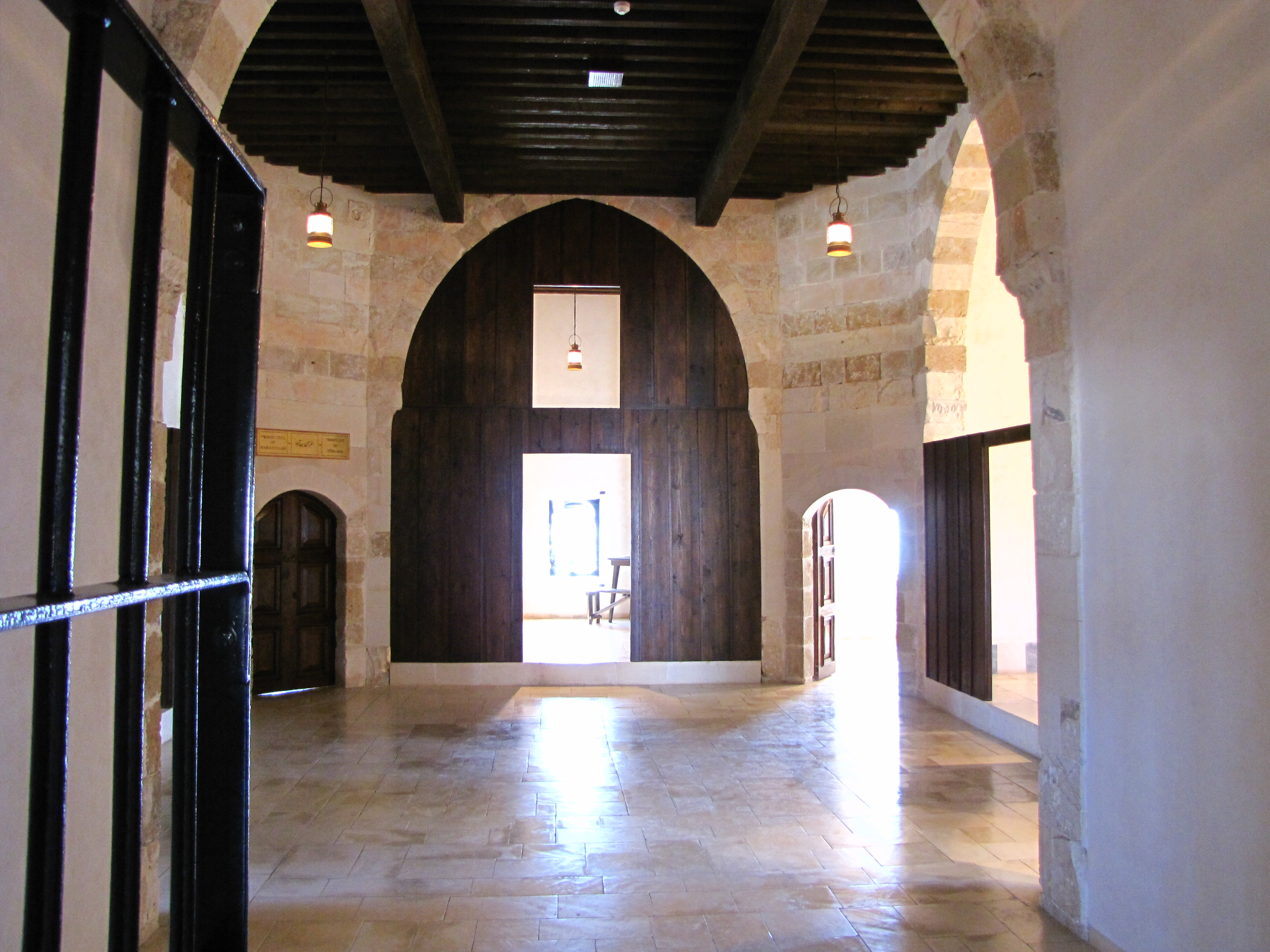
Jabotinsky-Flügel im Nordwestturm, 2009

Im Jabotinsky-Flügel im Nordwestturm finden sich unten der Galgen und Gedenkräume für Gehenkte und im Obergeschoss Gedenkräume für andere ehemalige Gefangene wie Bahāʾullāh und Wladimir Seʾev Jabotinsky. Seit Ende der 1990er Jahre planten das Universale Haus der Gerechtigkeit, das Gefängnismuseum und die Denkmalpflege das Obergeschoss mit der ehemaligen Zelle Bahāʾullāhs und seiner Mitgefangenen im baulichen Zustand von 1920 wiederherzustellen.
Vom ursprünglichen Dach, das in britischer Zeit komplett ersetzt worden war, fanden sich schließlich im Bayerischen Kriegsarchiv Photos von 1917, aufgenommen vom 1. Königlich Bayerischen Fliegerbataillon, so dass es in gleicher Form wiederhergestellt werden konnte. Die vom Baháʾí World Center finanzierten Arbeiten begannen im Jahr 2003 und endeten im Juni 2004; anschließend wurde im Juli das Obergeschoss wieder geöffnet. Die Gedenkräume für Bahāʾullāh und Mitgefangene sind seither Ziel von Bahaʾi-Wallfahrten.

### Okaschi-Museum für Kunst
Das Okaschi-Museum für Kunst (מוּזֵיאוֹן עוֹקָשִׁי לְאָמָּנוּת Mūsejʾōn ʿŌqaschī le-Ōmmanūt; مُتحَف عوكاشي للفنون, DMG Mutḥaf ʿŌkāschī lil-Funūn) ist ein Kunstmuseum in Akko, dass Gewölbe des osmanischen Diwan-Chans nutzt, der am östlichen Vorhof der Zitadelle zum Schāriʿ al-Dschazzār (شارع الجزار) liegen und östlich an die Ritterhallen angrenzt. Es ist benannt nach Avschalom ʿŌqaschī (אַבְשָׁלוֹם עוֹקָשִׁי; 1916–1980), der im Diwan-Chan ab 1948 bis zu seinem Tode sein Atelier unterhielt. ʿŌqaschī war einer der originellsten Künstler in der Geschichte der israelischen Kunst und eine der Stützen der Künstlergruppe Ofaqīm Chadaschīm (אֳפָקִים חֳדָשִׁים ‚Neue Horizonte‘), die sich 1942 gegründet hatte. Er war einer der wichtigsten israelischen Maler und hat die israelische Kunst nachhaltig beeinflusst. Den größten Teil seines Lebens hat der Künstler in Akko verbracht. Sein Maleratelier wurde nach seinem Tod zum Okaschi-Museum, um nachkommenden Generationen sein künstlerisches Erbe zu vermitteln.
In der Dauerausstellung sind Werke Okaschis zu sehen. In einem anderen Teil des Museums finden zudem Wechselausstellungen statt, die Werke zeitgenössischer israelischer Kunst zeigen. Im Laufe der Jahre haben führende israelische Künstler hier ihre Arbeiten gezeigt: Tali Amitai-Tabib (טַלִי אֲמִיתַּי-טַבִּיבּ; 1953 geb.), Nachum Gutman (נָחוּם גּוּטְמַן; 1898–1980), Menashe Kadishman, Shmuel Katz, Azriel Kaufman (עַזְרִיאֵל קַאוּפְמַן; 1929–2004), Ofer Lalouche (עוֹפֶר לַלוּשׁ; 1947 geb.), Yigal Ozeri (יִגְאָל עוֹזֵרִי; 1958 geb.), Yechiel Shemi (יְחִיאֵל שֵׁמִי; 1922–2003) und zahlreiche andere bekannte Künstler. Das Museum steht im steten Dialog mit Künstlern, die in Okaschis Tradition stehen, und mit seinen Schülern, und stellt ihre Arbeiten aus.

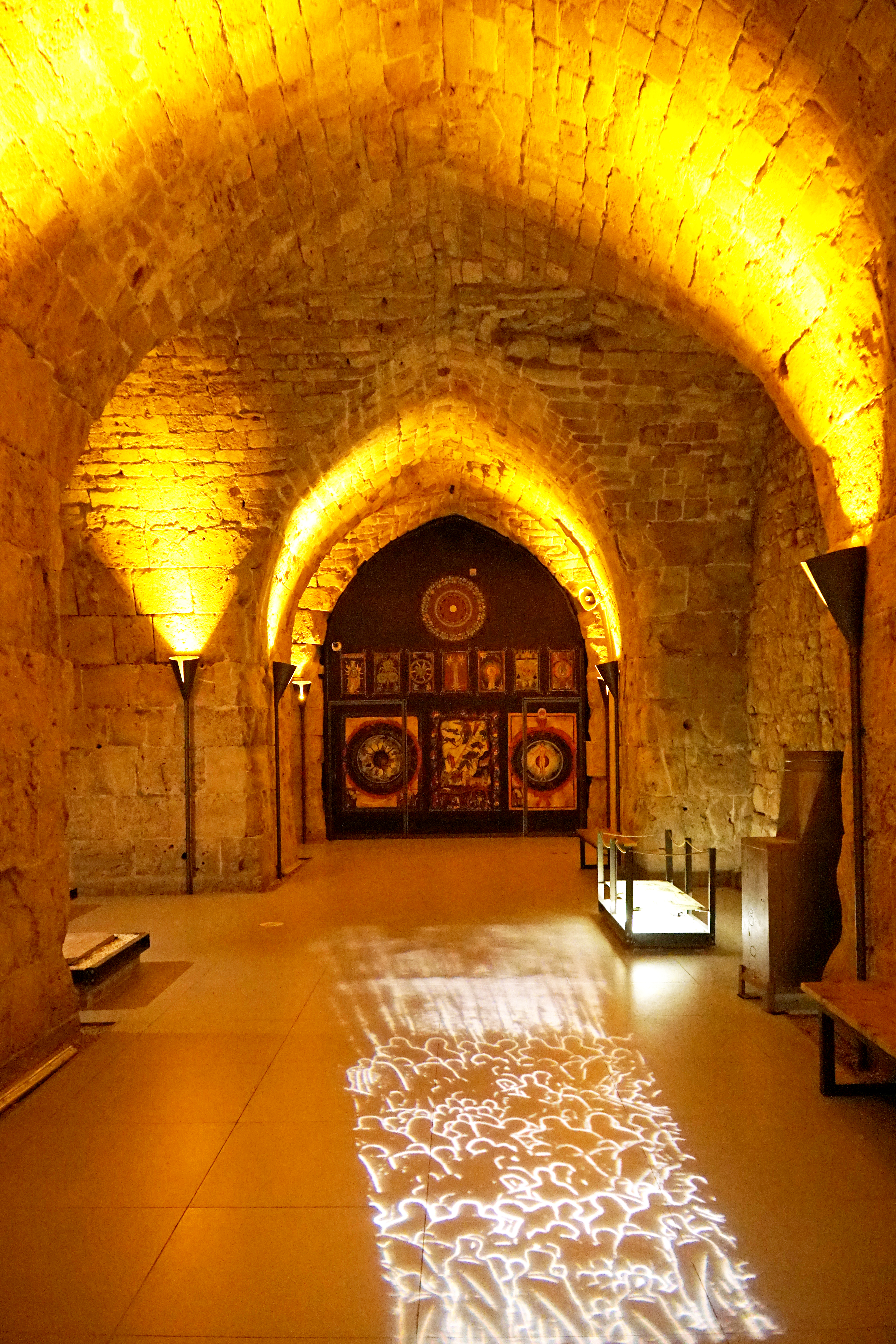
Johanniskirche: Krypta unterm Alten Serail, 2016

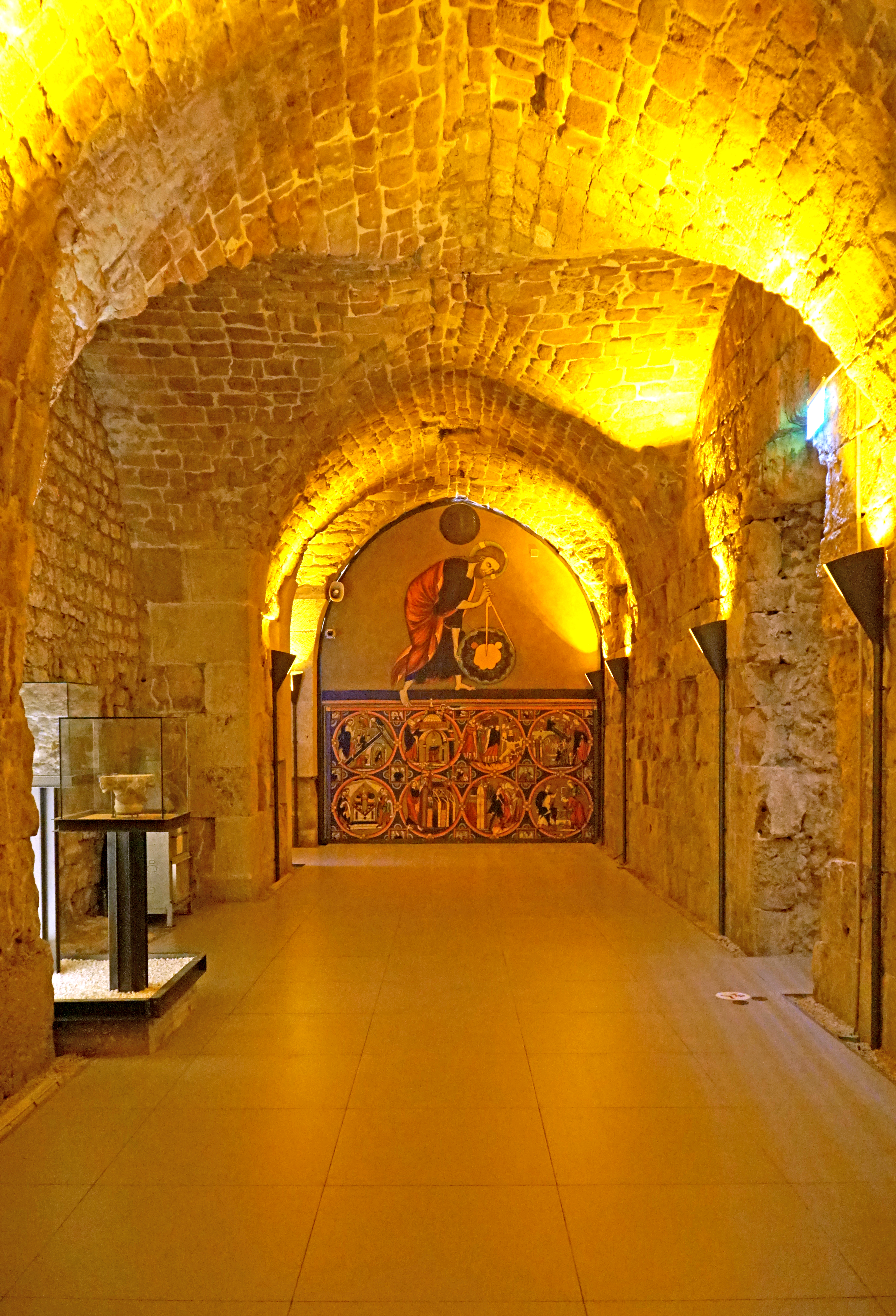
Johanniskirche: Krypta mit ausgestelltem korinthischen Kapitell aus dem oberen Kirchenraum, 2016

## Beschreibung in ihren Teilen

### Krypta der Johanniskirche und Altes Serail
Die Johanniskirche (كَنِيسَة الْقِدِّيس يُوحَنَّا, DMG Kanīsat al-Qiddīs Yūḥannā, כְּנֵסִיַּת יוֹחָנָן הַמַּטְבִּיל הַקָּדוֹשׁ Knessijjat Jōchanan ha-Maṭbīl ha-Qadōsch) war Teil der Johanniterkommende. Nördlich befand sich der Grand Manoir mit Ordenshospiz, wo Ritterbrüder und Pilger unterkamen, südlich grenzte das Hospital der Johanniter an. Die Johanniskirche entstand als Nordseite einer vierseitigen Anlage mit Innenhof, die die Kreuzfahrer nach Einnahme der Stadt 1104 den Johannitern als Kommende überließen.
Goldmann vermutet, dass die Krypta (قبو الكنيسة; מַרְתֵּף הַכְּנֵסִיָּה) der Johanniskirche, sechs in Ost-West-Richtung parallele gewölbte Säle unter dem heutigen Alten Serail, auf den Nordflügel einer arabisch-fatimidischen Karawanserei des 10. oder 11. Jahrhunderts zurückgeht, denn mehrere Merkmale des Baus, wie ein Hufeisenbogen im südlichen Teil der Ostmauer im östlichsten der Säle, weisen darauf hin.:109seq. Dabei sind die zwei westlichen Säle älteren, die vier östlichen, 5,5 Meter hohen, jüngeren Datums. Wie es typisch für eine Karawanserei ist, öffnen sich die sechs Säle der Krypta zum ehemaligen Innenhof (im Süden).:109 In der « Vue de Saint-Jean d’Acre » von 1686 schimmert das durch die Fenster in der Nordwand der Krypta hereinfallende Licht durch die tiefen Joche bis zu den Torbögen vorne heraus. Die Einordnung dieses Unterbaus des Alten Serails als ehemalige Krypta der Kirche gilt als gesichert, nachdem im Auftrag der Altertümerbehörde Hanaʾa Abu-ʿUqsa (هناء أبو عقصة, DMG Hanāʾa Abū-ʿUqṣa) und Eliʿezer Stern Krypta und Altes Serail zwischen 1995 und 2003 eingehend untersucht haben.

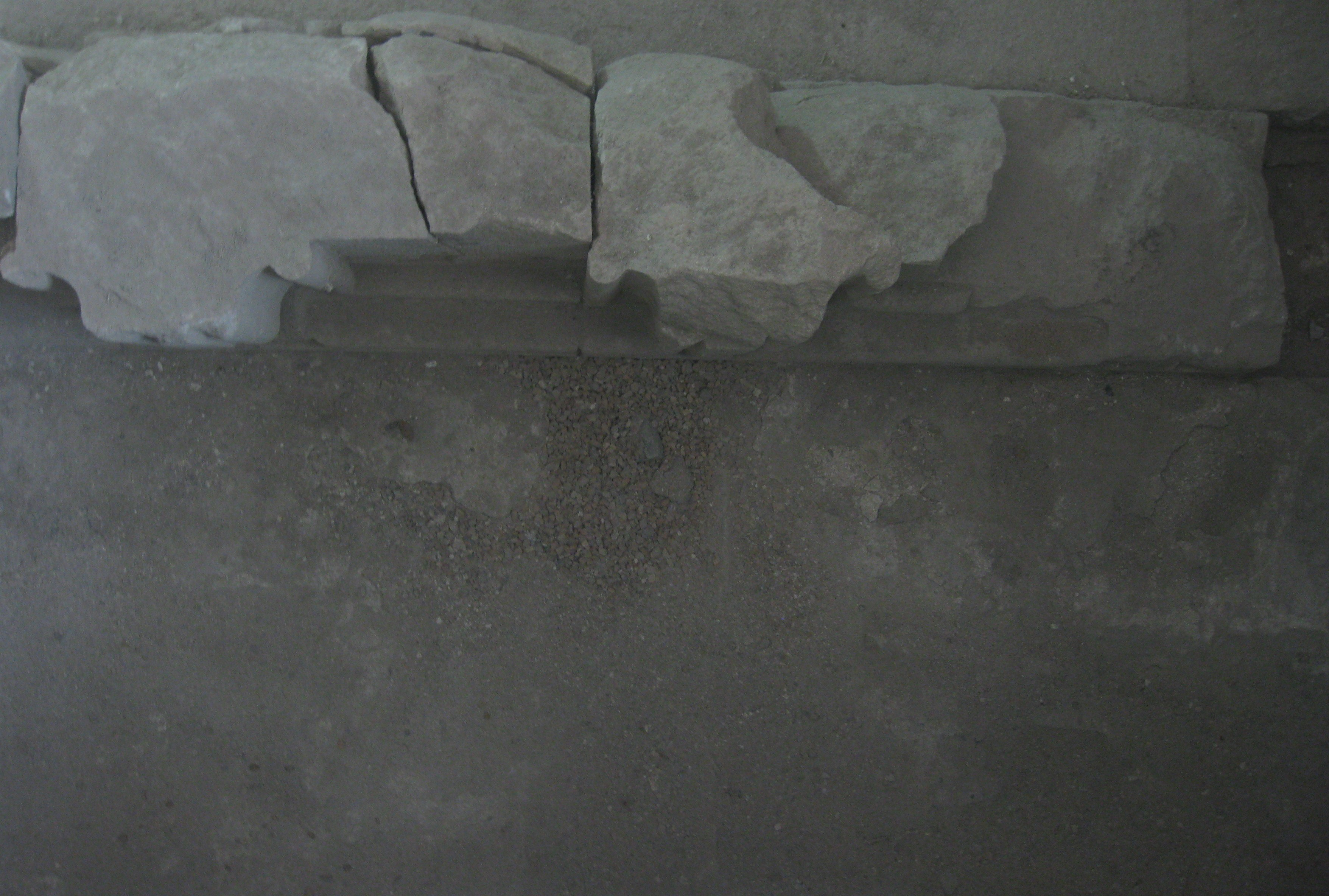
Johanniskirche: Behauene Steine mit Ansätzen aufgesetzter Stäbe, gefunden am verschlossenen Haupteingang in der Westwand des Alten Serails, 2010

Außer der Krypta, die nach der mamlukischen Zerstörung Akkos und späterer Überbauung in osmanischer Zeit erhalten blieb, finden sich weitere Reste der eigentlichen Kirche. Schon Goldmann fand Ende der 1950er Jahre den westlichen Haupteingang zur Kirche, jetzt vermauert, wovor er zwei Treppenläufe vermutete, die vom mittelalterlichen Straßenniveau vier Meter hinauf zur Ebene des Hauptschiffes führten. Das Gesims, heute teils unterm heutigen Straßenniveau gelegen, das die gesamte Kirche außen umrundete, ist im Bereich des ehemaligen Haupteingangs unterbrochen, wo Pilaster auf dem äußeren Mauerwerk das nun vermauerte Portal links und rechts flankieren.
Abu-ʿUqṣa und Stern ergruben zwischen 2004 und 2010 an drei Stellen den Boden des Alten Serails, worunter sie in einer puffernden Schuttschicht den Kirchenboden fanden, der im östlichen Serailflügel im Bereich vor dem ehemals triapsidialen Chor, der selber nicht erhalten ist, Spuren der Chorschranken aufwies. Die drei Apsiden, die das Kirchenschiff nach Osten abschlossen, sind in der « Vue de Saint-Jean d’Acre » durch das zerstörte Süd- und Hauptschiff hindurch zu erkennen, wichen aber später dem westlichen Flügel des Riwaqs um die benachbarte Dschazzar-Pascha-Moschee. Der alte Kirchenboden besteht aus Platten von Marmor dreier verschiedener Färbungen übersät mit Scherben bunter Kirchenfenster. Zudem fanden sie inmitten des Kirchenschiffs, heute einenteils unterm Ehrenhof des Alten Serails und anderenteils in dessen Südflügel, in der Schuttschicht drei gestürzte Marmorsäulen und bunte Kapitelle aus Marmor, davon eines mit einem Johanniterkreuz in Orange auf schwarzem Grund. Im Westflügel des Alten Serails, im Bereich des ehemaligen Narthex der Kirche, entdeckten sie eine ausgelassene runde Vertiefung inmitten der Bodenplatten, wo vermutlich die Fünte gestanden hatte.
Am vermauerten westlichen Haupteingang zur Kirche entdeckten die Ausgräber die Türschwelle aus grauem Marmor. Diese 2,7 Meter lange Schwelle am vermauerten Haupteingang von St. Johannis, die an beiden Enden bis zur Wand Lücken von 35 cm lässt, passt bestens zu dem gotischen Kirchenportal mit seinen im Gewände eingestellten Säulen und Archivolten, das Sandschar al-Schudschaʿi als Beute aus Akko nach Kairo mitnahm, wo es zwischen 1296 und 1303 verbaut wurde. Das Kirchenportal verschließt jetzt den Gang von an-Nasir Muhammads Mausoleum zur Madrasse seines Namens. Daher nimmt Vardit Shotten-Hallel (וַרְדִּית שׁוֹטֶּן-הַלֵּל) an, dass dieses Kirchenportal eher von der Johanniterkirche stammt, als – wie andere vermuten – von der Heilig-Kreuz-Kathedrale (Jim Antoniou), der Andreas- oder der Georgskirche (Alexander Papadopoulos).

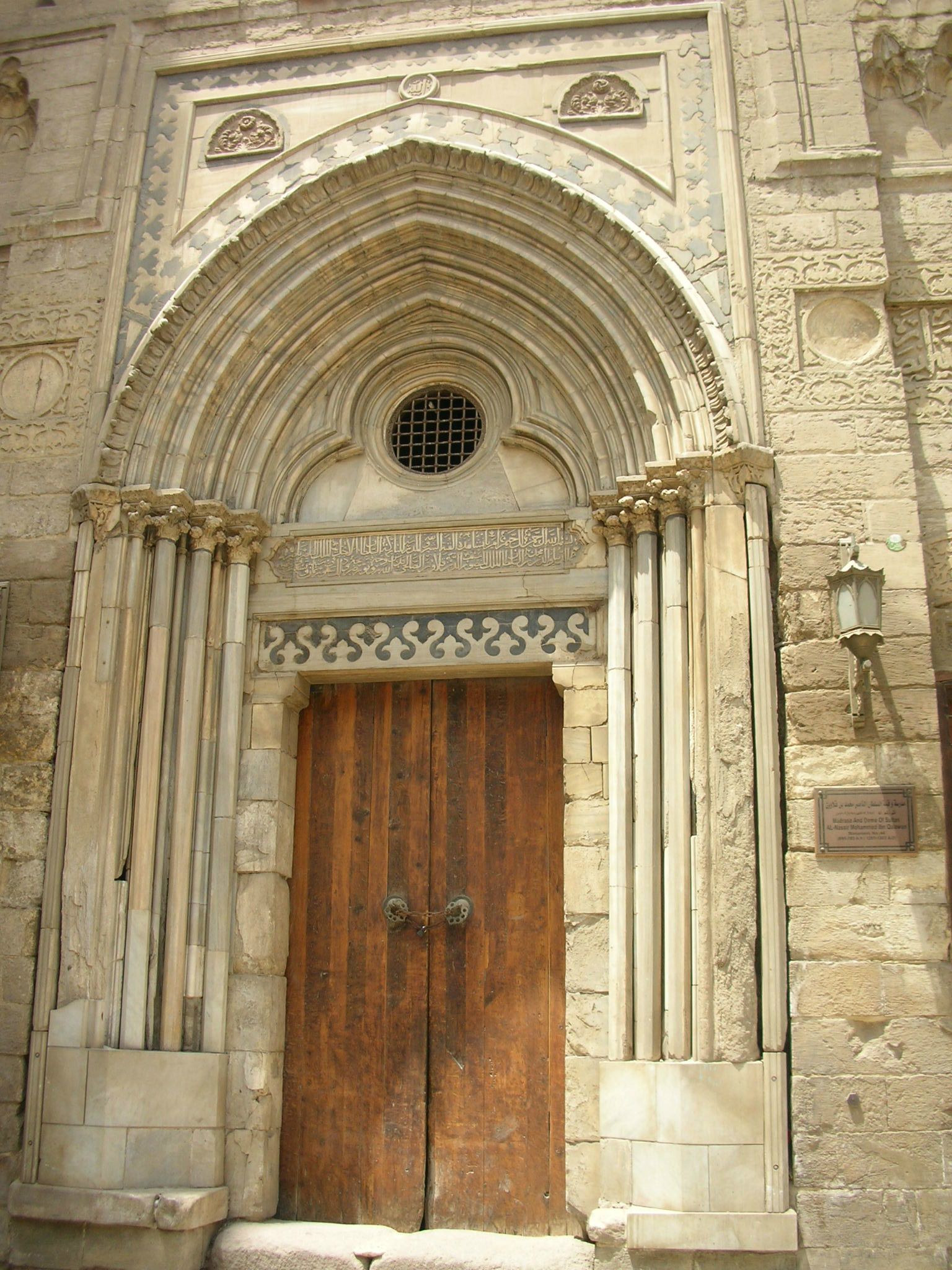
Mausoleum al-Nasir Muhammads: Gotisches Portal mit eingestellten Säulen im Gewände und Archivolten, 2017

Über dem jetzt vermauerten Eingang erhebt sich die Westfassade der Kirche bis zu einer Höhe von 13 Metern über dem jetzigen Straßenniveau, fortgesetzt ums Nordwesteck des Baus herum in einem Teil der nördlichen Kirchenfassade, jetzt beide einbezogen in die Außenmauer des Westflügels des Alten Serails. In den Fensteröffnungen dieser Fassadenteile, die auch in der « Vue de Saint-Jean d’Acre » als Dreipassfenster zu erkennen sind, sind jüngere Fenster, jedoch fehlt heute das Maßwerk, von dem Fragmente bei Ergrabung des Kirchenbodens im Ostflügel des Alten Serails entdeckt wurden. Anders als in Frankreich, wo gotisches Maßwerk meist integraler Bestandteil des übrigen Mauerwerks ist, überwog bei Kreuzfahrerbauten eingesetztes Maßwerk, das im Zuge von Zerstörung oder Neunutzung leicht entfernt werden kann. Die gefundenen Fragmente von Maßwerk erlauben dieses als Dreipassbögen zu rekonstruieren, wie Shotten-Hallel 2010 zeigte.
Shotten-Hallel übertrug die von Étienne Gravier, Marquis d’Ortières, 1686 veröffentlichte, aber wohl von seinem Ingenieur Plantier gezeichnete perspektivische « Vue de Saint-Jean d’Acre » im Format 12 mal 156 Zentimeter, deren Präzision viel gelobt ist, mit Hilfe von Computertechnik in entzerrte Auf- und Grundrisse und glich die so ermittelten Maße mit Messdaten aus der Bauvermessung bestehender Gebäude ab. Der Abgleich ergab, dass die aus Plantiers Panorama errechneten Maßzahlen des Grand Manoir nur um zwei bis drei Zentimeter von den in situ genommenen Maßen abweichen, was bedeutet, dass Plantiers Panorama in der Tat die Qualität photographischer Aufnahmen hat. Mit dieser Methode ermittelt Shotten-Hallel aus Plantiers Zeichnung auch Maße weiterer, damals noch erhaltener, aber heute verschwundener Bauteile der Johanniskirche, und fertigt rekonstruktive Zeichnungen der Johanniskirche anhand der Baubefunde der Krypta, der Spolienfunde und älterer Zeichnungen der Ruine.
Südlich neben den östlichen vier Sälen der Krypta unter dem Alten Serail findet sich ein freistehender, mehrfach überformter Bau, den zwei übereinander gesetzte Spitztonnengewölbe decken, die obere überwiegend nicht erhalten, weshalb bereits zu osmanischer Zeit darüber ein Kreuzgratgewölbe gesetzt wurde.:110 Dieser Bau ähnelt islamischen Gebetsstätten oder Moscheen, wie sie inmitten des Gevierts von Karawansereien typisch sind und wurde von den Johannitern vermutlich als Oratorium übernommen.:110 Die Ostseite der Karawanserei ist vermutlich nicht erhalten,:109 zumindest ist sie überbaut durch das Südwesteck des Riwaqs um die benachbarte Dschazzar-Pascha-Moschee.
Der an den Riwaq südlich angrenzende Türkische Basar vom Ende des 18. Jahrhunderts, den Alex Kesten 1960/1961 ergrub, durchbricht mit seinem westlichen Ende das Geviert des ehemaligen Johanniterhospitals, das so in zwei geteilt ist. Eliʿezer Stern identifizierte südlich vom Basar eine durch dessen Durchbruch teils zerstörte große Halle als ehemals zum Johanniterhospital gehörig, doch weitere Ausgrabungen in diesem Bereich des Hospitals ruhen seit Anfang der 1990er Jahre.

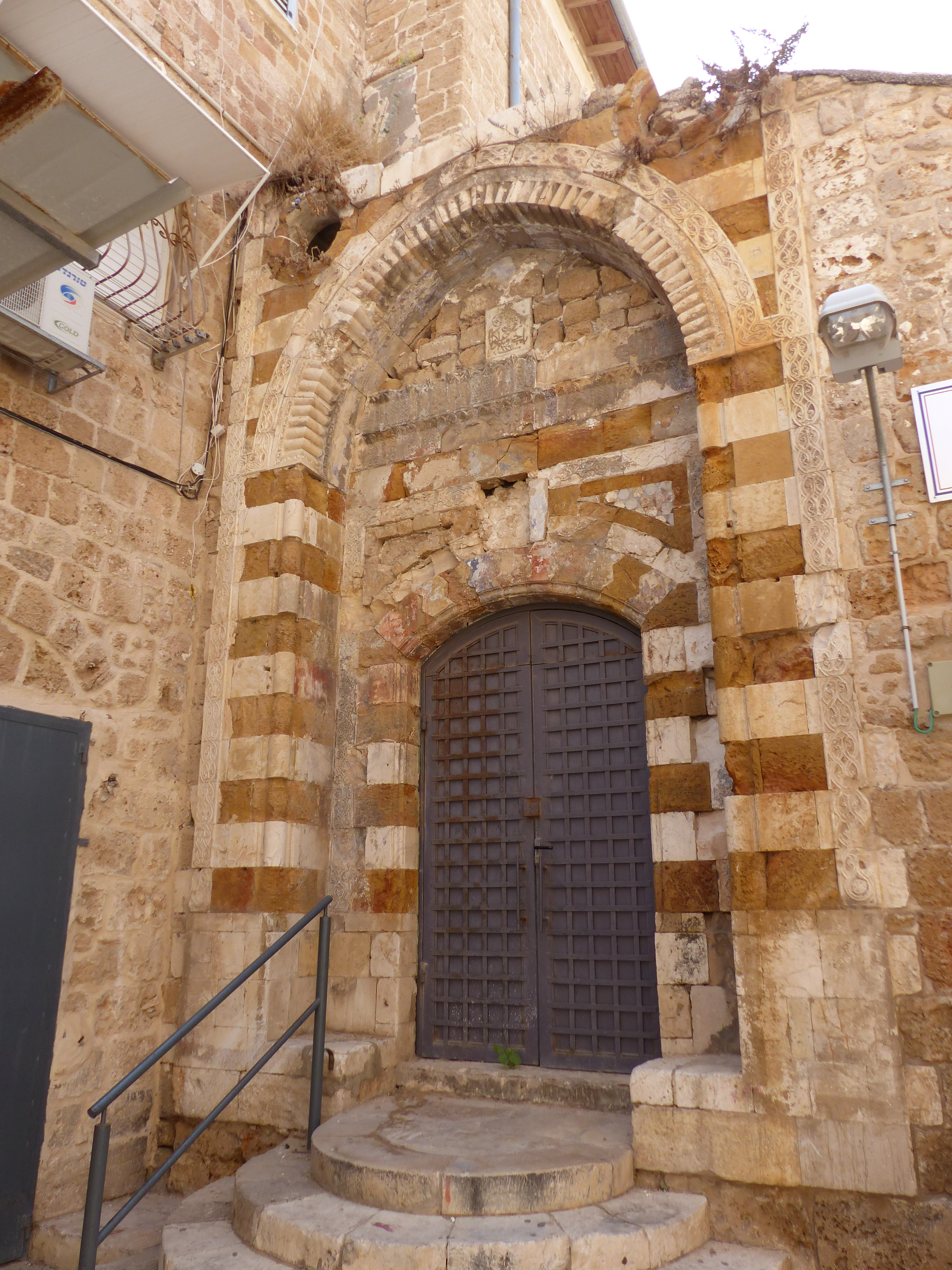
Portal zum Alten Serail von Norden, 2017

Direkt auf die Krypta setzt heute das Alte Serail auf, das um 1750 durch Ẓāhir al-ʿUmar erbaut wurde.:27:110 Das Alte Serail bildet eine zweistöckige Dreiflügelanlage um einen Ehrenhof mit hofseitigem Arkadengang im Obergeschoss. An der Nordseite zur Straße schließt den Ehrenhof eine hohe Mauer ab, die durch ein hohes Tor passiert werden kann. Der Torbogen wurde im Ablaq-Stil in abwechselnd hellem und dunklen Stein gemauert und gehörte ursprünglich zu einer Madrassa, die Ẓāhir al-ʿUmar hatte errichten lassen. Die Inschrift am Tor nennt zwar das islamische Jahr 1270 (gregorianisch: 1853/1854), eventuell das Datum, an dem das Tor an seinen jetzigen Standort versetzt wurde, denn sowohl besagte Madrassa wie das Alte Serail wurden einige Dekaden früher gegründet.

### Johanniterkommende
Die ehemalige Johanniterkommende (hebräisch מֶרְכָּז הַמִּסְדָּר הָהוֹסְפִּיטַלֶרִי Merkaz ha-Misdar ha-Hōspīṭalerī; arabisch القلعة الإسْبِتَارِيَّةُ, DMG al-Qalʿa al-Isbitāriyya) bildet heute in ihrem erhaltenen Rest des Endausbaus von 1291 eine Fläche von 4'500 bis etwa 5'000 Quadratmetern. „Die Johanniterkommende von Akkon stellt eines der Hauptdenkmäler der mittelalterlichen Stadt Akkon dar; … Die seit über einem halben Jahrhundert durchgeführten Ausgrabungen führten zu einer komplett neuen Kenntnis dieses erstrangigen Denkmälerensembles, das aus Sälen, Küchen, Latrinen, Schlafsälen und Empfangsräumen für Pilger bestand.“ Diese Anlage verfügt auch über unterirdische Bereiche – Zisternen und ein Abwassersystem.
Der Grand Manoir nördlich des Rechov Portzej ha-Mivtzar umfasst einen grob rechteckigen Baukomplex mit zwei bis drei erhalten gebliebenen Etagen (jeweils sieben bis zehn Meter hoch), der sich in Nord-Süd-Richtung längs erstreckt, allerdings leicht aus der Nordsüdachse verrückt von Nordosten nach Südwesten ausgerichtet ist. Die meisten Gebäudeteile des Grand Manoir sind genauso ausgerichtet, außer den Sälen 7/8, die exakt in der Nordsüdachse liegen.
Aus der Erbauungszeit bestehen zwei stark befestigte Tore, je eines im Norden und im Süden. Am Nordtor in Saal 9 finden sich Ansätze zu einer Brücke, die früher den Burggraben der alten Stadtmauer überspannte. Heute betreten Besucher die Kommende von Osten her am Rechov Weizmann 1 (1 רְחוֹב וַיצְמַן) durch ha-Gan ha-Qassum im osmanischen Vorhof.
Der Grand Manoir gliedert sich in vier erhaltene Flügel um einen in Nord-Süd-Richtung sich erstreckenden Innenhof mit Arkaden, der – nach dem Aushub des Trümmerschutts bis 1999 – zum Himmel offen ist und eine Grundfläche von 1'200 m² misst. An der Ostseite des Hofes führt eine Treppenrampe hinauf zu den oberen Etagen, wo jetzt die Bauten der arabisch-osmanischen Zitadelle aufsetzen. Am Nordende des Innenhofs befindet sich ein Brunnenschacht, der bis auf 4,5 Meter Tiefe ausgeteuft ist. Neben dem Brunnen fand man die Reste zweier wasserbeständig verputzter 40 cm tiefer Bassins, die durch Abflüsse unterhalb der Hofpflasterung zum zentralen Abwasserkanal hin entwässerten. Sie mögen als Tränke und für die Wäsche gedient haben. Am Südende des Hofes fand man einen zweiten Brunnen mit einem 1,5 Meter tiefen wasserbeständig verputzten Becken, das als Bad gedient haben mag.

#### Westflügel
Der Westflügel ist noch nicht ergraben und freigelegt. Eliʿezer Stern vermutet aber, dass er ebenfalls mit zwei Stockwerken erhalten ist, auf denen der Westflügel der osmanischen Kışla aufliegt. Zwei große, jetzt noch vermauerte Torbogen bildeten den Zugang vom Hof zum Westflügel der Kommende. Vor dem Westflügel bargen die Ausgräber aus Trümmern des ausgehobenen Innenhofs Bauteile der oberen Etagen des Westflügels der Kommende, wie Korbkapitelle und gotische Ornamente, die menschliche Figuren darstellen. Diese Funde zeigen, dass der Westflügel ein gotischer Bau ist, der vermutlich den Johanniterrittern als Wohnung und Aufenthalt diente.

#### Nordflügel

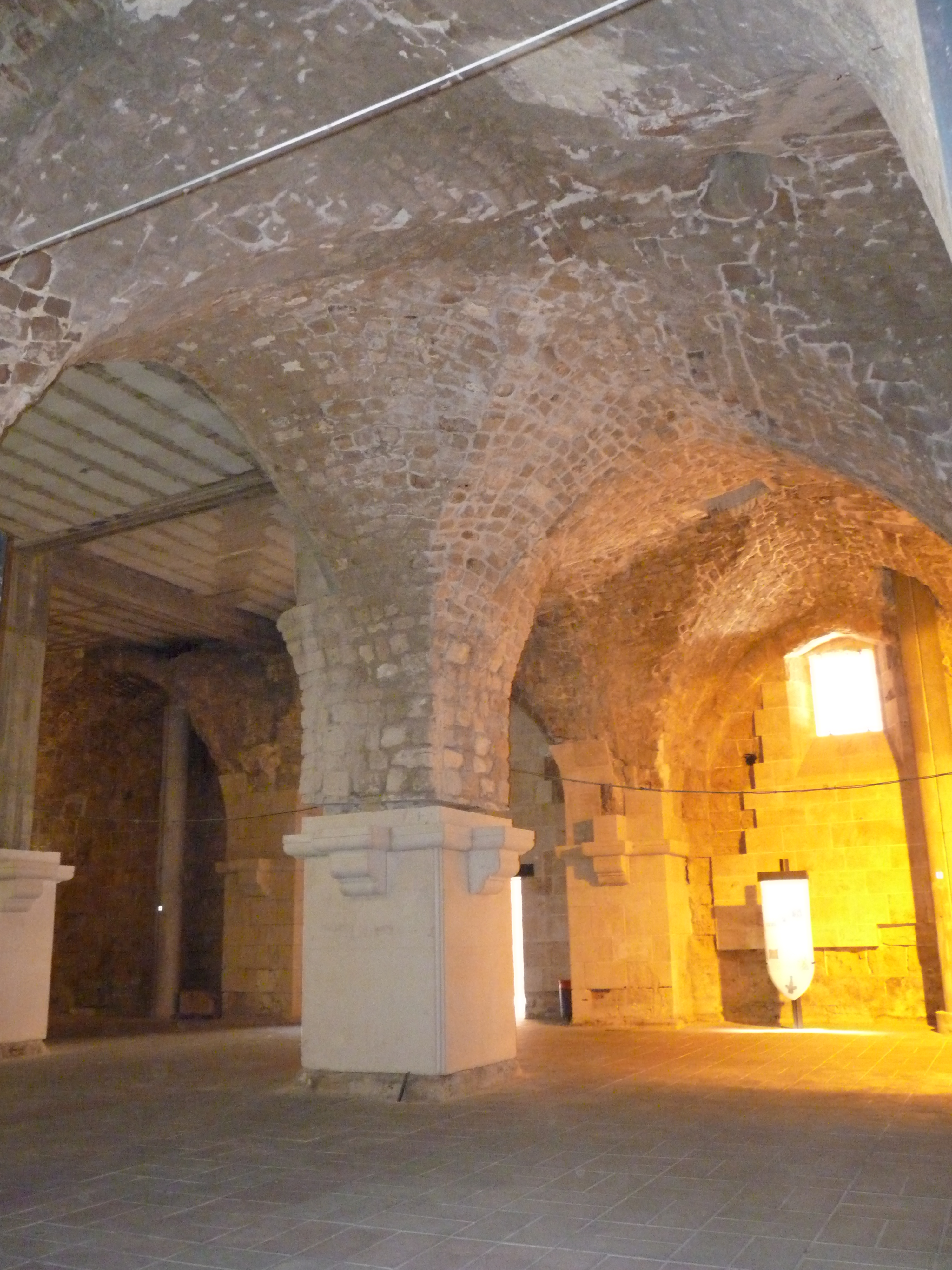
Pfeilerhalle mit gesicherten Pfeilern und teils mit durch Betondecken ersetzten Gewölben, 2010

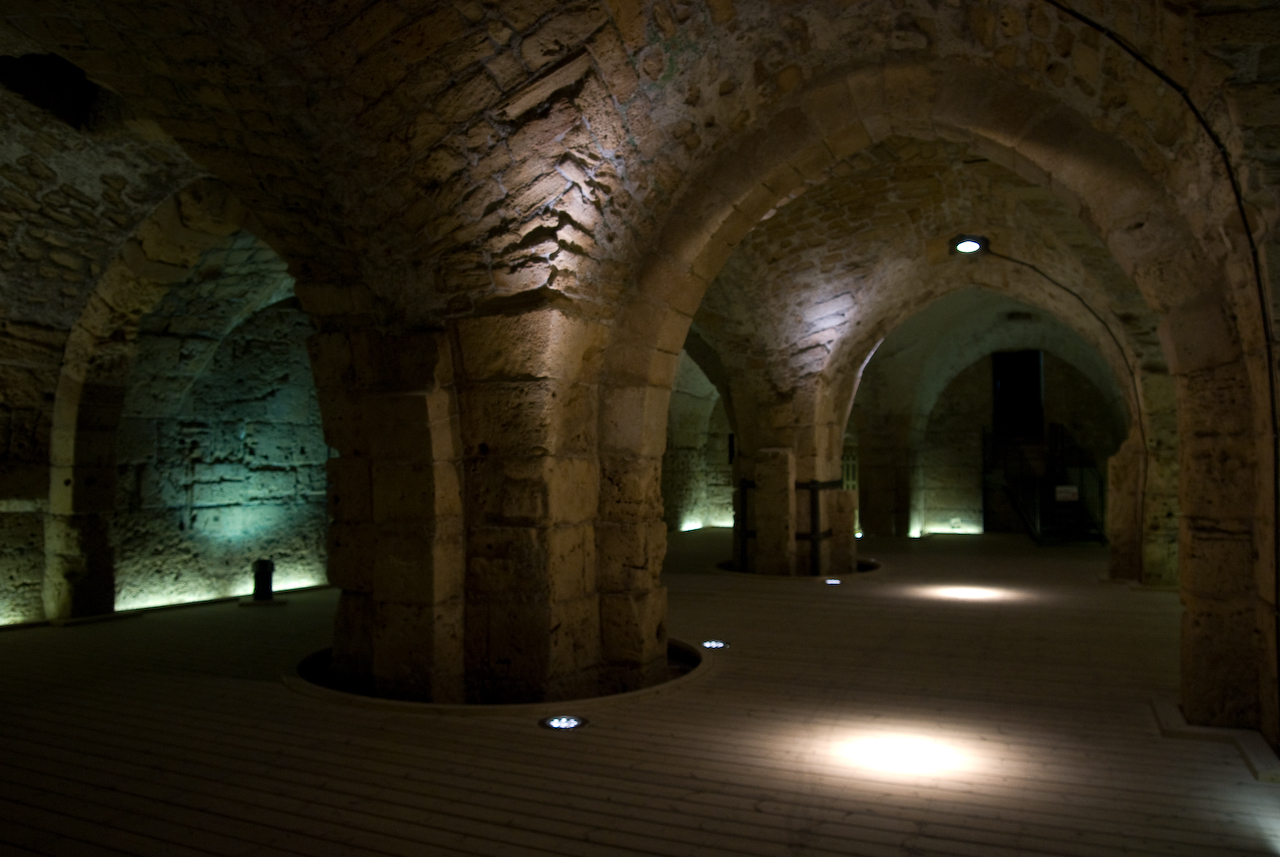
Kommende: Kerker, 2010

Der Nordflügel grenzt an die unter Ẓāhir al-ʿUmar und Ahmad ‹al-Dschazzār› Pascha ertüchtigte und ausgebaute Kreuzfahrermauer, die heute hier die Altstadt im Norden begrenzt. Dennoch sind die Außenmauern der Kommende zum Stadtwall mit 3,5 Metern besonders dick, obwohl sie selbst innerhalb der zu Kreuzfahrerzeiten wie heute stark befestigten Stadt gelegen ist. Der Nordflügel wird im Osten begrenzt durch den Burǧ al-Chazna (برج الخزنة ‚Schatzkammerturm‘; מִגְדָּל הָאוֹצָר Migdal ha-ʾŌtzar) aus dem 18. Jahrhundert. Sein Unterbau ist noch nicht ergraben. Er war Teil der erneuerten Stadtbefestigung Ẓāhir al-ʿUmars und befindet sich von Westen gesehen an Stelle des dritten Turms der alten Stadtmauer aus Kreuzfahrerzeiten,:101 dem Torturm Porta Domine Nostre. Der Turm Burǧ al-Chazna bildet das Nordosteck der Zitadelle und ist mit 40 Meter ihr höchst aufragendes Gebäudeteil.

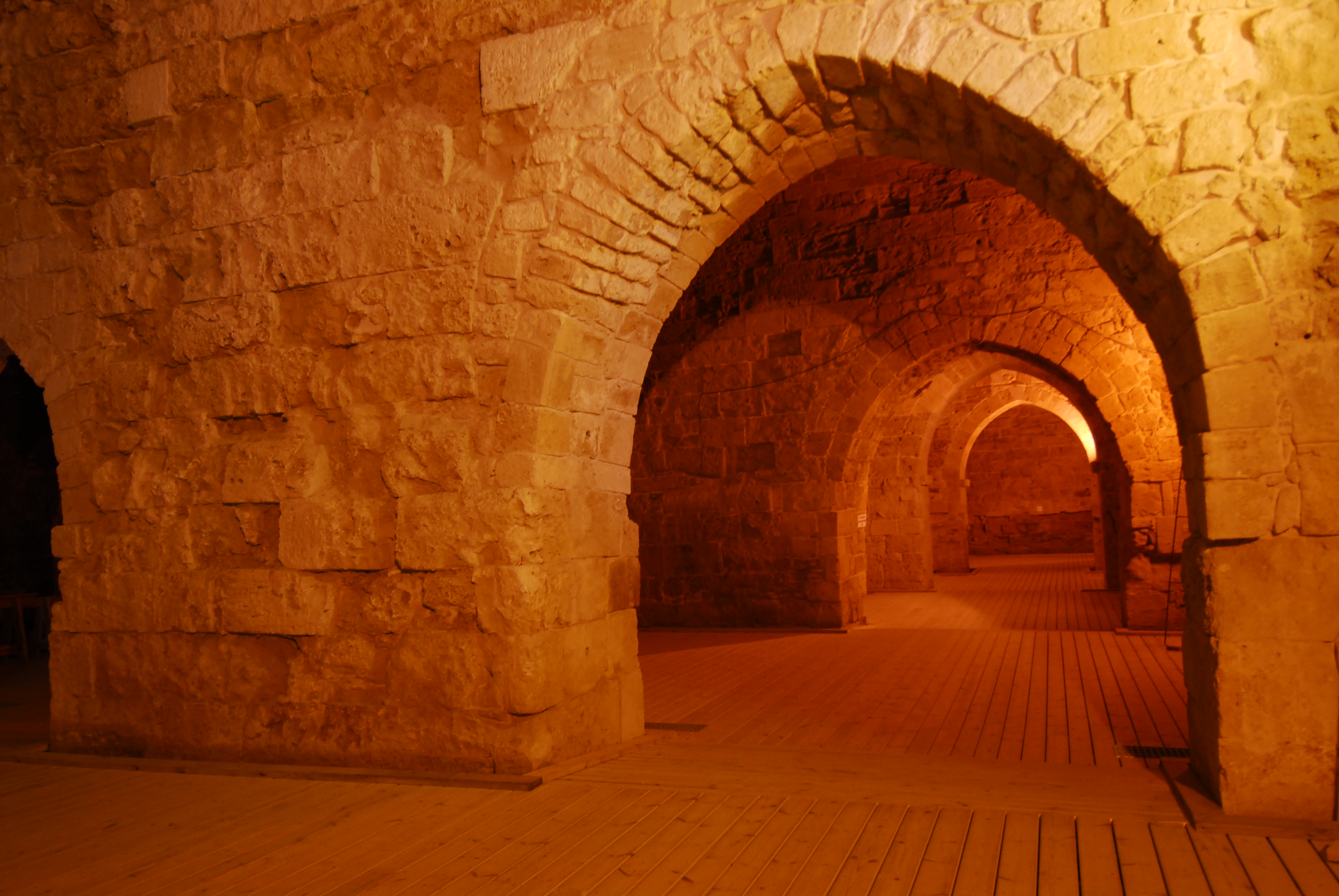
Nordflügel: Säle 1–6, einstmals wohl Läger, 2007

Im Nordflügel finden sich westlich an den Turm Burǧ al-Chazna anschließend zehn Säle, von denen die drei östlichen bis 1967 freigelegt worden waren. Damals konnten diese drei jedoch nur individuell mit Erlaubnis der Psychiatrieleitung im Rahmen einer Begehung vom Krankenhaus aus betreten werden, öffentlich zugänglich waren sie nur bei gelegentlichen Konzerten in diesen Sälen. Diese drei Säle und die westlich anliegenden nächsten drei bilden als Säle 1–6 eine bauliche Einheit, alle parallel und tonnengewölbt, die auch Reparaturen aus der Zeit nach den Kreuzfahrern aufweisen. Die Säle 1–6 sind zehn Meter hoch und durch Torbogen untereinander verbunden und dienten wohl als Läger. Säle 1–6 schließen nach Westen so ab, als ob eine Erweiterung in diese Richtung nicht geplant war. Vermutlich entstanden diese Säle vor den 1130er Jahren, also bevor die Johanniter entschieden, ihre Bauten nördlich der Kreuzkathedrale aufzugeben und stattdessen die Kommende nach Westen zu erweitern.
Nach Norden weist Saal 2 einen später in die Nordmauer gebrochenen Ausgang auf, der auf einen Vorplatz führt, wo sich Reste einer Brücke finden, die einst den Graben der alten Stadtmauer in die Neustadt Montmusard überspannte, vielleicht um den Johanniterrittern einen schnellen Zugang zum Johanniterturm am Marientor in der Johanniterschanze:101 (dem ihnen zur Verteidigung zugewiesenen östlichen Abschnitt der Stadtmauer um die Neustadt Montmusard) zu schaffen.
In einem späteren Bauabschnitt, 1141 erstmals erwähnt, hat man die westlich anschließenden Säle 7 und 8 angebaut, die anders als der übrige Grand Manoir exakt in der Nordsüdachse liegen. Die Säle 7 und 8 bezeichnen eigentlich sechs Räume gleichen Grundrisses je zwei verteilt über drei Etagen. Die beiden im untersten Stockwerk sind 7,5 Meter hohe kreuzgewölbte Regenwasserzisternen von 5 mal 13 Metern Grundfläche, die vom Boden bis zur Decke wasserdicht verputzt waren, wobei der Putz großenteils erhalten ist. Beide Säle sind mit einem weiten Torbogen verbunden und haben zusammen etwa 1'000 Kubikmeter Fassungsvermögen. Der einst vom Dach kommende Einlauf befindet sich nördlich im Gewölbe von Saal 8 der untersten Ebene, eine Öffnung zur Wasserentnahme befindet sich südlich im Gewölbe von Saal 7 der untersten Ebene.

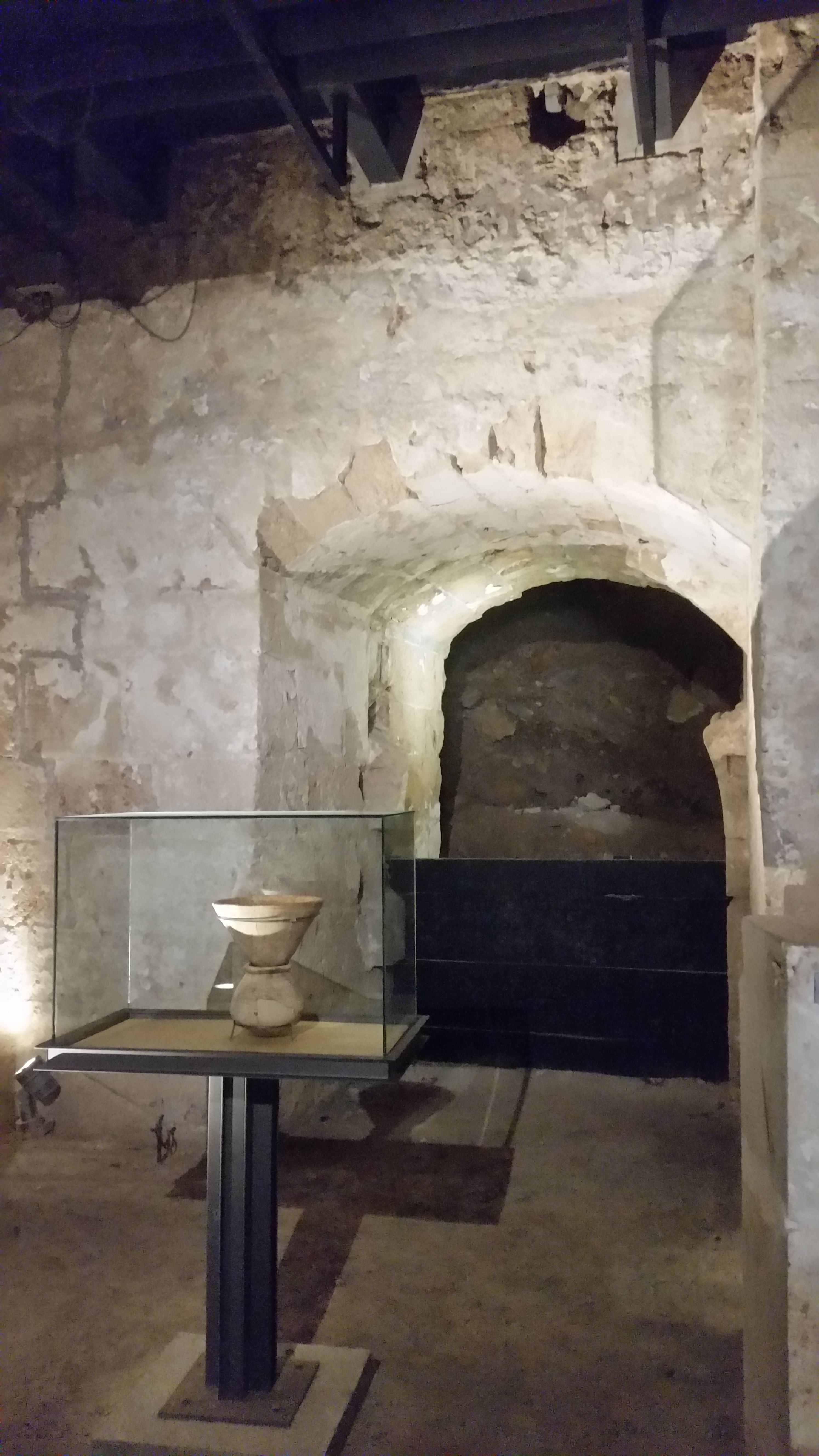
Tiegel zur Produktion von Zuckerhüten

Im Stockwerk darüber befinden sich zwei kreuzgewölbte Säle gleichen Zuschnitts von 7 Metern Höhe, deren tonnengewölbte Decke teilweise eingestürzt ist. Sie waren bis zu drei Meter hoch voll Schutt und herabgestürzten Mauerteilen, worunter sich in Saal 7 der mittleren Ebene an der östlichen Wand in situ ordentlich ineinander gestülpt, fein säuberlich aufgereiht und in Stroh gepuffert Hunderte kegelförmige tönerne Tiegel fanden, durch deren obere Öffnung Melasse eingegossen wurde, um Zuckerhüte herzustellen, sowie erhaltene Zuckerhüte selbst. In einem anderen Teil des Saales 7 wurden auf dem Boden Dutzende kleiner Melassekannen gefunden.
Aus dem benachbarten Saal 8 mittlerer Ebene führt an der Südseite eine Treppe nach oben, in den oberen Saal 8, der, wie der benachbarte obere Saal 7, zwar eingestürzt aber inzwischen freigelegt ist. Ihre Wände sind verputzt und in gotischem Stil in den Farben schwarz, gelb und rot bemalt, ein aus den Trümmern des Gewölbes geborgener großer runder Schlussstein ist aufwändig mit einer Rosette von Akanthusblättern verziert. Westlich anschließend folgt auf unterster Ebene der ebenfalls kreuzgewölbte Saal 9, die Durchfahrt zum Nordtor, das den Hof der Kommende mit dem Wallgraben vor der alten Stadtmauer verband, darüber erhebt sich ein massiver Turm. Die Säle 6–9 bilden die Nordseite des Innenhofs.

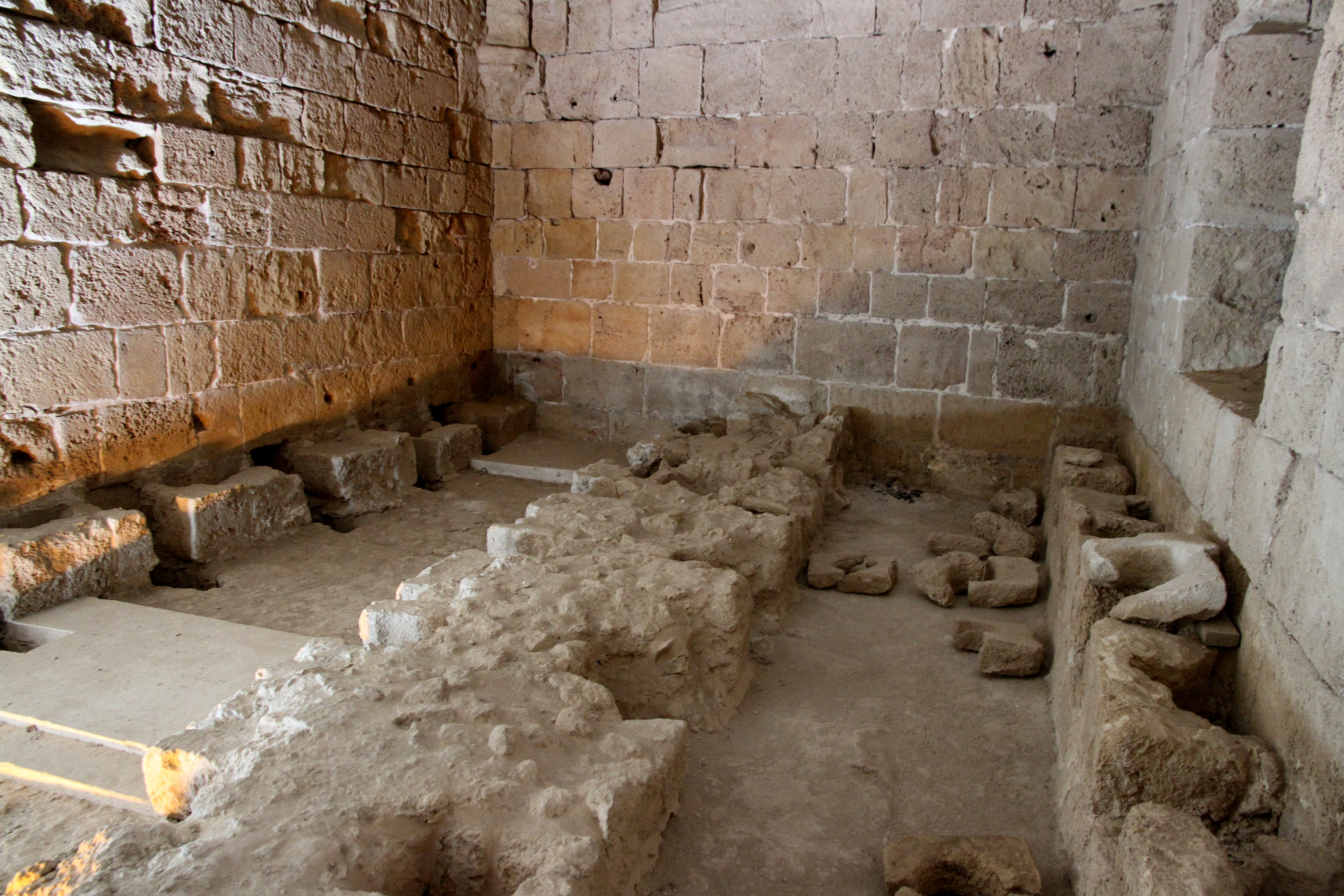
Kommende – Saal 10: Latrine im mittleren Stock, 2016

Im Nordwesteck befindlich, aber aus der Durchfahrt des Nordtors zu betreten, liegt der Latrinentrakt des Saales 10, ebenfalls über drei Stockwerke. In Saal 10 auf unterster Ebene münden Dutzende ins Gemäuer eingelassene Abwasserleitungen aus dem darüber befindlichen eigentlichen Latrinenraum. Der Latrinenraum misst fünf mal zehn Meter Fläche mit Toiletten in vier Achterreihen und ist durch drei Fenster in der massiven Nordmauer belüftet. In den Mauern eingelassene Leitungen führten aus höheren Etagen Regenwasser vom Dach in die Latrinen der mittleren Ebene ein und durch, um im untersten Raum mit seinem zu fünf Abflüssen stark geneigten Boden aus glatten Steinplatten mit dem bei Regen einsetzenden Wasserschwall eine reinigende Spülung zu bewerkstelligen. Die fünf Abflüsse der untersten Ebene münden in den Hauptabwasserkanal darunter, dessen Verlauf von Nord nach Süd durch Sondierungen erforscht ist.
Er misst 1 Meter in der Breite und 1,80 Meter in der Höhe und unterquert die Kommende mit weiteren Einläufen und die übrige Altstadt mit den ihren bis zum ehemals Pisanischen Hafen im Süden, wo er sich einst ergoss. Saal 10 der oberen Ebene ist mit seinem Boden ein Bau der Kreuzfahrer, Wände und Decke jedoch aus osmanischer Zeit. Eine Untersuchung des Bodens ergab, dass sich unter dem heutigen Belag Vorrichtungen und Abflüsse für weitere Toiletten befinden, womit die gesamte Anlage von Latrinen über zwei Etagen nur mit wenigen erhaltenen Johanniterkommenden des 13. und 14. Jahrhunderts in England und Wales vergleichbar ist.

#### Ostflügel
Südlich gegenüber von den Sälen 1–5 im Nordflügel liegen – getrennt durch einen tief eingeschnittenen in Ost-West-Richtung verlaufenden Gang – die Pfeilerhalle und der Kerker im Ostflügel. Diesen Gang überbrückt auf ausreichend lichter Höhe eine vier Meter breite geschlossene Passerelle von der Pfeilerhalle in den Saal 2 des Nordflügels, so dass darunter der aufrechte Durchgang möglich blieb. Diese Passerelle vom Ost-in den Nordflügel diente wohl dem direkten Durchmarsch, weiter dann durch Saal 2 und hinaus durch dessen nördlichen Ausgang, damit die Johanniterritter nötigenfalls schnell zur Johanniterschanze gelangen konnten.
Die große Pfeilerhalle diente wohl als Dormitorium. Sie zählt 24 fünf Meter hohe Joche über 15 Pfeilern quadratischen Grundrisses im romanischen Stil. Die Halle misst 30 Meter in der Breite und 45 Meter in der Länge, also etwa 1'300 Quadratmeter, bei Gewölbehöhen bis zu acht Metern. Teile der Gewölbe und Pfeiler waren im 18. Jahrhundert unter massiven neuen Aufbauten eingestürzt und wurden in den letzten Jahren repariert, labile Strukturen stabilisiert. Die Halle bildete wohl den Unterbau des einst vierstöckigen Hauptbaus der Kommende, wie Zeichnungen des 17. Jahrhunderts zeigen.

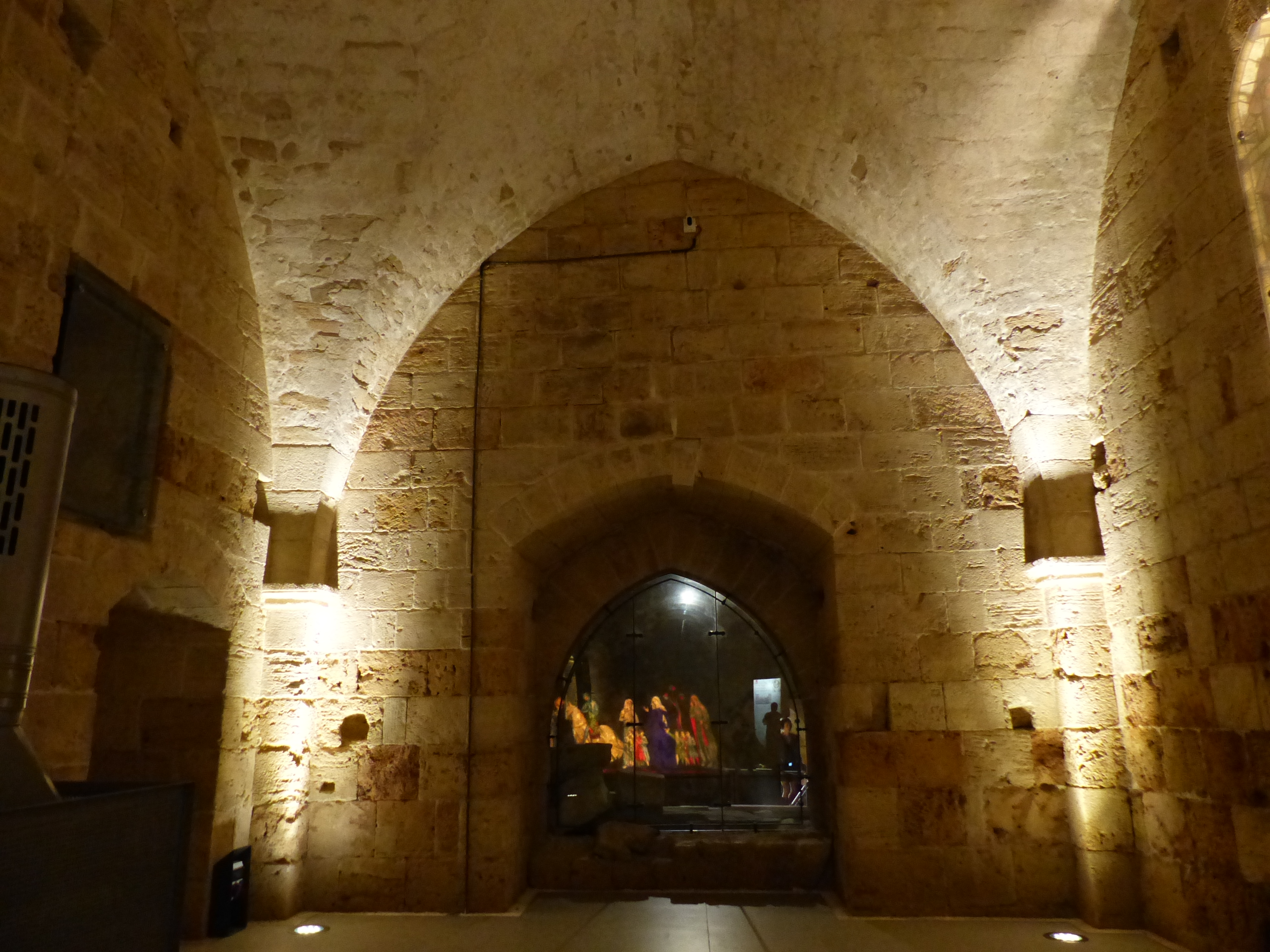
Schöner Saal, 2017

Dem Ostflügel östlich vorgelagert ist der ehemalige Kerker, ein Gemäuer aus fünf Meter hohen Kreuzgewölben ohne jedes Fenster aber mit teils herausgerissenen Eisenringen im Mauerwerk, wo Häftlinge angekettet waren. Der Boden des Kerkers wurde aus dem Grundgestein herausgeschlagen, wodurch er insgesamt 2,5 Meter tiefer liegt als derjenige benachbarter Räume. Zutritt war ursprünglich nur von Süden per Treppe zur höher, hier in Ost-West-Richtung verlaufenden Hauptstraße mit den Marktbuden. Im Südosteck südlich der Pfeilerhalle und östlich der Küche entdeckte man Anfang der 1960er Jahre den heute so genannten Schönen Saal, wegen der fein behauenen und gesetzten Werksteine so benannt. Der Saal war von der Straße aus zugänglich und wohl als Empfangshalle erste Anlaufstelle und Zutritt für Besucher von auswärts.

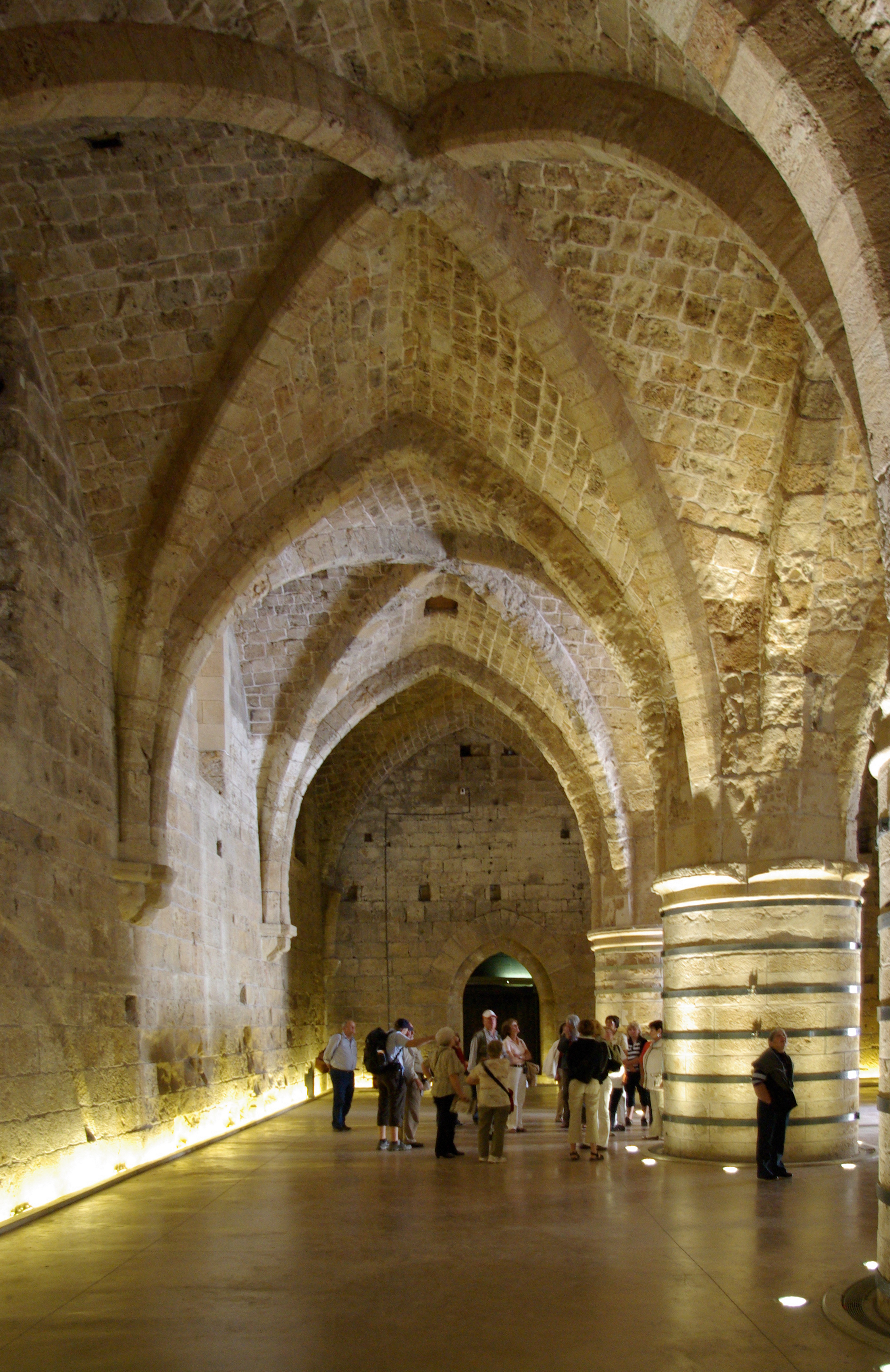
Refektorium, 2008

#### Südflügel
Im Südflügel findet sich über die ganze Breite des Innenhofs der beeindruckendste Saal der Kommende, das Mitte des 12. Jahrhunderts erbaute und 1960 freigelegte Refektorium.:108 Es ähnelt Refektorien oder Kapitelsälen in Klöstern des Mittelalters. Es wird gelegentlich Krypta (‹St. John’s Crypt›) genannt, was aber eine irrige Bezeichnung ist, denn sie erzeugt falsche Vorstellungen davon, wozu die heute Besuchern zugängliche Halle einst diente. Zudem besteht ja im Komplex der Kommende die Krypta der ehemaligen Johanniskirche, Unterbau des heutigen Alten Serails.
Das Refektorium ist 22,16 Meter breit und 44 Meter lang. Mit seinen zwei Schiffen und vier Eingängen bildet das Refektorium den Hauptraum im Südflügel des Grand Manoir. Die zehn Meter hohen Kreuzrippengewölbe bilden acht Joche, die mittig auf drei massiven Rundpfeilern von drei Meter Durchmesser ruhen,:108 die heute mit Stahlmanschetten verstärkt sind. Die Gurtrippen der Joche sind spitzbogig, weshalb die Halle als ein gutes Beispiel der Frühgotik gilt, „in der die schweren runden romanischen Pfeiler die Basis für das sich kreuzende Rippengewölbe bilden. Bei stilkritischen Vergleichen mit anderen Bauten des Übergangsstils kann geschlossen werden, daß  diese Halle um die Mitte des 12. Jahrhunderts erbaut wurde.“:108 Die Halle war offenbar in romanischem Stil geplant gewesen, d. h. ohne Kreuzgewölbe, doch die Pläne änderten sich während des Baues, so dass nachträglich Konsolen für die Kreuzrippen eingezogen werden mussten außer an der Westwand, die offenbar gleich für gotisches Gewölbe erbaut wurde.:109 Oder aber die Westwand entstand neu oder später, nachdem die Johanniter entschieden hatten, die Kommende nach Westen zu erweitern.

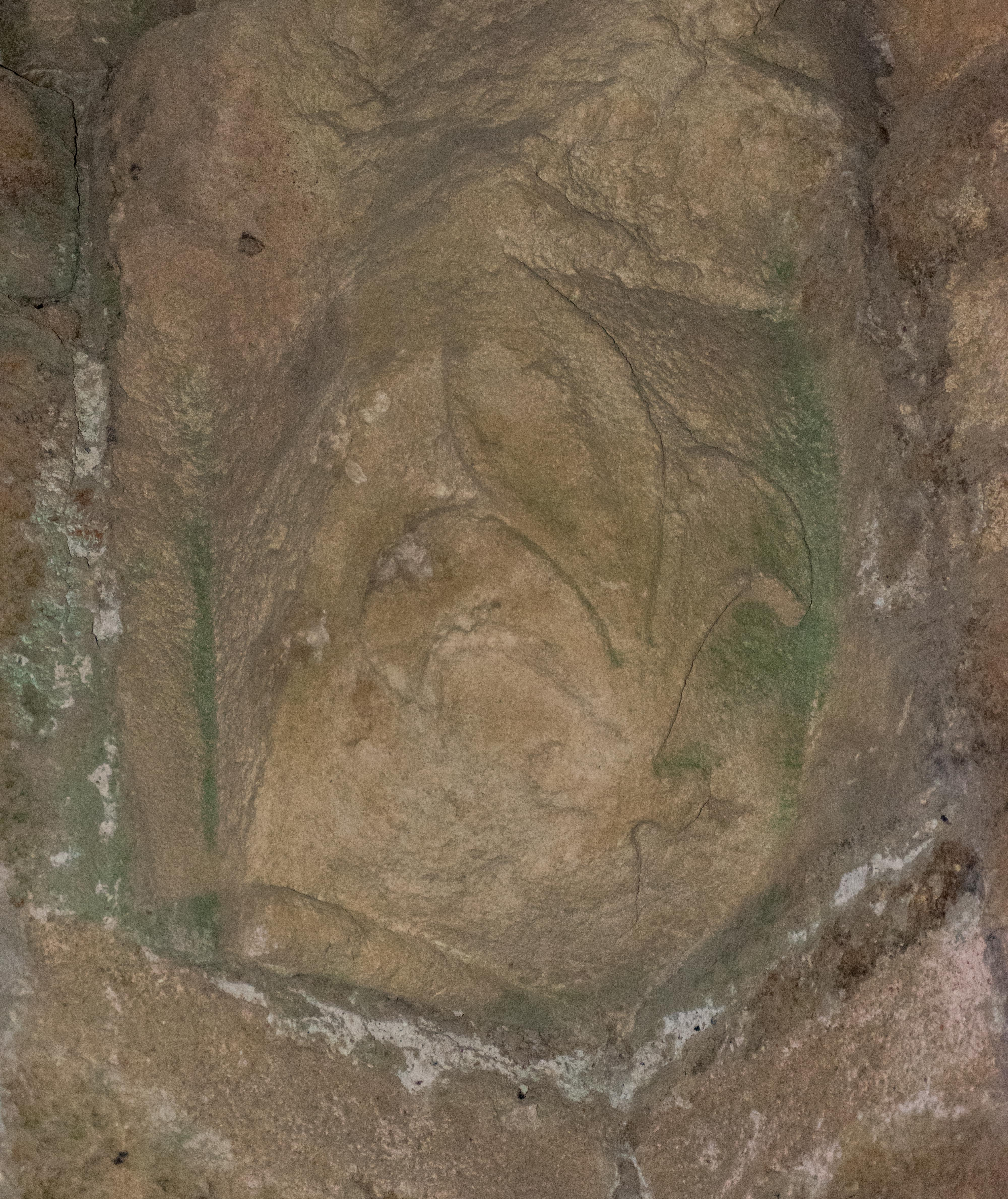
Refektorium: Relief einer Fleur-de-Lys auf der Unterseite einer der Konsolen, 2014

In der Nordost- und der Südostecke des Refektoriums entdeckten die Ausgräber zwei Konsolen, die das Wappen der Könige von Frankreich zeigen, die stilisierte Lilie fleur de lys.:109 Ludwig VII. wählte dieses Symbol während des Zweiten Kreuzzuges (1147–1149) zu seinem Wappen. Älteste überlieferte Darstellungen in Europa stammen von 1180, so dass die im Refektorium auf Ludwigs VII. Aufenthalt in Akko 1148 zurückzuführen sein könnten.:109 In der östlichen Schmalwand des Refektoriums befinden sich drei Schornsteine, ein in die Wand eingelassener und zwei nachträglich auf die Wand aufgesetzte. Der östlich angrenzende Raum barg vermutlich die Küche, die noch nicht freigelegt ist.
Im Refektorium wurde beim Räumen des Schutts jede Menge Irdengut geborgen. Insbesondere einfache Schüsseln, meist zerbrochen, fanden Ausgräber in großer Zahl. Diese unglasierten flachen Schüsseln bildeten sicher seinerzeit das übliche Geschirr für die Speisenden. Neben den vielen einfachen Schüsseln fanden die Ausgräber auch Bruchstücke eines aufwändiger gestalteten Exemplars, die unter ihrer Glasur olivfarbene Johanniterkreuze im fahlgelbem Untergrund zeigen.:109 Es ist mithin eines der frühesten Artefakte, welches das Ordenskreuz noch im gradlinigen Stil des 12. Jahrhunderts zeigt.

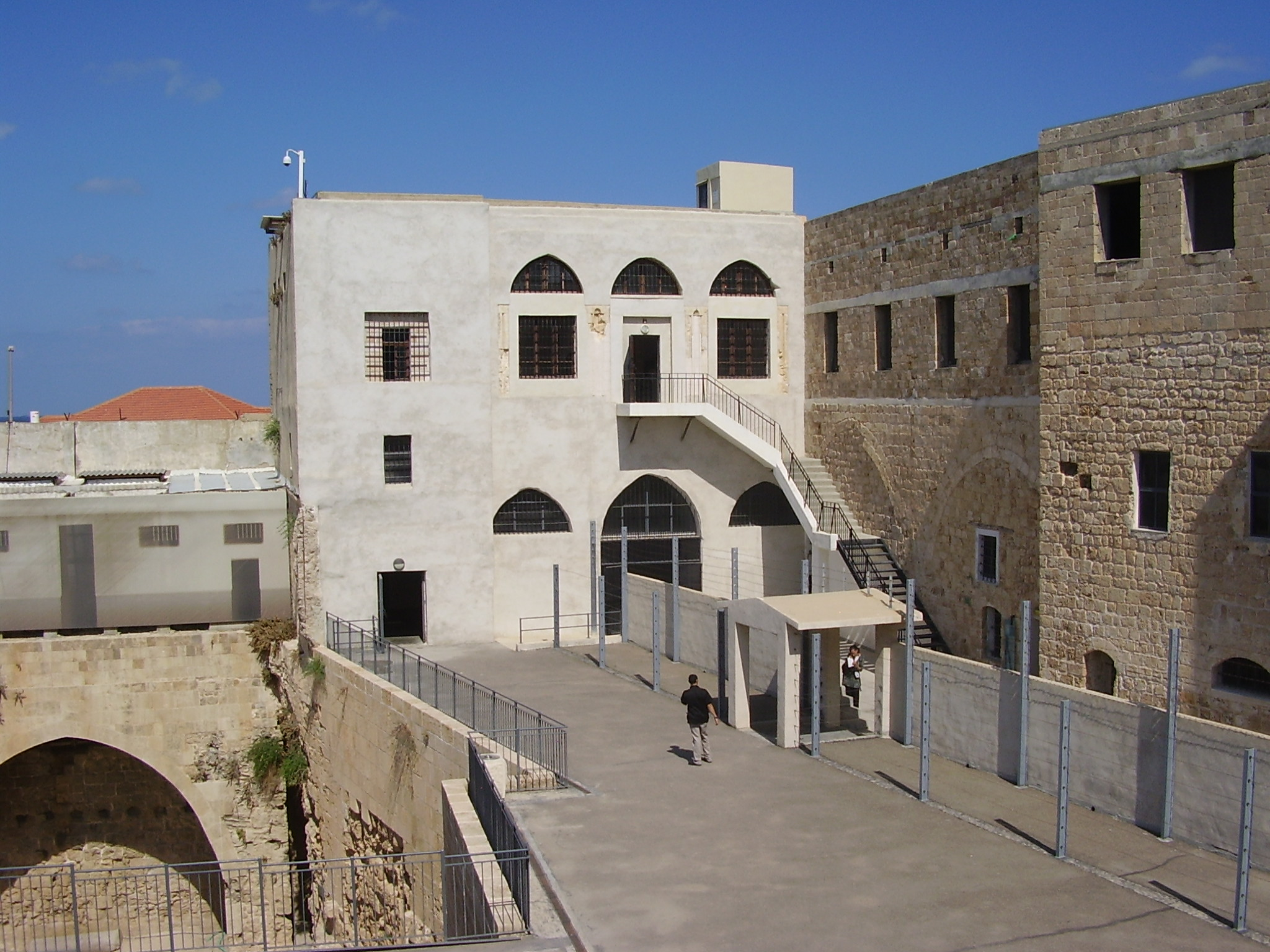
Blick zum Jabotinsky-Flügel (in Weiß), davor Besuchergitter, wo Besucher Häftlinge sprechen durften, links Blick in den Hof der Kommende, 2011

### Zitadelle im osmanischen Oberbau
Alle Teile des Zitadellenbaus aus osmanischer Zeit nutzte die britische Mandatsmacht als Gefängnis mit damit verbundenen Einrichtungen wie Verwaltungstrakt und Zellen in Nord- und Ostflügel und der Kışla mit Zellen im Süd- und Versorgungsräumen im Westflügel. Heute nimmt das Museum der Gefangenen des Untergrunds den osmanischen Oberbau der Zitadelle ein. Anlässlich seiner Erweiterung wurden die Räume, die von 1949 bis 1981 als Nervenheilanstalt gedient hatten, in ihrer Erscheinung zwischen 1981 und 1984 wieder an den Zustand von 1947 angenähert. Hinweistafeln, restaurierte und nachempfundene Interieurs erinnern an Funktionen der Räume, an tätige und inhaftierte Personen, beteiligte Untergrundbewegungen sowie das Geschehen im Gefängnis.

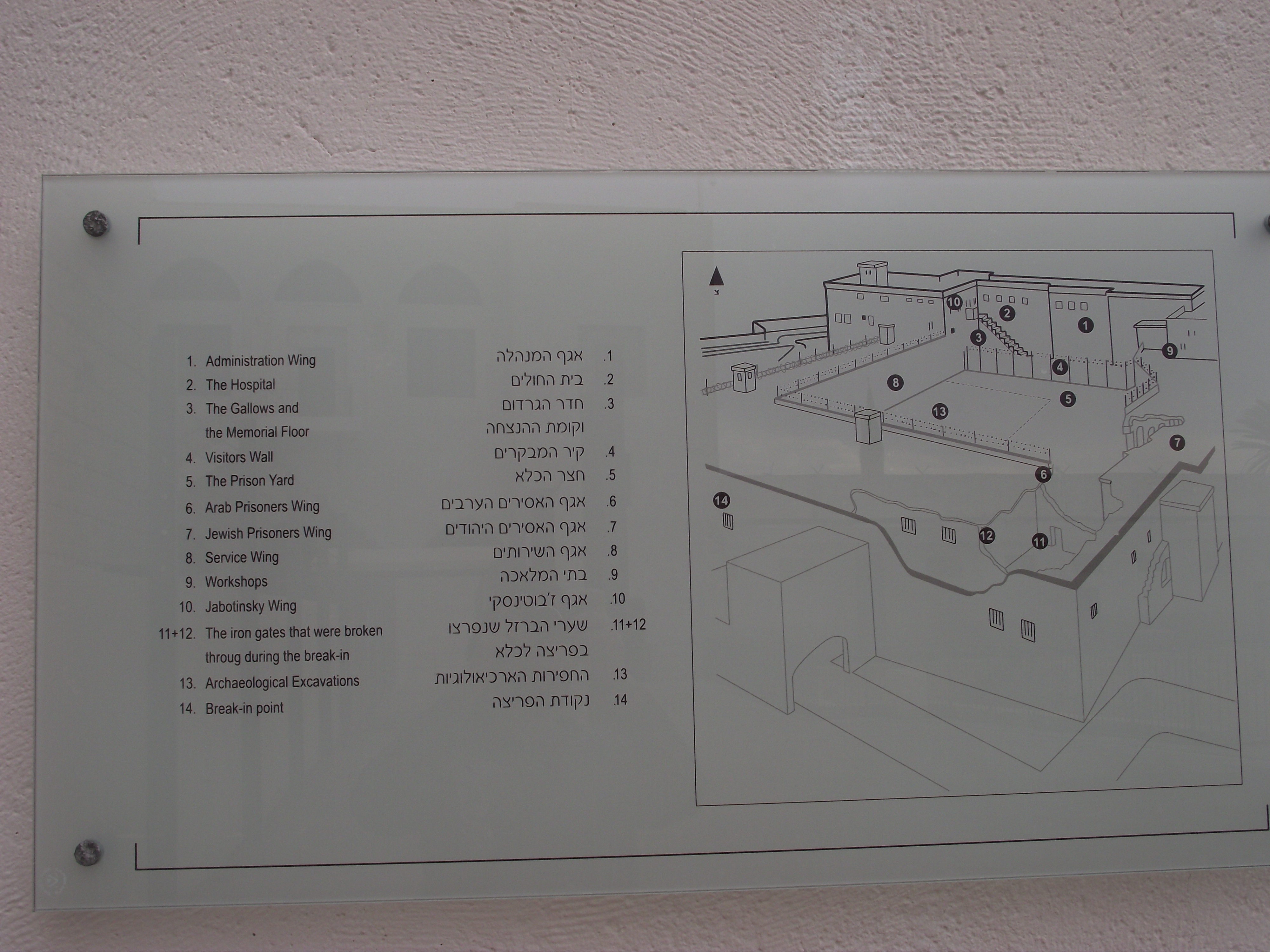
Raumnutzung im britischen Gefängnis, Tafel im Gefängnismuseum, 2010

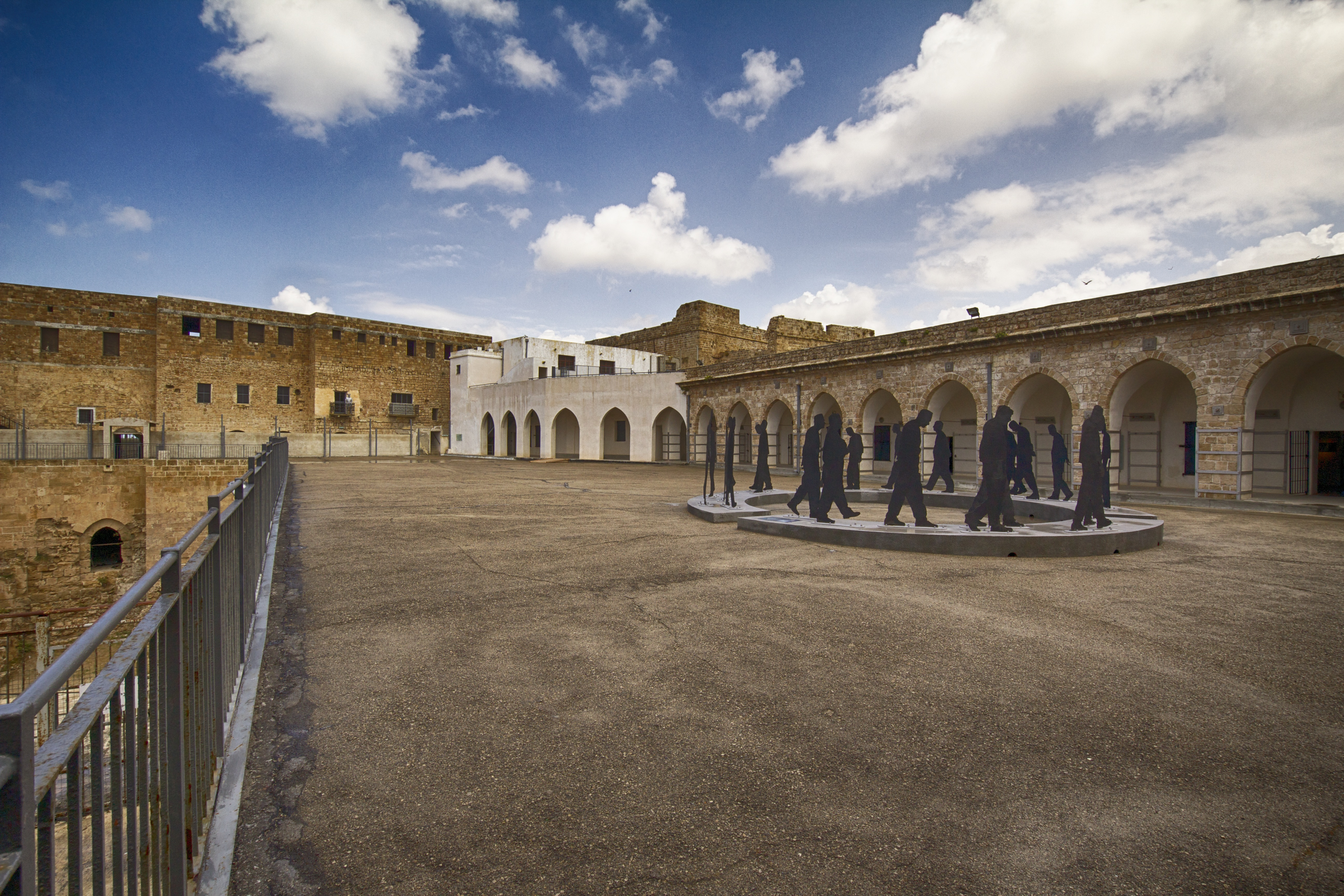
Blick 2013 vom Südflügel über die Höfe von Kommende (unten) und Zitadelle (oben) mit Skulptur ‹Hofgang› zu Nord- und Ostflügel, überragt vom Burǧ al-Chazna

Die Anlage gliedert sich in vier Flügel, die direkt auf dem Kreuzfahrerbau des Grand Manoir stehen. Der Nordflügel ist zweistöckig und zeigt heute oben Büros, Räume für Verhöre und Strafverfahren (№ 1 im Plan rechts) und den Krankentrakt (№ 2). Im Stock darunter sind Gedenkräume für Gehenkte sowie der Galgen (№ 3), die schon zwischen 1963 und 1984 Museum waren. Der Schatzkammerturm Burǧ al-Chazna (№ 9) im Nordosteck der Anlage zeigt in seinen oberen beiden Stockwerken Werkstätten und Arbeitsräume der Gefangenen unten und oben einen Raum für Filmvorführungen. Im Ost- bzw. Südflügel sind ehemaligen Zellen für jüdische (№ 8) bzw. nichtjüdische arabische Häftlinge (№ 7) zu sehen. Im Südflügel (Kışla) wird auch die Stelle der Sprengung in der Südmauer bei der Gefangenenbefreiung am 4. Mai 1947 gezeigt. Ferner zeigt die Kışla im Südflügel auch Relikte aus der Krankenhausnutzung.
Der Westflügel (№ 6), Teil der Kışla der einst Versorgungseinrichtungen diente, ist nicht zugänglich, sondern nur als Attrappe angedeutet. Der Zitadellenhof (№ 5) wurde bis 1999 bis aufs Deckgewölbe der Pfeilerhalle bzw. den Grund ausgehoben, um die Pfeilerhalle zu entlasten und den Hof (№ 13) des Grand Manoir freizulegen. Nur über der Pfeilerhalle im Ostflügel der Kommende wurde in leichtem Gerüstbau ein Teil des Zitadellenhofes niveaugleich mit den vier Flügeln der osmanischen Oberbauten nachempfunden und mit der Skulptur Hofgang bestückt. Vor dem Nordflügel im Zitadellenhof wurden die Besuchsgitter rekonstruiert (№ 4), das innere, an dem die Häftlinge stehen mussten und getrennt durch einen Gang für Aufsichtspersonal, das äußere, höhere, wo die Besucher standen, um Häftlinge sprechen zu können.
Der 1797 erbaute Jabotinsky-Flügel im Nordwestturm wurde bis 2004 in seiner Erscheinung wieder an den Zustand von 1920 angenähert. Dabei verweisen schöne bauliche Details wie Holzdecken und Ablaq-Mauerung darauf, dass dieser Flügel einst repräsentative Aufgaben als Residenz der Paschas erfüllte.